# 科捜研の女の登場人物
科捜研の女の登場人物（かそうけんのおんなのとうじょうじんぶつ）は、テレビ朝日系でシリーズ化されているサスペンスドラマ『科捜研の女』（テレビシリーズ）に登場する主な架空の人物について解説する。
本項での「S」はseason、「SP」はスペシャルを表す。
ゲストの記載基準
- 役名がわかる出演者（クレジットタイトルに役名が載っていなくても出典や字幕やその他、確認できれば記載できる）
- クレジットタイトルに役柄が載っている出演者（役柄だけのゲストについてを参照）

京都府警科学捜査研究所：榊マリコ、日野和正、宇佐見裕也、涌田亜美、君嶋直樹、加瀬淳平
京都府警察本部：土門薫、蒲原勇樹、藤倉甚一、佐伯志信
洛北医科大学：風丘早月
前シリーズまでのレギュラー、レギュラーの親族、複数回出演した登場人物
京都府警科学捜査研究所：森村茂、榎戸輝男、小清水司、奥田奈々美、武藤要、高野美華、染谷優、宮前守、鶴田幸太郎、白鳥望湖、小向光子、久保敦夫、乾健児、吉崎泰乃、相馬涼、橋口呂太
京都府警察本部：木場俊介、倉橋拓也、城丸準子、吉田大輔、沢木、有賀行雄、石橋秀樹、大森泉、上原純二、黒井千佳、猪俣、新山智美、三浦、正宗岳尋、杉内亮、寺原智則、佐久間誠、谷口朝男、木佐貫直巳、国持三郎、香坂怜子、堀添清文、権藤克利、大西武政、芝美紀江、江崎和帆、三枝義史、木島修平、落合佐妃子、山崎大悟、柿沢一樹、堀切徹、篠宮小菊、新開颯太
洛北医科大学：米倉太、安野孝、高橋亮太
 榊家：榊伊知郎、榊いずみ
風丘家：風丘亜矢、風丘大樹、風丘洋二
警察関係者の親族：小向真也、土門美貴、乾尚仁、宇佐見一穂、宇佐見咲枝、日野恵津子、真柴有雨子、君嶋莉子
君嶋の元同僚：古久沢明、由井沙織
その他：西大路恵、篠田正幸、友田香織、羽村瑞男、佐沢真、江藤壱、森聡美、宮越優真、奥居秀俊
特別出演：信者、宅間善人、時矢暦彦

## 京都府警科学捜査研究所
榊マリコ（さかき まりこ）
演 - 沢口靖子（14歳：上白石萌歌〈SP5〉）
経歴：東亜大学→ 東亜大学大学院
→ FBI
→ 京都府警科学捜査研究所の法医研究員（S1 - S3）
→ 科学警察研究所（S3最終話）
→ 京都府警科学捜査研究所の法医研究員（S4 - ）
テーマカラー：レッド&ピンク
本作品の主人公。京都府警科学捜査研究所の法医研究員。年齢はS1第8話時点で30歳。神奈川県横浜市出身、血液型はB型。平成元年、東亜大学を卒業。同大大学院在学時の平成3年、犯罪学の博士号を取得。大学在学時代は法医学同好会に所属していた。博士号取得後は同・研究室に残るも、結婚と離婚を経て、FBIに赴任した。
臨床検査技師資格を保有していることが窺える。はっきりとした設定はないがメスは持たぬとも、司法解剖に参加していたりS13第10話で容疑者に浮上した臨床検査技師と同じ免許を持っている事からも推測できる。
科学捜査に信念とプライドを持ち、「科学は嘘をつかない」を信条としている科捜研の名物研究員である。正義感が強く、並外れた行動力があり、どんな時でも諦めない粘り強さを持つ。仕事一筋の女性で、鑑定の腕はFBIで学んでいるため確かである。バツイチの独身。元夫は京都府警の刑事部長だった倉橋拓也で、S1より前に離婚している。二人の間に子供はいない。できる女性に見えるが、天然で、仕事以外はだらしなく、ご飯も炊けない「女子力がとても低い」ことが離婚の原因だと周囲に思われている。S2では主任になり「科捜研の女王」と呼ばれていたこともある。
初期の頃はコミカルで負けん気の強い性格だったが、作風の変更およびシーズンを重ねてマリコの年齢が上がり大人の女性として成長したため冷静沈着で真面目な性格に変更されている。しかし、仕事に集中すると周りが見えなくなり、目的の為には労力やコスト、他人の迷惑などは一切考えられなくなってしまう。人使いも荒くなり、頼みごとをする際に相手に礼を言ったり労ったりもしない事が多い。ルールを守れないタイプなため、上司からは頻繁に咎められているが、本人は全く気にしていない。無鉄砲且つ不用心な行動を取ってピンチに陥ったり、周囲の人を巻き込んで暴走することもある。現場捜査に過度に首を突っ込み、周りの人を無自覚に振り回すせいで、初期の頃は同僚や刑事たちの理解が得られず対立したり、時には孤立してしまうこともあった。S6からは周囲と対立することはほとんどなくなり、皆で協力して事件を解決している。S18以降からの傾向として真面目な性格は変わらないものの、マリコの言動をコミカルに描く事も増えてきている。
成り行きで犯人や容疑者と思われる人物と遭遇しても滅多に声を荒らげたり手を出したりはせず、冷静に説き伏せる事が多い。しかし、相馬涼の軽口には容赦なく耳を引っ張ったり叩いたりしている。
科学的に数値化や物理的に可視化出来ないものが苦手で解する事ができない。完全な理系で芸術への素養が全くなく、雑談などで話題を振られたりしても自覚なくその方面の人物の神経を逆撫でしたり失望させる発言が多い。心理学で（自分を）見破られる事や痛い点を突かれると反論する。長年の経験を通じて遺された物から人の絆や想いを汲み取った時は感動するロマンティストな一面も持っている。真実を重視し、嘘や偽りを嫌っているため、占い等の「非科学的なもの」は信じていない。ただし手品までは暴いて空気を壊したりはしない。
料理が苦手で、見た目は良くても味は酷いらしく、無口な白鳥研究員に「まずい」と言葉を漏らさせたほどである。たまに鑑定の都合で料理をするが、技術が付いて行かずにレシピ通りでも似ても似つかない物になってしまう場合が多い。S15第7話では簡単な焼き魚と卵焼きでさえも真っ黒に焦がしてしまい、廊下まで煙が充満するほど料理下手に拍車がかかっている。そのためか食事は外食やカップラーメンが多い。しかし遊びに来た母や、一時期同居していた父のおかげで食生活は改善された模様。京都の漬け物は薄口で好みではないらしい。初期の頃は手挽き式のコーヒーミルでよくコーヒー豆を挽いていた。
住まいは、S1ではアパート、S2はアパートの更新手続きを忘れたため城丸準子の部屋に押し掛けて同居、S3以降は町家風の一軒家に住んでおり、短期間、母いずみとの同居を経て、S6からSP3までは同じ職場に着任した父の伊知郎と同居していた。現在はマンションに住んでいる（S17第6話）。京都市下京区にある7階建て築36年のマンション「京南アーバンコート」306号室に在住しており、立て籠り事件に巻き込まれた（S19第17話）。片付けが苦手で自宅は酷く散らかっている。初期シリーズで助手の奥田奈々美に着替えを取りに行ってもらった時も部屋には汚れ物しかなかった。S1では遺留品だった金魚をルームメートといって自宅で飼い、研究室に泊まり込む際にも連れてくるほど可愛がっていた。なお、実家は神奈川県横浜市にあり、中学生までは横浜に住んでいたが、父親の仕事の都合により転居を繰り返していたようである。
自宅からの通勤は自転車だが、S2第1話の直前まで長期休暇をとって自動車教習所へ通っていたことがある。この時、おびただしい回数の追加教習を受けたが運転は上達せず、結局免許はとれなかった。
元夫の倉橋とはS1で離婚後4年ぶりに再会したが口喧嘩ばかりしていた。倉橋と交際していた城丸や伊塚夏子に対して嫉妬心のような複雑な感情を持つが、S3最終話で倉橋と伊塚の真摯な想いを感じたことにより、二人の未来を応援するようになる。
また、マリコが科捜研に赴任してきた当初は科学捜査に猛進するあまり自分勝手で傍若無人な振る舞いをすることが数多く見られたが、そんなマリコを窘めて「人の心を思いやること」や「人間を見ることの大切さ」を教えたのが木場俊介警部である。木場はマリコの最初の相棒と言える存在だったが、S4最終話の事件で殉職してしまった。
木場の役割を引き継いだのがS5より登場した捜査一課の土門薫刑事である。土門とは15年以上に渡る長い付き合いで、最初はぶつかり合っていたものの徐々に信頼し合える関係となり、現在では強い絆で結ばれた良きパートナーとなっている。土門の過去の女性関係が明かされて動揺を見せたこともあるが、今のところは恋愛感情のない同志であり戦友のような関係である。
S21第1話では、警察庁への異動の話があったが、警察庁の不祥事を暴く行為をしたために異動の話は無くなった。
日野和正（ひの かずまさ）
演 - 斉藤暁（S5 - ）
経歴：警視庁科学捜査研究所
→ 京都府警科学捜査研究所の研究員（S5 - SP3）
→ 京都府警科学捜査研究所の所長（SP3 - ）
テーマカラー：ブラウン
京都府警科学捜査研究所の所長兼文書担当研究員。
以前は一般の研究員だったが、マリコの父で前所長の榊伊知郎が退職したため、後任として所長に昇進した。
見た目はいい加減だが、実は正義感が強く、仕事に熱心。マリコを筆頭に変わり者が多い研究所内での常識人。自身や周囲のメンバーが仕事に熱中し過ぎて体調を崩したりしないように気を配り、仕事が一段落した時は早く帰るように促している。仕事に集中すると周りが見えなくなり、周囲の人まで巻き込んでしまうマリコのストッパー役でもある。
元々は警視庁科捜研にいたが、京都府警からの要請で異動してきた。そのため妻と娘は東京在住で、長らく単身赴任をしている。S17第17話で長時間労働の影響により虚血性心疾患に掛かって倒れ、一命は取り留めたものの、17話の最後まで入院を余儀なくされた。心配した妻・恵津子が東京から駆け付け、公災を申請した。
典型的なメタボ体型で、頭髪は後退気味。登場初期は常に何かを食べており、鑑定が深夜に及んだり徹夜になると、お菓子やインスタント食品を広げていた。ベビーシューはちょっと苦手である模様。S6では肥満を気にしてカロリー計算や食事制限をしていたが、すぐに諦めた様子。S17第17話で倒れた際には、医者に高血圧・肥満・コレステロールを指摘され、それも原因で虚血性心疾患になったと話している。
一人称は「僕」。一般研究員だった頃はアロハシャツなどのラフな服を好んで着ていたが、所長になってからはシャツにベストといったきちんとした服装をするようになった。バイク通勤をしているため靴はスニーカーを履いている。
S18第1話では京都府警音楽隊のコンサートに急遽参加することになり、趣味のトランペットを披露した。しかしコンサートの最中に事件が起こり、音楽隊が疑われ、コンサートに参加した日野も一時的に鑑定を外されてしまった。その後S20第7話で風丘先生へのお祝いとして誕生日の歌を演奏している。
宇佐見裕也（うさみ ゆうや）
演 - 風間トオル（SP3 - ）
経歴：航空科学研究所
→ 京都府警科学捜査研究所の研究員（SP3 - ）
テーマカラー：ブルー
京都府警科学捜査研究所の化学担当研究員。
所員たちを冷静に見守り、的確なアドバイスや助言を行える真面目で優しい人柄。お茶に造詣が深く、捜査会議や作業の合間には淹れたてを所員に振る舞っている。
以前は航空科学研究所に勤務し、航空テロなどに備えた爆発物や化学兵器の研究をしていたが、父を亡くして独り身になる母・咲枝のことを思って京都に帰省。京都府警科捜研の中途採用試験を受験し、採用された。激務な勤務の合間を縫って母の介護をしている。
難関の中途採用試験を突破しただけあって非常に優秀で博識であり、気象・海洋などの航空安全に関する知識以外にも、歴史から地質学、そのほか多方面への知識も豊富。橋口呂太の専門知識ばかりの要領を得ない説明も理解し、マリコら他の科捜研メンバーに解説したことがある。
大学時代は山岳部に在籍していたため登山に関する知識が深く、事件の捜査で山に登る際は先頭を歩いて皆を誘導することが多い。
S11第11話では、10年前に東京で起きたシリコン素材を使って窒息死させる猟奇的な連続殺人事件と同様の手口の事件が起こり、当時の被害者の一人が宇佐見の妹・一穂であったため、「当該事件の被害者家族」という微妙な立場になってしまい、一時は鑑定を外されてしまった。
S20からは鑑定中に眼鏡を掛けるようになった。
なお、宇佐見役の風間はS7（=新・科捜研の女3）第9話においてゲストの別役・香月誠一で出演経験がある。
涌田亜美（わくた あみ）
演 - 山本ひかる（S13第3話 - ）
テーマカラー：イエロー
京都府警科学捜査研究所の映像データ担当研究員。
木島修平の大学時代の後輩。コンピューター全般に関する並外れた知識を持ち、防犯カメラの分析・解析、パソコンやスマートフォンのデータ復元などで実力を発揮している。
性格は天然を通り越して空気の読めないタイプだが、人当たりは良く、後輩の面倒見も良い。女性らしさはあまりなく、毎日同じ服を着ていても気にしていない。夜遅くなった時はデスクの横に寝袋を敷いて寝ており、連日の泊まり込みの作業もいとわないタフさを持っている。子供の頃からパソコンに詳しく、唯一のスキルを仕事に使っているパソコンオタクである。
研究員になる前は、就職活動に失敗したため、ネットカフェで寝泊まりをしながらアルバイトをしていた。S13第3話で、科捜研に就職が決まり、入所する直前に木島から画像データ解析の依頼があり、吉崎泰乃の仕事を手伝って事件解決に貢献した。同話で泰乃の異動と入れ替わる形で科捜研に入所した。マリコら科捜研のメンバーとの初顔合わせでは「明日から初期化して頑張ります」、事件現場への初臨場の際には「（はじめて遺体を見て）すみませんフリーズしていました。再起動します」と発言するなど、パソコン用語混じりの発言をする傾向があった。
挨拶をする際に敬礼ポーズをしたり、了解の意味で「ラジャー」と返答することがある。褒められた際には「恐縮です！」と、返答をすることが多い。
亜美が開発した自作の解析プログラムが入っている「Ami Special」というUSBメモリを持ち歩き、鑑定に役立てている。
後輩の呂太には適度にツッコミを入れながら、仕事をサポートしている。
S18第6話では、蒲原勇樹と共に犯人の元へ向かい、ナイフで襲ってきた犯人を蒲原と協力して物置台を使って取り押さえ逮捕に貢献した。
君嶋直樹（きみじま なおき）
演 - 小池徹平（S22 - ）
経歴：京都環境生態研究センター
→ 京都府警科学捜査研究所の研究員（S22 - ）
京都府警科学捜査研究所の物理担当研究員。
真面目な性格で、”可能性”という言葉を聞くと前のめりになってしまう性分。「人の心の闇を科学で解明したい」という思いを抱いている。妻子がいて家庭を大事にしている。一人娘の莉子を溺愛していて、彼女のためにもより良い未来を作りたいと願っている。
以前は京都環境生態研究センターの研究員として働いていたが、研究室が突然閉鎖されることになり、無職になりそうだった時にたまたま求人募集していた科捜研に飛びつき転職を決めた。S22第1話で科捜研に着任して早々、前職場のセンター長・奥崎譲が謎の焼死を遂げた事件に遭遇してショックを受け、さらには被害者の関係者であり事件現場の近くに居たことなどから一時的に鑑定を外されるが、マリコらの尽力により君嶋は無関係だと証明され、科捜研の一員として元同僚たちが絡んだ一連の事件を鑑定することになった。
加瀬淳平（かせ じゅんぺい）
演 - 加藤諒（S24 - ）
経歴：京都市役所
→ 京都府警科学捜査研究所の会計士（S24 - ）
かつて科捜研に事務員兼会計係として所属していた小向光子以来となる、科捜研専属の会計係。
マリコがあまりにも捜査のために経費を使ってしまうため、あまり使わないように釘を刺すために派遣された。科学には疎いが、事件には興味津々。マリコたちに質問をすることが多く、捜査のためならば上層部に直訴をしに行く道筋をつけたり、仕事を手伝ったりしている。
趣味は古着屋巡り。

## 京都府警察本部
土門薫（どもん かおる）
演 - 内藤剛志（S5 - ）（高校生：長村航希〈S15第13話〉）
経歴：京都府警八条中央警察署刑事課強行犯係
→ 京都府警舞鶴南警察署刑事課
→ 京都府警捜査一課（S5 - S19第24話）
→ 京都府警察学校 教官（S19第24話）
→ 京都府警捜査一課（S19第27話 - ）
階級：巡査部長 → 警部補
京都府警捜査一課の刑事。土門美貴の年の離れた実兄。昭和37年6月18日生まれ。
科捜研を信頼しており、マリコと協力して犯人を追い詰めていく。上の指示する組織的行動には反発することが多い。
S5では革ジャンを着た関西弁（京都弁？）を話す粗暴な刑事として登場し、「アメちゃん」と称するドロップ缶を常備していた。マリコとは最初はぶつかり合っていたものの、徐々に信頼し合える関係になっていった。S6以降はスーツ姿で登場し、性格もS5より穏やかになったが「どんな理由があっても犯罪は許されない」とやや極端な信念を持ち、犯人に対しては常に厳しい態度で接しており、取り調べの際には警察官としては過度の言動や行動を取ってしまうこともある。
内部で情報を秘匿されることを嫌っており、上司が内通者を警戒して土門に対して情報を一部秘匿された時には、上司に食って掛かったこともある。また、これらの理由から、組織犯罪対策第三課の落合佐妃子とは特に折り合いが悪かった。その一方で、苛めによって犯罪を強要されたケースの際には、実行者ではなく首謀者の方に怒りを向け、情状酌量の余地がある犯人を自首扱いにするなど、情に厚い面を見せる。
S12で部下の権藤克利が独断で捜査を行い殉職したことに上司として責任を感じ、権藤の死は彼の心に大きな傷を残してしまった。しばらくは権藤の死を引きずっていたが、それを乗り越え、刑事としての職務を全うし続けている。
2017年10月のSP10では、勾留執行停止中の那須田哲昭を追跡中に彼を庇って列車に轢かれ、意識不明の重体になったが無事に回復し、病室で妹の美貴と久しぶりに再会した。
S18第3話にて、京都府警への異動前は舞鶴南署に勤務しており、当時管内で発生した刺殺事件が客とのトラブルによる過失致死で処理されそうになったところを、加害者の愛人の協力で覚醒剤売買の口封じによる殺人だと立証することに成功したが、後にその覚醒剤の売買に絡む暴力団関係者の取り調べで暴力紛いな行為をしてしまい、結果として責任を取って京都府警に異動したことが判明した。なお、この異動は藤倉甚一の前任の刑事部長だった佐久間誠の判断によるものであった。
2019年1月のSP12では、新設される司法取引準備室へ司法取引監督官として異動する話が持ち上がった。その研修には捜査現場での取り調べの経験が豊富な刑事が全国から集めれ、土門もその一人に選ばれた。そんな時に連続爆破事件が発生。捜査中に爆発が起き、マリコを庇って爆発で飛散した破片を全身に受け、重傷を負ってしまう。命に別状はなかったものの、リハビリが必要で刑事への復帰が危ぶまれる状態だったが、それでもマリコの危機を察すると病院を抜け出し、松葉杖をついて現場に向かい、無事に犯人を逮捕する。エピローグでは、後に部下である蒲原が爆破現場の土地の所有者だった無責任な女性を聴取した際にイラついた態度で接してしまったため、「暴力的な取り調べをされた」とクレームを付けられ、それがきっかけで前述の過去の暴力的な取り調べの一件が蒸し返されてしまい、司法取引準備室への異動話は無くなったことを見舞いにやって来たマリコに告げる。また、「リハビリに成功すれば、再び刑事に復帰できる」とも話し、新たな事件現場へと向かうマリコを見送った。
S19第23話にて、過去に亡き妻である有雨子と離婚しているためバツ1だということや舞鶴南署に異動する前は八条中央署に勤務していたこと、また当時の同僚であった火浦義正の退職と彼が妻と関係があったという噂が立ったことで八条中央署に居られなくなって自ら舞鶴南署への異動を希望していたことが判明した。S19第24話にて警察学校の教官へ異動となったが、広域サイバー捜査係の新設が白紙に戻され、組織再編のため、第26話で再び蒲原勇樹と共に捜査一課に配属されることになった。劇場版では、土門の強引な捜査が原因でマスコミを巻き込んだ大事に発展してしまい、かつての部下だった警務部の木島修平に連行され、監察官聴取を受けることになる。
演者である内藤が主人公・大岩純一を演じるドラマ『警視庁・捜査一課長』season 6最終話（2022年6月16日放送）では、事件捜査のために東京を訪れるという形で蒲原と共にゲスト出演している。捜査の過程で大岩の妻・小春（演 - 床嶋佳子）と遭遇し、聞き込みを行っている。またその際、小春に「刑事顔とか、全身刑事とか言われます」と話している。
蒲原勇樹（かんばら ゆうき）
演 - 石井一彰（S15 - ）
経歴：洛南署刑事課組織犯罪対策係（S15第1話）
→ 京都府警捜査一課（S15第1話 - S19第25話）
→ 京都府警生活安全部広域サイバー捜査係（S19第26話）
→ 京都府警捜査一課（S19第27話 - ）
京都府警捜査一課の刑事で階級は巡査部長。土門薫の部下。洛南署時代は組織犯罪対策係の所属で、落合佐妃子の部下であった。
クールな外見の優秀な若手刑事だが、素直で熱い一面も持っている。捜査一課に配属されてからは土門と組み行動を共にしているため科捜研との繋がりが深く、科捜研を信頼している。初期の頃は不愛想で刺々しくキツい印象だったが、土門や科捜研のメンバーと過ごすうちに徐々に態度が軟化していき表情や顔つきも柔らかくなり、真面目で優しく誠実な人柄が垣間見えるようになってきた。基本的には冷静な姿勢を崩さないが、自分の思っていることが言葉や態度に出てしまうことがある。コーヒーに砂糖を大量に入れるほどの甘党で、辛い物が苦手。刑事として出会った人物に強く影響を受けており、特に土門、マリコ、落合、堀切からは大きな影響を受け、精神的にも成長を続けている。
S15第1話の初登場時、所轄から捜査一課に異動してきたばかりの頃は事件捜査に手段を選ばない元上司の落合に心酔しており、彼女の行動は全て正しいと信じるほどの信奉者であった。捜査一課への異動を不服に感じ、土門に対しても反抗的な態度を見せていた。しかし落合に利用されて裏切られたことから、彼女の行き過ぎた捜査に疑問を感じ、土門やマリコにも諭されて、落合とは距離を置き、「自分の正義」を探したいと考えるようになった（S15第3話）。S15最終話で落合が殉職した時は激しくショックを受けて取り乱していたが、マリコに平手打ちをされ説教されたことにより正気を取り戻し、犯人逮捕に全力を尽くした。落合の死後、しばらくは彼女の死を引きずるような節もあったが自分の力で乗り越え、やがて「刑事として一番大切なもの」や「刑事としての軸」を教えてくれた土門とマリコに感謝と深い尊敬の念を抱くようになる。SP10からは土門が不在でも捜査や取り調べを行えるようになり、土門に代わって一人で科捜研を訪れることが多くなった。S17以降はマリコと二人で捜査に出掛けたり、解剖医の風丘が差し入れで持ってきたお菓子を一緒に食べて雑談するなど、科捜研にもすっかり馴染んで、強い信頼感を表すようになっていった。
S19第24話で土門が警察学校へ異動になると聞かされた時は、涙を堪えながら「今度は俺があの人のようになる番です」と藤倉刑事部長に宣言し、成長を見せていた。第25話では翌年新設される「広域サイバー捜査係」への辞令が来ており、捜査一課の刑事として土門に教えられたことを生かせないまま異動することを残念に思いながらも、共に捜査することになった堀切の「被疑者にも被害者にも寄り添い諭す姿」を見て、彼となら一緒にやっていけると感じ、辞令に従う意思を示した。第26話にて堀切が違法捜査を行い、広域サイバー捜査係の新設が白紙に戻された後でも堀切のことは尊敬していると語っている。第27話からは組織再編のため、再び捜査一課に配属され土門と組むことになった。S21第11話では、自分は「科捜研担当」であると話しており、捜査一課が動く前から一人で臨場してマリコの検視に立ち会っている。
S23第1話でイギリスまで捜査に行き、事件解決後は有給休暇が丸々残っていたため上司の土門に休みを取るように促されて、そのまましばらく有給休暇を取ることになった。
『科捜研の女』以外では、演者の石井が警察庁理事官・白馬應治役で出演している『警視庁・捜査一課長』season 6最終話にも出演。土門と共に捜査のため東京を訪れ、その過程で大岩の妻・小春にも聞き込みを行う。
藤倉甚一（ふじくら じんいち）
演 - 金田明夫（S13 - ）
経歴：奈良県警鑑識課
→ 京都府警鑑識課長（S13第1話 - SP4）
→ 京都府警刑事部長（S13第9話 - ）
階級は警視正。元京都府警鑑識課長で、佐久間誠の後任である刑事部長。京都出身。一般採用で奈良県警の鑑識課に配属され、S13第1話の1週間前に京都府警鑑識課長に移り、その卓越した観察眼と冷静な判断力を買われてSP4の人事異動により京都府警初のノンキャリアでの刑事部長に抜擢された。正義感が強く、曲がったことが嫌いで、人に媚びたり愛嬌を振りまくことのない、頑固で生真面目な性格。捜査に予断や忖度が入ることを良しとせず、土門の頼みも刑事の勘ではなくそれなりの根拠や証拠を提示しない限りは許可を出さない。時には犯人確保のために手段を選ばないこともある。以前は鑑識畑一筋の現場第一主義者で、鑑識や科捜研はあくまでも裏方と考え、捜査に関わっていくマリコたち科捜研の行動を邪道と思っており、科捜研や部下である土門とは対立していたが、徐々に科捜研や土門の実力を認め、彼らの行動にも一定の理解を示すようになった。ある事件では科学のみで犯人を割り出した科捜研の実力と土門たちの努力を無駄にしないために犯人に全てを気付かれることを覚悟で犯人のDNAの入手経路を提案した上で入手出来るように動いたり、相馬たちが違法捜査を犯した際は咎めながらも犯人を見つけるために見逃すなど、科捜研や土門に協力する姿勢も見せた。S18第3話では被害者と関係があることで捜査から外された土門の代わりとして、蒲原やマリコと共に犯人の元に立ち会い、犯人に逮捕状を見せた上で一連の推理を語った。また、S15第13話では殺害された人気小説家が執筆した小説の大ファンであることや真相解明のためにマリコが再現させた小説のラストとされる原稿を渡すように要求するなどのミーハーな一面も垣間見せた。
S19第19話では、藤倉の小学校時代からの親友でライバルでもある上京中央署の平野頼通が殺人に関与していると疑われ、この事件の捜査に忖度や余分な憶測が入らないように、自ら捜査の指揮を外れる決断を下した。鑑識の報告書に違和感を感じた藤倉は勤務時間外に独断で事件現場を調べるが、マリコに見つかってしまう。そしてマリコの発案により、藤倉がS13以来となる鑑識員の服装で鑑識作業の再現を1人で行い、それによって鑑識の報告書が改竄されていることに気付き、平野巡査の無実を証明した。
佐伯志信（さえき しのぶ）
演 - 西田健（S12第1話・最終話 / S13第1話・第2話・第7話・最終話 / SP4 / S14 - ）
京都府警察本部長で、京都府警察のトップと呼ばれる人物。階級は警視監。気さくな性分で、普段は言動が軽くコミカルにも見えるが、いざとなった時にはそれなりの対応を見せている。東京大学法学部出身の典型的な警察官僚として活動しており、退官までは何事もなく務めあげたいという「事勿れ主義」を持っている。何よりも京都府警の面子にこだわり、府警内で不祥事が起きた時はマスコミ対応を部下の藤倉刑事部長に押し付け、良いニュースの時だけ自分が出て行こうとするなど目立ちたがりで調子のいいところがある。
S13第7話では、佐伯の元に猛毒のラニシンが届けられ、12年前、当時大阪府警の刑事部長だった時にラニシンを使った企業恐喝事件が起こり、公安部が情報を握り潰していたことを土門に話し、一連の事件の解決の糸口となった。

## 洛北医科大学
風丘早月（かざおか さつき）
演 - 若村麻由美（S8 - ）
洛北医科大学の医学部病理学科法医学教室の教授。誕生日は8月18日。
のんきで陽気な性格の解剖医で「では、開いてみましょう」が口癖。マリコのムチャぶりにも完璧に対応する確かな腕を持ち、科捜研のメンバーからは絶大な信頼を寄せられている。シングルマザーで、娘・亜矢と息子・大樹の2人の子供を育てている。マリコとは同年代で性格も私生活も正反対だが、よきパートナーシップで結ばれている。日々マリコに振り回され、徹夜で解剖してもマリコからは通常通りに扱われて「愛想なし」と言うのがお約束であった。最近はマリコからのムチャぶりに「調べておきますね」と渋々ながらも素直に引き受けてしまうことが多くなった。
解剖結果などを科捜研に届けに来た時は、「毎度！」とほぼ必ずスイーツの差し入れを置いて行く。差し入れはなぜか鑑定中の事件に関連するものが多いが、日野所長は「あの人は自分が食べたいものを持ってきているだけ」と分析している。 早月自身も甘いものが大好きなようで、大学の研究室にはお菓子が沢山置いてある。
早月と科捜研のメンバーとの雑談が事件解決のヒントに繋がることもよくあることである。
仕事に関しては冷静な判断ができる優秀な法医学者だが、普段は廊下をドタバタと走り回っていたり間違えて男子更衣室に入ったりするなど、そそっかしく、おっちょこちょいな一面もある。
料理が得意で、10分でおかず4品を作るスキルを持っていると話している（S20第2話）。また、S15第7話では実験で使う弁当を料理下手なマリコに代わって被害者のレシピ通りに綺麗に作り上げた。
夫については、S8第1話の初登場時は「捨ててやったの！こっちから！」と明るく話していたが、実はS8第5話より7年前に失踪しており、気持ちに踏ん切りを付けるために失踪宣告の申し立てをしていたことが明かされた。後に山中から発見された白骨遺体が夫・洋二であったと判明し、殺人事件に巻き込まれていたと知って大きなショックを受け、涙を流した。
S11第11話の事件では、「大切な人を失った」という共通点から、落ち込んでいた宇佐見の自宅まで差し入れを片手に励ましに向かった。S12第5話では被害者の家族であることから、警察不審に陥り心を閉ざしていた成尾蒼と話をして、彼女の心を解きほぐし、事情聴取に協力した。
SP10では犯人確保のために列車と衝突して瀕死の重傷を負った土門薫の生前検視に協力する。
S19第16話では人質立て篭り事件に巻き込まれ、室内から科捜研に向けて必死にメッセージを送り事件解決に貢献した。
劇場版では同僚の石川礼子教授が屋上から転落した瞬間を目撃し、その時に「助けて！殺される！」という声を聞いてしまったことから連続飛び降り事件について強い興味を持ち、解剖医として事件に関わっていく。

## 前シリーズまでのレギュラー、レギュラーの親族、複数回出演した登場人物

### 京都府警科学捜査研究所（前シリーズまでの登場人物）
森村茂（もりむら しげる）
演 - 佐戸井けん太（S1）
京都府警科学捜査研究所の所長兼文書担当研究員。
管轄や領分などの規律に厳しく、何かと突っ走ろうとするマリコの行動をあまり快く思っていない。ポリグラフ検査の実験では自身のポリグラフ検査の実績を誇張していたことが暴かれていた。
喘息の症状を患っている。
榎戸輝男（えのきど てるお）
演 - 斉藤暁（S1）
経歴：洛北大学の助教授
→ 京都府警科学捜査研究所の研究員（S1）
京都府警科学捜査研究所の物理担当研究員。洛北大学の元助教授。薄い頭髪を気にしてカツラを被ったことがあるとポリグラフ検査の実験で暴かれ、他の研究員にからかわれていた（そのカツラは科捜研の経費でこっそり作ったが、見るからにバレバレだったので結局は使わなかった）。
三度の離婚歴があるために養育費の支払いに困っており、周りには内緒で夜に居酒屋で皿洗いのアルバイトをしていた。
小清水司（こしみず つかさ）
演 - 橋本さとし（S1）
京都府警科学捜査研究所の化学担当研究員。マリコの頼み事に嫌々になることが多く、時折反抗的な態度を見せる。
ポリグラフ検査の実験では大柄な割に小心であること・本当は刑事になりたかったことが暴かれていた。
奥田奈々美（おくだ ななみ）
演 - 小林千香子（S1）
京都府警科学捜査研究所の法医助手。マリコに対して協力的である。蜘蛛が大の苦手。
武藤要（むとう かなめ）
演 - 内藤剛志（S2 - S4 / SP11）
経歴：京都府警科学捜査研究所プロファイラー（S2）
→ 小説家（S3 - ）
榊マリコを主任に据えて新編成された京都府警科学捜査研究所に赴任したプロファイラー。43歳。料理と女と蘊蓄が好き。自宅は熱帯雨林のように植物が溢れている。デスクワークではいかなる状況でも木製の立体パズルをやっていたが、いつも苦戦していた。S3では科捜研を退職して小説家へ転身しており（デビュー作は「科捜研の男」）、マリコの良き相談相手になっている。武藤の自宅を訪れたマリコに毎回お茶や手料理などを振舞っているが、それが事件解決のヒントを掴むきっかけになっていた。S3最終話で直木賞を受賞して人気作家となり、S4ではマリコとは外出先で会うようになった。S4最終話の事件では自ら科捜研を訪れ、元プロファイラーとして積極的に捜査に協力している。
SP11で再登場し、新作の小説「花嫁家の一族 〜そして仲人もいなくなった〜」を出版したほか、謎解きイベントでは彼が来客に挨拶する映像が上映されていた。映像を見た蒲原や亜美は「誰かに似てませんか?」と驚愕していたが、マリコは特に疑問を感じていない模様。
高野美華（たかの みか）
演 - 羽野晶紀（S2）
大阪府警の監察医から新編成された京都府警科学捜査研究所に転職してきた解剖医。夫と娘がいるために日々「サービス残業だけはよして欲しい」と願っている（全員が残業をする空気を察すると帰宅する準備を始める）。携帯電話のメールの早打ちが得意。第7話で事件に巻き込まれて犯人に遭遇し、電話で科捜研に犯人にばれないようにSOSを求めるが、オブラートが全く通じないマリコが相手だったために救助は遅れて負傷する。結果、最終話まで入院を余儀なくされる。
染谷優（そめや ゆう）
演 - 川岡大次郎（S2）
新編成された京都府警科学捜査研究所の研究員。専門は不明だが、データ解析から車の運転まで幅広く仕事をこなしている。マリコにこき使われる場面が多く、後のシリーズの乾健児と似たポジションである。遺体の直腸内温度を調べるために「ズボンを下ろして」と言われて自分のズボンを下ろすなどの天然なところがあり、現場に向かう車に爆弾が仕掛けられた事件に遭遇した際にはたまたまトイレに行っていたために命拾いをしたことがある。
宮前守（みやまえ まもる）
演 - 山崎一（S3 - S6第1話 / S13最終話 / 劇場版 / S21第9話）
経歴：京都府警科学捜査研究所の所長（S3 - S6第1話）
→ SPring-8の技官（S13最終話 - ）
京都府警科学捜査研究所の所長。専門は化学のようである。典型的な事勿れ主義で、刑事部長に頭が上がらないが、正義感はあるらしく、マリコの熱意に押されて徹夜で鑑定を手伝ったこともある。また、いつも扇子を振り回しており、彼自身が座る所長席の後ろの壁には自作の標語（経費削減など）が掲げられていた。
S6第1話で大型放射光施設のSPring-8（スプリングエイト）に栄転。S13最終話では超微量成分解析のために科捜研に協力する。
劇場版やS21第9話では科捜研から超微量成分解析の依頼があったものの、SPring-8のビームラインが空いていなかったために一度は依頼を断っている。しかし、マリコの元夫・倉橋拓也とマリコの父・榊伊知郎のツテにより科学鑑定監察所が持つビームラインを使えることになり、半ば押し切られる形で捜査に協力することになる。
鶴田幸太郎（つるた こうたろう）
演 - 遠山俊也（S3 - S4）
京都府警科学捜査研究所の物理担当研究員。当初はマリコの捜査に対して懐疑的で嫌々付き合っていたが、そのうち「ツルちゃん、お願い!」と、いつもマリコにこき使われるようになっていった。アニメ好きで、所内の自分のデスクにはフィギュアを飾っている。
白鳥望湖（しらとり もこ）
演 - 長江英和（S3）
京都府警科学捜査研究所の文書担当研究員。かなりの高身長で、終始無口。1話につき1回ほど突然しゃべり出すために周囲を驚かせる。細かい作業が得意で、与えられた仕事は真面目にこなす。マリコの作った料理を食べて「まずい」と漏らしたことがある。
小向光子（こむかい みつこ）
演 - 深浦加奈子（S3 - S5 / S6最終話 - SP1 / S24第1話〈回想〉）
京都府警科学捜査研究所の事務員兼会計係。小向真也の母。
経費節減に熱心で、無駄遣いに非常に厳しい（節電のために残業すら許さず、打ち上げの際には会費を徴収するなど）。時折マリコに作業を押し付けられ、嫌々ながらも鑑定を手伝っている。ハンサムに甘く、イケメンに弱い。
S6では産休のためにしばらく休むことになり、土門美貴が光子の代理を務めていた。最終話において生まれた赤ちゃんを連れて再登場を果たし、その後、職場に復帰。SP1まで事務員として働いていた。
小向役の深浦が病気療養に入ったため、S8には登場しておらず、2008年に死去したため再登場はしていない。S9以降は専属の事務員が居なくなり、経費の取りまとめはS24で加瀬が専属会計係として就任するまでの16年間、科捜研の所長が行うようになっていた。
久保敦夫（くぼ あつお）
演 - 尾崎右宗（S4）
京都府警科学捜査研究所の文書担当研究員。茶髪の青年で、マリコの無茶な鑑定依頼も渋々だが引き受けている。
乾健児（いぬい けんじ）
演 - 泉政行（S5 - S11第8話）（小学生：松坂大地〈S9第3話〉）
経歴：京都府警科学捜査研究所の研究員（S5 - S11第8話）
→ 退職（S11第8話）
京都府警科学捜査研究所の物理担当研究員。画像解析、銃器鑑定、機械・建造物の破損、交通事故解析に携わっている。マリコの助手のような立ち位置で、マリコに欠けている部分を補う常識人である。日々マリコの熱血ぶりに振り回されてコキ使われているため、日野には「マリコの飼い犬みたい」と言われ、初期の頃はペットのように扱われて仕事を押し付けられることに対して愚痴をこぼすことも多かったが、いつしか従順にマリコをサポートをするようになっていった。S11第8話では主任になっている。趣味はパソコン。非常に真面目な性格で、交際中の彼女がいるが、仕事を理由に度々デートを断っている。高校生の頃までは東京に住んでおり、父親の尚仁と同じ医者を目指していたが、高校三年のある日、友人の父親が尚仁の診療所に急患で運びこまれた際に十分な医療器具が揃っていない診療所だったことから処置が出来ず、治療可能な病院に緊急搬送したものの、搬送中に亡くなってしまうという辛い出来事が起こってしまった。その事が原因で尚仁と喧嘩になり確執が生まれ、その後、父親の元を離れて京都へ引っ越し、科捜研の仲間入りを果たした。S11第7話で、尚仁が末期の癌を発症して医師から余命一年を宣告されたことを知り、最初は親子の溝が生まれた事情もあって会うのを躊躇っていたが、最終的には一年間の休職願も断って尚仁を看取るために科捜研を退職した。
その後、乾役の泉が2015年に死去したため、再登場していない。
吉崎泰乃（よしざき やすの）
演 - 奥田恵梨華（S10 - S13第3話 / S19第25話 / 劇場版 / S23第1話）
経歴：京都府警科学捜査研究所の臨時研究員（S10）
→ 京都府警科学捜査研究所の研究員（SP3 - S13第3話）
→ 京都府警生活安全部サイバー犯罪対策課解析係（S19第25話 - ）
京都府警科学捜査研究所の映像データ担当研究員。28歳。非常に真面目かつ几帳面な人柄で、お人好しな性格のために周囲の笑い話や冗談に対してもキチンと答えようとするなど天然なところがある。また、意外と頑固で融通が利かないため、自由奔放な相馬涼に対しては辛辣なことを言うことがある。遺体を見るのは苦手。宇佐見裕也に好意を抱いている。初登場時は民間企業（科捜研で使用する鑑定機器の製造メーカー）の研究所に6年近く勤めている社員で、官民交流の一環として短期間の予定で京都府警科捜研に派遣されてきた。科捜研へ入ってすぐに起きた事件により謹慎処分を受けた乾や日野に代わる活躍を見せたことから榊伊知郎所長に評価され、美貴が退職を決めたこともあって、伊知郎が所属先に掛け合い研修期間が3か月に延長された。その後はSP3で勤務していた民間企業を退社して京都府警科捜研に転職し、正式に研究員となる。元々の専門は防犯カメラで画像等の解析はエキスパートではなかったが、持ち前の努力とスキルにより与えられた仕事はしっかりとこなしている。研究員としては優秀だが自分を過小評価する傾向があり、S13第1話でサイバー犯罪対策課への異動の打診が来たことで、「自分は科捜研には要らない人間なのではないか？」と思い悩む。さらに第3話の事件で自分の無力さを痛感。マリコの説得により気力を取り戻し事件を解決に導いたものの、今後は科捜研の皆に甘えずに独り立ちしたいと考えて、サイバー犯罪対策課への異動を決意し科捜研を去って行った。
S19第25話で再登場し、殺人事件にネットワークが絡んでいたため助力という形で科捜研を訪れ、自分の後任である涌田亜美と共同で解明に尽力した。劇場版にも登場しサイバー犯罪対策課の一員として事件解決に協力する。
相馬涼（そうま りょう）
演 - 長田成哉（S11第9話 - S16第8話 / SP12〈回想〉 / S19第3話 / 劇場版）
経歴：京都総合大学工学部 高崎研究室（大学時代）
→ 京都府警科学捜査研究所の研究員（S11第9話 - S16第8話）
→ カナダの科学捜査センター（S19第3話 - ）
京都府警科学捜査研究所の物理担当研究員。周囲の空気を読めず、悪気なく思ったことをそのまま口にしてしまう性分である。お調子者で、単独で行動することが多いために泰乃たちから注意されており、マリコからも耳を引っ張られたり頭を叩かれたりしている。一方で観察眼が鋭く、相馬の何気ない気付きが事件解決のヒントに繋がることもある。風丘の差し入れを遠慮なくつまむことが多く、初期に丸々食べられたためか彼女からの当たりは少々きつい。行動の端々に悪戯好きな一面を垣間見せており、大学時代はライバル視していた相手に悪戯を仕掛けていたことも明かされた。何事にもめげない陽気な性格で、努力を惜しまず粘り強くコツコツと捜査や実験を積み重ねて確証を掴んでいく秀才タイプの研究員である。元々、民間の事故鑑定機関に勤めていたが、科捜研への就職を希望しており、全国の採用試験を受け続け、優秀な筆記とは裏腹に面接での評価が低かった為に不合格が続いていた。しかしようやく京都府警科捜研の試験に合格して採用となり、退職した乾の後任として配属された。S16第7話でカナダの科学捜査機関へ誘われ、自身のスキルアップのために転職を決意し、その時に起きた連続爆破事件を「最後の事件」と決めて解決させ、第8話で退職届を提出した。そしてマリコを除いた科捜研のメンバー達や蒲原に見送られながら科捜研を後にした。
S19第3話では、カナダから一時帰国をした際に、同行するはずだった友人の研究者が射殺されるという事件に遭遇する。殺人事件の関係者になった相馬は科捜研を訪れるが、後任の物理研究員・橋口呂太に空気の読めない正論を言われて激昂し、つかみかかってしまう。事情聴取をされて精神的に疲れきったところで、呂太が無邪気に相馬の友人の論文を褒めるのを聞き、彼の明るく屈託のない言葉に胸を打たれて涙を流し、わだかまりが溶ける。そして呂太と協力してこの事件の鑑定を行い、事件を解決に導き、友人の無念を晴らしてカナダへ帰っていった。
劇場版では、カナダで起こった転落死事件と日本の連続転落死事件の共通点に気付いて科捜研に連絡を取り、マリコたちの捜査に協力することになる。なお、前回の事件解決から呂太とは仲良くなったようでプライベートでも連絡を取っており、カナダで一軒家を買ったことを呂太に自慢していた。
橋口呂太（はしぐち ろた）
演 - 渡部秀（SP9 - S21）（小学生：渡部好来〈S21第16話〉）
テーマカラー：グリーン
経歴：京都府警科学捜査研究所の研究員（SP9 - S21）
→ 文部科学省の化学教育官（S22第1話）
京都府警科学捜査研究所の物理担当研究員。天真爛漫で愛嬌があり、憎めない性格をしている。しかし社会常識に欠ける部分があり、先輩・上司にも構わずタメ口で話し、注意されても「個性」と主張するマイペースな若者である。思ったことをすぐに口に出してしまい、日野所長や亜美に咎められている。任された仕事は三日間の徹夜でもやりとげる根性があり、鑑定が一段落している合間に職場で睡眠を摂っている。
物理的捜査は非常に優秀で、圧倒的な実力を発揮している。機材は説明書なしですぐに操作ができ、瞬時に拳銃の種類を特定できたり、最新機器の改造も短時間でやることができる。観察眼が鋭く、微細な物証に逸早く気付き、核心を突いた発言をすることも多い。仕事では高い集中力を発揮する天才肌の研究員である。
初めて遺体を見た時は動揺して逃げ出していたが、マリコや解剖医の風丘の真摯な姿勢に触れて遺体の状態を見ておくことの重要性を知り、躊躇なく遺体に触れることができるようになった。
甘い物が大好きで、風丘が持参するスイーツの差し入れを心待ちにしており、風丘が科捜研を訪れると真っ先に差し入れを受け取っている。研究室の机にはお菓子の瓶が沢山置いてあり、お菓子を食べながら仕事をしている。
一人称は「僕」で、時々「呂太」と自分の名前を呼ぶこともある。以前は「呂太、頑張る!」が口癖だった。年齢については、S19第23話でノストラダムスの大予言で人類が滅亡されると言われた1999年に8歳だったと本人が話している。
差し入れを独り占めしようとしたり、中学生と一緒にはしゃいだり、パンダのリュックを欲しがる、人見知りして陰に隠れるなど、言動や行動が子供っぽく、演じる渡部秀はしばしば「小学五年生くらい」と語っている。キャラクターを生み出した櫻井武晴により、脚本上は語尾にハートマークが付与されていることがある。
出勤初日の前日に事件が起きて急遽呼び出しを受けた際には、のんびりとおにぎりを食べながら遅刻して来ては「だって急に呼び出されたんだもん」と悪びれずに話し、名前を聞いたマリコからは「ロタウイルス」と言われてしまった。
オシャレでブランド物や流行りの物に詳しい。女子会にも参加していたらしい。運動することと虫が苦手で、可愛らしい動物が好きな模様。S19からは、時々、鑑定中にメガネを掛けている。
S22第1話で科捜研を退職し、小学校時代の恩師の推薦により文部科学省の科学教育官になったことが明かされた。子供の理科離れを防ぐための制度で、教師と一緒に魅力ある授業を作るのが仕事で、科学者として全国の小中学校へ派遣され”先生”となって働いていると、科捜研のメンバーが呂太の近況を話している。

### 京都府警察本部（前シリーズまでの登場人物）
木場俊介（こば しゅんすけ）
演 - 小林稔侍（S1 - S4 / S5第4話・第5話）
経歴：京都府警捜査一課（S1）
→ 辞職（S1最終話）
→ 京都府警捜査一課（S2 - S4）
→ 殉職（S4最終話）
階級：警部 → 警視正（殉職により二階級特進）
京都府警捜査一課の刑事。階級は警部。厳格な性格で、人の嘘を見破る鋭い洞察力を持ち、長年の捜査の勘で勝負する”昔気質のベテラン刑事”である。初期の頃は、化学一辺倒だったマリコと度々対立し、勝手に捜査に首を突っ込んでくるマリコのことを疎ましく思っていたが、マリコと接するうちに徐々に科学の力を信じるようになっていき、お互いに信頼するよきパートナーとなっていった。加害者よりも被害者の方が悪質だった後味の悪い事件では、心が折れそうになっていたマリコを慰めるなど温かく優しい一面を見せており、単純だったマリコに「人の心を思いやること」や「人間を見ることの大切さ」を教え込み、後のマリコの正義感に大きく影響を与える存在となった。
刑事としても優秀であり、城丸や吉田など木場を慕う部下は多い。また、自身が追っていた事件が原因で妻を殺害されたという過去がある。
一時期は停職処分や交通課に配置換えされたことがあり、S1最終話で辞職したが、S2第1話で復帰の誘いがあったために復職している。その後、S4で膵臓癌を患っているために余命がわずかであることが判明。それでもある事件を独断で調べていたが、最後は事件の黒幕が差し向けた実行犯（仲間）に刺殺され殉職した。殉職後もS5である事件の容疑者として名が挙がるが、マリコたちの尽力によって無実が証明された。
倉橋拓也（くらはし たくや）
演 - 渡辺いっけい（S1 / S3最終話 / 劇場版 / S21第1話）
経歴：京都府警刑事部長（S1）
→ 滋賀県警琵琶湖北警察署署長（S3最終話）
→ 警察庁刑事指導連絡室長（劇場版 - ）
榊マリコの元夫。兵庫県警から京都府警に赴任してきた刑事部長で、S1では捜査一課の城丸準子と交際している。人当たりが良く柔軟だが、悪く言えば八方美人で、優柔不断な性格である。マリコとは離婚してから4年が経過しているが、顔を合わせるたびに口喧嘩になっていた。マリコと結婚した当初は彼女の全てが可愛いと思っていたようだが、家庭を顧みず仕事に邁進してばかりで、生活態度もだらしがない彼女に対して次第に不満が募り、喧嘩が絶えなくなったことが離婚の原因のようである。準子とは順調に交際していたものの、倉橋のマリコに対する優柔不断な態度が彼女を怒らせ、第7話で準子が尊敬していた木場警部を左遷したことがきっかけで準子との間に溝ができ、破局した。仕事に関しては優秀で、警察庁への異動話も出たが、最終話の事件での正義感が祟って地方の所轄署長へと左遷されてしまう。S3最終話にゲストとして再登場し、上層部から不祥事の一切の責任を押し付けられ懲戒処分にされそうになった部下であり交際相手の伊塚夏子を守るために、マリコに再捜査を依頼した。頭を下げて頼み込む彼を見て、マリコは「何だか男らしくなった…」と呟いていた。その後、人事に手を回して、マリコに科警研への栄転話を持ち掛ける。一度は断られたものの、事件解決後にマリコと再び会い、科警研への異動を引き受けることを聞き、握手を交わしてマリコと別れることとなった。
劇場版で約20年ぶりに再登場を果たし、警察庁刑事指導連絡室長として土門の監察官聴取に同席した。帰り際にマリコと久しぶりに再会し、「俺にできることがあったらいつでも頼るといい」と言って名刺を渡した。直後にマリコから連絡が入り、ムチャな要求を押し付けられてしまう。S21第1話で再び京都府警を訪れてマリコと会い、警察庁で刑事の卵に科学捜査を教える専任の指導官を求めていることを話し、マリコの優秀さを見込んで推薦したと告げた。さらに倉橋の同僚が謎の事故死を遂げた件についてマリコに再捜査を依頼する。この事件をマリコたちが解決したことにより、警察庁がメンツを潰されたとして当て付けでマリコの異動の話が取り消されることになり、混乱させて悪かったとマリコに謝罪して東京へ帰っていった。
城丸準子（じょうまる じゅんこ）
演 - 伊藤裕子（S1 - S2）
京都府警捜査一課の刑事で、木場俊介の部下。階級は巡査部長。クールな美人でキツい性格である。木場のことを尊敬している。死体が苦手で見ると気分を悪くしたり、気絶する姿がよく見られる。刑事部長として赴任してきた倉橋拓也と交際しており、倉橋の元妻であるマリコに対して嫉妬心を見せていたが、マリコと仕事をするうちに彼女のことを認めるようになっていった。その一方で、倉橋の優柔不断な態度に徐々に不満が募っていき、第6話では倉橋から刑事を辞めて東京に付いて来て欲しいと言われたものの返事は保留とし、第7話で尊敬する木場が交通課に左遷されたことがきっかけで倉橋との間に決定的な溝ができ、破局した。S2ではマリコに押しかけられて無理矢理同居という形になってしまう。奔放なマリコに振り回され、自分の生活を乱されることに嫌気を感じるが、そんな生活も悪くはないと思うようになる。
吉田大輔（よしだ だいすけ）
演 - 小林隆（S1）
京都府警捜査一課の刑事。階級は巡査。木場の部下で彼を尊敬している。階級が上の城丸に何かとこき使われている。
沢木（さわき）
演 - 立川三貴（S1第7話 - 最終話）
京都府警察本部長。
有賀行雄（ありが ゆきお）
演 - 松井誠（S2）
京都府警察刑事部長。科捜研の大改革をするが、実際は自らの存在をアピールするためと言われており、それ故にクセ者揃いの科捜研チームの行動をあまり快く思っていない。
石橋秀樹（いしばし ひでき）
演 - 松田朗（S2）
総務課の警察官。高野美華に「なんでもやるのが総務やろ」と言われ、何かと科捜研の手伝いをさせられる。
大森泉（おおもり いずみ）
演 - 小林千晴（S2）
有賀刑事部長の秘書。マリコたちに協力的で、しばしば鑑定の手助けをする。
上原純二（うえはら じゅんじ）
演 - 葛山信吾（S3 / S4最終話）
経歴：京都府警捜査一課（S3）
→ 京都府警久美浜警察署（S4最終話）
京都府警捜査一課の刑事。現場に首を突っ込むマリコを疎ましく思っているが、逆に体良く扱われていた。S4で久美浜署に異動となるが、S4最終話に登場を果たし、マリコが襲撃されていた現場に登場して間一髪で彼女を救い、木場の死の真相を解明する重要な役割を果たす。
黒井千佳（くろい ちか）
演 - 小林千晴（S3 - S4）
科捜研付の女性警察官。イケメンの上原刑事に片想中で必死にアプローチするが、上原からは全く相手にされていない。仕事上の関係で上原と親しくするマリコに激しく嫉妬している。S4では上原が所轄署へ異動して会えなくなったため、あっさりとワイルド系の新山刑事に心変わりしてしまう。
猪俣（いのまた）
演 - 村杉蝉之介（S3第5話・最終話）
京都府警察刑事部長。階級は警視正。
新山智美（にいやま さとみ）
演 - 榊英雄（S4）
京都府警捜査一課の刑事。髭を生やしたワイルドな風貌で、熱血な性格だが、高校時代に一人だけいた親友が母親を殺した直後にもかかわらずにいつも通りに振る舞っていたこと などからやや人間不信な面がある。
三浦（みうら）
演 - 細川純一（S4）
京都府警捜査一課の刑事。
正宗岳尋（まさむね たけひろ）
演 - 小木茂光（S4）
京都府警察刑事部長。S4最終話で過去にある事件に関わっていることが判明し、後に独自に真相を突き止めようとしていた木場の存在を知り事件を隠蔽するために実行犯（自身の仲間）を使って木場を殺させるが、最終的にはマリコたちによって事件の真相を暴かれたことで逮捕された。
杉内亮（すぎうち りょう）
演 - 半田健人（S5）
京都府警捜査一課の刑事で、土門の部下。イケメン好きの光子からちやほやされている。
寺原智則（てらはら とものり）
演 - 溝呂木賢（S5）
京都府警捜査一課の刑事で、土門の部下。やや気弱で、抜けた面があるために杉内刑事と違って光子からは見向きもされていない。
佐久間誠（さくま まこと）
演 - 田中健（S5 - S13第8話 / SP4 / S18第3話〈回想〉 / 劇場版）
経歴：京都府警察刑事部長（S5 - SP4）
→ 辞職（SP4）
→ 警察協力受難者協会の評議員（劇場版）
京都府警察刑事部長。初期の頃は捜査費用を水増しして裏金作りをしていたり（S7第2話）、若干自己保身に走る傾向も見られたが、土門やマリコと接するうちに部下思いの厳しくも優しい上官になっていった。警察組織の上層部に位置するために科捜研が組織に不利な鑑定結果を出した時はマリコや土門と対立することも度々あったが、刑事部長という人脈の広さを利用してマリコらの捜査に協力したり、京都府警の刑事が麻薬の売人を射殺した事実を隠蔽した際には難色を示すなど良識ある一面を見せている（S8最終話）。きれい好きなのか、刑事部長室の机でごみ取り粘着テープをかけていることが多い。SP4のタクシー転落事件において、事件解決を急がせ過ぎたためにマリコたちによる冤罪を助長してしまった。全ての責任を取り、ひいてはマリコの処分を軽減させるために自ら辞職願を出し、京都府警を去って行った。
S18第3話では回想で登場し、その際に遠縁に舞鶴南署の署長（土門が舞鶴署に勤務していた当時は刑事課長で、土門の上司）がいることやその縁で当時舞鶴署で不祥事を起こした土門の受け皿として彼を異動先の京都府警に招いていたことなどが判明した。
警察による冤罪事件のために京都府警を去ることになってしまったことから、辞職後は警察協力受難者協会の評議員に天下りして警察の被害に遭っている人を助ける仕事をしている。劇場版では土門たちの捜査よって不利益を被ったと主張する加賀野教授に会い、捜査に違法性がなかったかを調査した。
谷口朝男（たにぐち あさお）
演 - 丸山智己（S6第1話 - 第4話・第9話）
京都府警捜査一課の刑事。階級は巡査。長身で不器用なタイプ。土門と組んで捜査をしていた新米刑事だが、シーズンの途中（第4話）で所轄署へ異動になった。谷口の突然の異動については作中で理由が明かされておらず、土門も「納得できません」と佐久間刑事部長に詰め寄っている。第9話の事件で再登場し、土門たちと合同捜査を行った。
木佐貫直巳（きさぬき なおみ）
演 - 森本亮治（S6第4話 - S7）
京都府警捜査一課の刑事。階級は巡査。土門と組んで捜査をする若手刑事で、科捜研にも協力的。正義感が強く、頭の回転は速いが、刑事としての経験が足りずに、たまに抜けた行動をとることがある。リーダーシップを取るタイプではなく、あまり目立たないが、メガネを掛けた色黒のイケメンで、捜査で女子高に聴きこみに言った際には女子高生に囲まれたり、初対面の小向光子にも気に入られている。
なお、木佐貫以降の土門の相棒となる刑事は全員イケメンであり、タイプの違う好青年であることがお約束のようになっている。
国持三郎（くにもち さぶろう）
演 - 大林丈史（S7第2話 / S8最終話 / S10第4話）
京都府警察本部長。
香坂怜子（こうさか れいこ）
演 - 伊藤かずえ（S7第6話 / S8第7話 / S11第9話 / S14第5話）
京都府警鑑識課の警察犬担当者。S11第9話でハリーが引退したためにS14第5話からは「ジンクス」の担当に代わっている。勝ち気な性格で警察犬担当者としてのプライドが高く、警察犬の能力を絶対的に信じている。そのため科学の力で真実を見つけ出そうとするマリコとは最初は意見がぶつかり合っていた。S7第6話の銃器売買に関連する殺人事件で、科学の力と警察犬の力を合わせて犯人を見つけ出したことによって、マリコと科学の力を認めるようになった。
かつて怜子の夫は銃器対策課の刑事だったが、銃の売人を摘発中に、売人によって射殺されてしまった。それ以来、銃の売人を激しく憎んでいる。怜子は夫と同じ銃器対策課に異動願を出し、銃器対策課の刑事としてかなりの実績をあげていたが、売人を憎むあまりに行き過ぎた取り締まりを行い、違法捜査をしたことによって銃器対策課に居られなくなり、警察犬担当に異動することになったという経緯がある。
堀添清文（ほりぞえ きよふみ）
演 - 清水絋治（SP1 / S9第9話）
京都府警察警備部長。
権藤克利（ごんどう かつとし）
演 - 高橋光臣（SP2 - S12第5話 ・第6話〈回想〉/ S13第7話〈回想〉）
経歴：京都府警捜査一課（SP2 - S12第5話）
→ 殉職（S12第5話）
階級：巡査部長 → 警部（殉職により二階級特進）
京都府警捜査一課の若手刑事。土門薫の部下。真面目で真っ直ぐな熱血タイプの性格で、土門を慕っており、土門や上からの指示には忠実に従っている。SP2で初登場し、続くS10からはずっと空席だった土門の部下というポジションに納まる。その後、S12第4話で亡くなった親友の無念を晴らすために独断で事件の解決に動いていたが、後に親友の妹を助けようとして犯人に刺されてしまい、最後はマリコたちに向けたある重要な手掛かりを残して息を引き取った。
大西武政（おおにし たけまさ）
演 - 津川雅彦（S11第1話・第15話・最終話）
経歴：大阪府警察刑事部長（15年前）
→ 京都府警察本部長（S11）
→ 辞職（S11最終話）
京都府警察本部長。15年前、大阪府警の刑事部長だった頃に起きた連続金融機関脅迫事件において、一部の隠蔽及び改ざんを行ってしまい、それが原因で犯人に狙われた上にマリコや土門に問い詰められても隠し続けたが、最終的には犯人の行動やマリコたちの説得で過去に行ったことを全てマスコミの前で暴露する。その後、過去の不祥事の責任を取って自ら辞職願を出し、警察を去る間際にマリコや土門に対して「ようやく肩の荷が下りたよ」と感謝の言葉を言い残して去って行った。
芝美紀江（しば みきえ）
演 - 戸田菜穂（S12 / SP4 / S17第17話 / 劇場版）
経歴：警視庁上野毛警察署刑事課長
→ 京都府警捜査一課管理官（S12）
→ 近畿管区警察局の主任監察官（SP4 - ）
警視庁上野毛警察署から京都府警に赴任してきた管理官。事件解決を急ぐ傾向がある為にマリコや土門とたびたび対立している。警察よりも市民の安全や人権を最優先にするべきという確固とした信念があり、S17で警務部長が実行した引き継ぎのせいで冤罪を出してしまった時には、警察が最優先の主張を出した警務部長と反りが合わずに言い争いをしている。
S12第5話より4カ月前、警視庁上野毛警察署の刑事課長だった時に、元恋人からのストーカー被害を訴えていた女性が殺されてしまうという事件が起きた。女性は刑事課の担当者にストーカー被害に遭っていることや元恋人を告訴したいと相談していたが、担当刑事が長期研修へ行っていて不在の間に、ほとんど捜査されることもなくその女性は殺されてしまった。芝は現場からの情報を一切を知らされておらず憤慨し、被害届の放置と捜査の中断を不祥事であるとして担当刑事の処分を求めて警視庁に告発した。そして自らも責任を取って京都府警に引責異動したという経緯があり、「第二第三の事件が起きる前に早期解決する」という、事件の解決だけを急がせる信念になっていることが佐久間刑事部長より語られた。その後、上野毛ストーカー殺人事件の一審の判決が下ったことで控訴審が始まるにあたってかつて事件の担当者だった群侍利信刑事を脅してまで呼び出し、上野毛ストーカー殺人事件の被害者の両親に謝罪させようとしたが、拒絶されて再び説得しようとした際に群侍刑事殺害事件の犯人に突き飛ばされて大怪我を負ってしまう。群侍刑事殺害事件の解決後は近畿管区警察局に異動となり、監察官として理想の警察の実現を目指すことをマリコに宣言し京都府警を去って行った。
S17第17話では監察官という立場で再登場し、日野の妻が進言した引き継ぎの詳細を聞くために自ら京都府警に赴き、同時期に起きた火災事件の調書に関してマリコたちから聴取をする。劇場版にも登場し、土門たちが行った捜査について違法性がなかったか聴取を行った。
江崎和帆（えざき かずほ）
演 - 佐藤康恵（S13第9話 - 第13話）（少女期：大上陽奈子〈S13第11話〉）
経歴：京都府警総務部広報課（S13第9話 - 第13話）
→ 懲戒免職（S13第13話）
総務部広報課の主任（階級は巡査部長）。過去の経緯から事件解決が遅れた後悔によって真実を隠すことを過剰に嫌っており、そのために真っ直ぐな正義感を示すマリコを尊敬しており、それ故に科捜研にも非常に協力的な姿勢を見せている。行き過ぎた正義感が祟って京都日報の羽村瑞男に情報を提供していまい、事件解決後に懲戒免職となる。
三枝義史（さえぐさ よしふみ）
演 - 川鶴晃裕（SP4 / S13第9話・第10話 / S14第5話・第8話）
総務部広報課の係長で、江崎和帆の上司。
木島修平（きじま しゅうへい）
演 - 崎本大海（S12第6話 - S15第1話 / 劇場版）
経歴：京都府警捜査一課（S12第6話 - S15第1話）
→ 警務部（劇場版）
京都府警捜査一課の若手刑事。殉職した権藤克利の後任として所轄署から配属された土門薫の部下。階級は巡査部長。明るく純粋な性格。初登場時のS12第6話時点で26歳。所轄の新米刑事だった頃に土門と出会い、自分のような若手でも一人前の刑事として扱ってくれたことから土門のことを尊敬しており、土門の役に立ちたいと願っている。土門に認められたいという思いが強すぎて、空回りしてしまうこともある。科捜研の涌田亜美は大学時代の後輩であり、科捜研の仕事にも協力的。
S15第1話で捜査一課に異動してきた優秀な若手刑事の蒲原勇樹に対抗意識を燃やして張り合うが、同話で蒲原との捜査中に拳銃を所持していた高校生に撃たれて意識不明の重体に陥ってしまう。手術が成功し回復したものの、事件解決後に警務部へ異動の内示を受け、土門からの刑事への復帰の提案も断り、半ば望む形で後方支援に回る決意をした。「高校生に撃たれるなんて、刑事失格です」と自分を卑下していたが、土門からは「どこへ行っても、俺と離れても、お前は刑事だ」と声をかけられ、涙を流しながら固い握手を交わした。
劇場版では警務部の一員として再登場。土門が行った強引な捜査の監察という理由のため、かつての上司である土門を連行する。
吉岡清彦（よしおか きよひこ）
演 - 手塚とおる（S14第1話・第2話）
京都府警察捜査第二課 係長。
落合佐妃子（おちあい さきこ）
演 - 池上季実子（S15 / S16第7話〈回想〉 / S17第12話〈回想〉・第14話〈回想〉）
経歴：洛南署刑事課組織犯罪対策係（S15第1話）
→ 京都府警本部組織犯罪対策第三課（S15）
→ 殉職（S15最終話）
洛南署から京都府警本部組織犯罪対策第三課に異動してきた刑事。階級は警部補。昭和40年5月8日生まれ。女性ながら恰幅が良く、常に高圧的な態度を取っている。拳銃や薬物の摘発において優秀な成績を挙げていることから「銃器薬物のクイーン」との異名を誇る女性刑事である。一方で、強すぎる正義感と功名心ゆえに捜査手法は強引で、捜査員や科捜研の職員を自身の「駒」として扱うことも厭わず、自身が得た情報を他の捜査員と共有せずに独占したり、情報提供者を見殺しにしたり、犯人逮捕のための証拠を捏造するなど卑劣な手段を取ることもある。そのことを知っている者からは「組対の死神」と呼ばれて忌み嫌われている。その正義感は被害の縮小よりも犯罪者の逮捕に向いており、「どんな犠牲を払ってでも犯人を逮捕する」という歪んだ正義感の持ち主であることから、土門やマリコとは意見が合わずに度々対立する。
捜査一課に配属された蒲原勇樹は洛南署時代の元部下であり、蒲原が落合に心酔していることを利用して、捜査一課の情報を逸早く得ようとしていた。捜査一課に配属されたことに不満を持っていた蒲原に「捜査一課で手柄を上げたら私が組対三課に引っ張ってあげる」と言って、自分の駒にするつもりであったが、蒲原が殺人の被疑者と落合の関係を知っていながら伏せていたことによって、捜査は回り道を強いられ、その間に被疑者が殺されてしまうという事態が起きてしまう。この一件で蒲原は土門に叱責されマリコにも諭されて、落合の捜査手法に疑問を抱くようになり、「落合の正義」と「自分の正義」は違うことに気付いて、組対三課への誘いを断り、落合とは距離を置くことになった（S15第3話）。
捜査に手段を選ばないだけでなく、自分の命が危機に晒されることも全く恐れていない様子を見せている。SP7では、犯人の銃が暴発することを知った上で、犯人を執拗に挑発して銃を暴発させるという行為を行ったため、事件解決後にマリコと土門にその行為を非難される。しかし、その非難に全く動じることはなく「私は武器や薬物の売人が摘発できればそれで本望よ！」と反論している。
S15最終話において、京都市内のホテルで発生した殺人事件の犯人逮捕に繋がる証拠を入手するため、単身で危険な捜査に乗り出して犯人グループに接触。その後は逮捕の証拠を残した上で自身の死体からその証拠が検出されるように上手く動き、その上で自らを犯人に殺させるために執拗に挑発、これにより自分の目論見通りにその犯人グループによって撲殺されるという最期を迎える。この事件は、証拠の映像を送った自宅のパソコンが犯人グループに初期化された上に破壊されるが、無傷だったハードディスクの映像が亜美により復元された結果、決定的な証拠を掴んだことで逮捕に成功し、この証拠により京都市内のホテルでの殺人事件の犯人であることも立証された。事件解決後、遺体は風丘早月によって丁寧に修復され、マリコたちと対面する。
山崎大悟（やまざき だいご）
演 - 飯田基祐（SP7 / S15最終話）
京都府警察組織犯罪対策第三課の刑事で、落合佐妃子の部下。
柿沢一樹（かきざわ かずき）
演 - 渡辺大（S16第7話・第8話）
京都府警爆発物処理班。相馬涼の小学校の先輩。
堀切徹（ほりきり とおる）
演 - 中村俊介（S19第25話・第26話）
経歴：京都府警生活安全部サイバー犯罪対策課特捜係（S19第25話）
→ 京都府警生活安全部広域サイバー捜査係（S19第26話）
→ 京都府警生活安全部サイバー犯罪対策課解析係（S19第26話）
京都府警生活安全部サイバー犯罪対策課特捜係の刑事。階級は警部補で愛妻家。S19第25話の事件で捜査一課の蒲原勇樹と共に捜査に当たるが、その際に蒲原が翌年新設される広域サイバー捜査係への異動が内定していること告げ、彼を戸惑わせた。飄々とした人物で、犯人に対して厳しく接する土門とは違い、犯人や被害者に寄り添い諭すタイプ。これまでは死亡事件を担当したことがなかったことから、勉強のために自ら司法解剖に立ち会うことを希望した。S19第26話にて、宮司の妻が殺害された事件の真相を見抜き、新たな事件の発生を阻止して真犯人を逮捕した。しかし、解決のためとはいえ裁判所の許可を得ずに捜査対象の車にGPS発信器を取り付けるという違法行為を行ったため、この一件で訓戒処分を受け、サイバー犯罪対策課解析係へ異動となった。その結果、広域サイバー捜査係の新設は白紙に戻され、共に組むはずだった蒲原は捜査一課に戻された。第26話で発生した一連の事件は、SNSの中傷や暴力の被害者と思われていた人物による自作自演で、中傷・暴力被害も全くの嘘であり犯行動機も身勝手極まりないものであった上、犯行がマリコたちの鑑定によりはっきりと証明されても悪びれるどころか居直ったため、「あなたを諭す言葉はない。あなたに必要なのは、あなたが犯した愚かな罪への純然たる法の裁きだけだ」と厳しい表情で言い放った。なお、堀切の妻は「広域サイバー捜査係になれば出張も増えるし危険な目にも遭うかもしれない」と異動には猛反対だったらしく、愛妻家の彼は「（異動の話が）白紙になってくれてほっとしています」と語り、処分も飄々と受け入れていた。
篠宮小菊（しのみや こぎく）
演 - 松下由樹（S22第6話 / S23第4話 / S24第9話）
経歴：京都府警刑事部捜査第三課（S22第6話）
京都府警刑事部捜査第三課の刑事。
新開颯太（しんかい そうた）
演 - 鈴木福（S24第1話・第10話）（9歳：今江翔〈S24第10話〉）
経歴：京都府警九条署地域課南交番勤務
京都府警九条署地域課南交番勤務の巡査。

### 洛北医科大学（前シリーズまでの登場人物）
米倉太（よねくら ふとし）
演 - 草川祐馬（S3第3話 - SP1）
洛北医科大学の助教授。関西弁を話す解剖医で、マリコを度々解剖に立ち会わせている。検視結果をマリコに話す時はなぜか食事中の時が多い。
安野孝（やすの たかし）
演 - 佐々木勝彦（S13第10話 / S15第8話 / S16第12話 / S17第12話）
洛北医科大学医学部長。
高橋亮太（たかはし りょうた）
演 - 吉野智貴（S15第8話・最終話 / S16第9話）
洛北医科大学助手。

### 榊家
榊伊知郎（さかき いちろう）
演 - 小野武彦（S6 - SP3 / SP4 / S19最終話 / 劇場版 / S21最終話〈声〉）
経歴：大学教授
→ 京都府警科学捜査研究所の所長（S6 - SP3）
→ 科学鑑定監察所の監察官（SP4 - ）
榊マリコの父親でいずみの夫。S6第1話にて宮前守の後任として京都府警科学捜査研究所の所長兼科学研究員に就任した。
科学を専門とする元大学教授で考古学者。大学教授時代に依頼された鑑定に対し、結果を提出するだけでその結果が裁判で適切に使われたかまでは責任を持たなかったために、何度か逆恨みを受けて殺人未遂に至ったことがある。また、自分が所長に就任した理由は、事件を最後まで見届けなかったことに決着をつけるためであると語っている。
性格はマイペースで、温厚そうに見えるが、娘のマリコに対しては結構きついことを平気で言う。若い頃は自分の研究に夢中になり過ぎて、家事や子育てにはほとんど関わっておらず、そのことについては家族に引け目を感じている。妻のいずみとの仲は良いが、度々ケンカをしていて、離婚しそうになったこともある。
職場でもマリコが無意識に「父さん」と呼んでいるため、2人が親子であることは周囲も了解済み。伊知郎も昔のクセで「マーちゃん」と呼ぶことがある。マリコの名付け親であるが、「どうして『マリコ』と名付けたのかは忘れた」らしい。
SP3で、新設される「科学鑑定監察所」への異動を打診され科捜研を退職。科捜研のメンバーとはいつか同志として再び会えると信じ、置手紙を残して去って行った。SP4では科学鑑定監察所の科学監察官という立場で登場し、マリコらが引き起こした冤罪疑惑の尋問を担当した。
S19最終話でS19第1話にて京都の科捜研の技術を高く評価した橘つかさの代理としてマリコに再鑑定を依頼した。事件解決後に、マリコは他人の迷惑を顧みず周囲の人を振り回してしまう性格なので科捜研には長く居られずに戻ってくるのではないかと思っていた事を土門に明かした。
劇場版では再び科学鑑定監察所の科学監察官という立場で登場しマリコたちの尋問を行った。「科学者」としてマリコの質問に答え、事件解決のために科学鑑定監察所が持つSPring-8のビームラインを特別に貸し出すように手配して捜査に協力した。S21第9話でも姿は見せなかったものの、SPring-8のビームラインを貸し出してマリコたちに協力している。
榊いずみ（さかき いずみ）
演 - 星由里子（S3第1話 - 第5話 / S4 / S6第8話 / S7第8話 / S8最終話 / SP4〈回想〉 / SP5 / S19第6話〈回想〉 / S20第7話〈回想〉 / 劇場版）
榊マリコの母親。横浜在住。呑気な発言をし、明るい性格。マリコの行く末を案じ、再三見合いを薦めているが、「再婚なんてしない」と突っぱねられている。なお、マリコの忘れっぽいところはいずみ譲り。
夫の伊知郎との仲は良いが、度々ケンカしており、一時期、横浜の家を出てマリコの家に同居したことがあった。
S4ではコインランドリーで偶然知り合った木場俊介警部に仄かな恋心を抱き、オシャレをして木場に会いに出掛けるなどしていた。木場の殉職後、伊知郎とやり直すと決めてマリコの様子を気に掛けながらも横浜へと帰って行った。
その後も京都へ遊びに来たり、マリコが実家へ行ったりすると時々登場していた。
2018年に演者である星が死去したため、S19からはマリコと電話越しで会話するのみ。姿を見せないが、マリコとは仲良くやっている設定である。
劇場版ではSP5の映像を流用して画面に登場させている。

### 風丘家
風丘亜矢（かざおか あや）
演 - 松元環季（少女期：S8第1話・第5話 / S9第4話 / S15第8話〈回想〉）、染野有来（高校生・大学生：S15第8話 / S16第9話〈回想〉 / S18最終話 / S20第7話 / 劇場版 / S21第12話 / S23第7話 / S24第8話）
風丘早月の娘。S8第1話の初登場時は小学3年生で、寂しさから頻繁に嘘をついて早月の気を引こうとしており、嘘を重ねたせいで早月には信用されなくなってしまい不貞腐れていた。偶然、殺人現場の近くで大人には聞こえない不自然なモスキート音を聞いてしまったことから、この事件の捜査に協力することになる。子供の話にも真剣に耳を傾け、真実を追及しようとするマリコを慕っている。S15第8話では高校生になっており、その際に親友・保坂麻衣の父親の無実を証明しようと動く。S18最終話では大学生になっている。マリコのことを「師匠」と呼んでいる。S24第8話にて洛中総合病院の研修医として働いている。
風丘大樹（かざおか だいき）
演 - 小杉彩人（少年期：S8第5話 / S15第8話〈回想〉）、和田慶史朗（大学生：S18最終話 / S19第16話〈回想〉）
風丘早月の息子で、亜矢の兄。S18最終話では大学生になっており医学部へ進学している。高校時代は男子校で女性に免疫が無かったようだが、大学で先輩にスナックへ連れていかれ、そこで働いていた吉川菫に魅かれて交際をするようになった。菫とは年が19歳離れているが、早月にも承諾を得て正式に婚約した。S24第8話の時点で結婚している。
風丘洋二（かざおか ようじ）
演 - 石井英明（S8第5話 / S15第8話 / S18最終話〈写真〉）
風丘早月の夫で、外科医。7年前に失踪し、後に白骨死体で発見され、検視の結果殺害されていたことが判明するが、マリコと土門の尽力により当時ある殺人事件を目撃したことでその口封じに殺されたという真実が明らかとなった。

### 警察関係者の親族
小向真也（こむかい しんや）
演 - 村上雄太（S3第7話）
小向光子の息子。小学生。
土門美貴（どもん みき）
演 - 加藤貴子（S5 - S10第1話 / SP10 / S19第23話）
経歴：京都府警警察官（S5 - S6）
→ 京都府警科学捜査研究所の研究員（S7 - S10第1話）
→ 精神保健福祉士
→ 桜田メンタルクリニックのカウンセラー（SP10 - ）
土門薫の年の離れた実妹。S5で京都府警本部のハイテク犯罪対策室に勤務する警察官として登場。兄想いの明るい性格で、初期の頃は兄とマリコがいっしょになれば良いと思っていた。科学捜査に興味を持っていたため、S6では自ら転籍希望を出し、産休をとって休んでいる事務担当・小向光子の代理として科捜研の仲間入りを果たした。S7からは正式に研究員となり、主に映像データ解析を担当するようになる。なお、警察官から科捜研の研究員に配属されたのは美貴が初めてであり、かなり勉強したらしいことがS7第1話で語られている。その後、S10第1話で犯罪被害者のメンタルケアの仕事に興味を持っていたため、科捜研を退職して東京で精神保健福祉士の資格を取得するか否か迷っていたが、自身も被疑者に拉致監禁されて犯罪被害者となった経験をしたことでその経験がきっと役に立つはずと信じ、最終的には科捜研を退職した。
2017年10月のSP10では、ニュースで勾留執行停止中の那須田哲昭が逃走したことを知り、3年前にカウンセラーとして担当したことを説明するため、久しぶりに京都に帰省。事故にあった兄の薫に付き添う。
S19第23話で再登場し、仕事のため京都に帰省しており、科捜研に顔を出した際にはマリコに兄の妻のことや過去の出来事を話した。
乾尚仁（いぬい ひさひと）
演 - 東村晃幸（S11第8話）
乾健児の父。東京の下町で小さな病院を開業している医師。妻とは死別し、健児と2人で暮らしていた。健児が高校三年のある日、健児の友人の父親が尚仁の病院に担ぎ込まれてきたものの、尚仁は様子を見ただけで自分の病院の設備では手に負えないと判断し、救急病院へ転送させた。しかし、搬送中に亡くなるという不幸な出来事が起きてしまう。健児は父の対応に納得がいかず確執が生まれ、健児が京都へ引っ越したことで疎遠になってしまった。その後、S11第7話で尚仁が倒れたと健児に連絡が入り、末期癌が発覚し余命一年であることを知らされる。健児は父の看病と関係修復のために科捜研を辞める決断をすることになった。
宇佐見一穂（うさみ かずほ）
演 - 稲実栞（S11第11話）
宇佐見裕也の妹。S11第11話より10年前、当時大学生だった一穂は、「世界一リアルなデスマスクを作る」という猟奇的な連続殺人犯に襲われ、窒息死した。
宇佐見咲枝（うさみ さきえ）
演 - 宮田圭子（S13第5話 / S17第12話〈回想〉 / 劇場版 / S21最終話）
宇佐見裕也と一穂の母。以前は元気で夫の介護をしていたが、夫亡き後は病気で下半身不随の状態となっている。咲枝の介護の為に裕也は航空科学研究所を辞め、京都に戻って科捜研に勤めることとなった。
S13第5話では車椅子に乗っており、自分で移動させることができる状態の模様。
S17第12話では容態も落ち着いてきていて、介護に専門家の手も借りられていると裕也が話している。
劇場版では、裕也はマリコのことを話題にする時が一番楽しそうだと話しており、いつまでも裕也が結婚しないのは自分のせいなのではないかと気にしている様子をみせていた。S21最終話でも「私なんかより大事な人のために時間を使ってあげなさい」と話している。
日野恵津子（ひの えつこ）
演 - 宮地雅子（S17第17話 / 劇場版 / S21最終話）
日野和正の妻。中学校教師。今まで和正の発言にのみ登場しており、単身赴任して京都に住んでいる彼と違い、子供と共に東京で暮らしている。会うのも和正が出張で東京を訪れた時か、休暇で帰省する時のみである。S17第17話で和正が長時間労働が原因で虚血性心疾患になって倒れた事を聞き、仕事を休んで京都にやって来る。長時間労働を強いたマリコたちに恨みも怒りもないものの、夫が倒れたのは警察に非があるとして公災を申請し、京都府警の警務部長が、規定勤務時間を超えると鑑定や捜査を別の担当者に引き継ぎ、強制的に帰宅させられるという勤務システム「服務規定の一部改訂」を緊急導入してしまうといったきっかけを作ってしまい、結果的にその時に起きたある事件で冤罪を作ってしまうという結果も招いてしまう。終盤でマリコにある事を説く和正の言葉を聞き、正当とはいえ自らの行いを反省した為か、最後には「服務規定の一部改訂」の件には完全に同意しなかった事がマリコの口から語られた。
劇場版やS21最終話にも再登場し、和正が病気で倒れて以降はたまに夫の様子を見に来ている様子が窺える。
真柴有雨子（ましば ゆうこ）
演 - 早霧せいな（S19第23話・第24話）
土門薫の元妻。昭和39年4月22日生まれ。京都中央大学病院の看護師として働いていた時に当時八条中央署に勤務していた薫と出会い、怪我をする彼を度々手当てしたことが縁で結婚した。しかし、薫のかつての同僚である火浦義正と不倫しているとの噂が立ち、火浦と一緒に歩いているところを薫に目撃されたことを機に夫婦仲が拗れ、離婚した。それから2年後に病死したが、臨終の間際に親戚からの連絡を受けて病室を訪れた薫と再会し、「私は許されないことをしたから」「私は忘れられない。忘れちゃいけないの」という言葉を言い残していた。
実は、火浦と会っていたのは不倫をしていたのではなく、公安課が担当するテロ事案の極秘捜査に協力していたからで、その際に弟のように親しくしていた情報提供者の楡井敏秋が殺される現場を目撃し、彼を見殺しにしてしまったと思い込み、自分を責めていたことや、この事件は警察に隠蔽されて闇に葬られてしまい、捜査情報は厳重に口留めされていたために薫にも言えずに苦しんでいたことがS19第24話で明かされた。
君嶋莉子（きみじま りこ）
演 - 伴心菜（S23第3話・第6話 / S24第6話）
君嶋直樹の娘。S23第3話の時点で京都市立滝陵小学校1年生。放課後スパイクラブのメンバー（S24第6話）。

### 君嶋の元同僚
古久沢明（こくざわ あきら）
演 - 石黒賢（S22第1話・第5話・最終話）
京都環境生態研究センター 環境DNA研究室・物理学専門の科学者。科学の発展のためなら、例え犯人であっても隠蔽する人物。S22第1話にてマリコらによって犯人が特定されるが、その犯人が自殺してしまった事について、古久沢はマリコに対して「現在のくだらない法律や利権で未来の科学を妨害する人間は害悪だ！」と言い放つ。第5話では連続人体発火事件で使用された蓄電池の開発を引き継ぎ、研究を行っている。自身の研究を他国に売りつけるため犯罪者を匿う行動をとり、マリコにそれを追求されたが、証拠がないため犯人隠匿罪の罪に問われなかった。最終話にて、科学を妨害する対象者としてマリコも殺害しようとしたが、失敗し、逮捕された。だが、彼が殺害に使用した技術は他国に売りつけたと取調べにて証言した。
由井沙織（ゆい さおり）
演 - 高田里穂（S22第1話・第5話）
京都環境生態研究センター 環境DNA研究室・生物学専門の科学者。自作の機械で空気を採取して大気や水・土に含まれるDNA（環境DNA）を調べ、その環境にどんな生物がいるのかを研究している。S22第1話では環境DNAを研究するうちに人間のオーラのようなものが見えるようになったと語り、同僚の才川の異様なオーラを察知して京都府警本部に相談にやってくる。第5話ではフリーの研究者になっていて、マリコと蒲原の居た場所から日本に生息するはずのない稀少なカメのDNAを採取したことで科捜研を訪れて情報提供をした。

### その他
西大路恵（にしおおじ めぐみ）
演 - 一路真輝（S1第2話・第6話 - 最終話）
京都医科大学の助教授で、検死医。美人で、頭の切れる検死医と評されるが、一方では冗談が苦手で、特にマリコの出現で調子を狂わされている。8話で夫を殺害され、自ら検死を行った。
篠田正幸（しのだ まさゆき）
演 - 長谷川初範（S1第6話 - 第8話）
西大路恵の夫で、ジャーナリスト。木場俊介の妻が巻き込まれた事件についての新情報をマリコに提供しようとしたが、犯人に殺害される。
友田香織（ともだ かおり）
演 - 今村恵子（S2）
京都日報の記者。スクープを取るために科捜研に狙いを絞るも逆に振り回されてしまう。
羽村瑞男（はむら みずお）
演 - 小豆畑雅一（S13第9話・第10話・第13話）
京都日報社会部の記者。妻と一人息子がいる。S13第13話で江崎和帆に情報を聞き出し、そこから紀澤屋仲居殺害事件の犯人を見つけ出すが、最後はその犯人に接触して真相を聞き出そうとしたところを刺殺された。
佐沢真（さざわ まこと）
演 - 野村宏伸（S13第10話 / S14第8話・最終話 / 劇場版）
京都医科歯科大学の解剖医。S13第10話では風丘早月に代わって遺体の解剖を担当する。気遣いは出来るが、マイペースで他人と会話を噛み合わせられず、ずれた会話で誤解が多い。S14第8話では連続殺人の被害者の死因を誤認し、それが原因で早月や土門達から犯人としての疑いの目を向けられてしまう。最終的には自身が「特異的無嗅覚症」であることやそのせいで死因を誤認していたことをマリコから告げられ、それにより無実が証明される。その後はマリコに感謝の意を示し、連続殺人の犯人に繋がる重要な情報を伝えた。最終話で再び同じ事件が起きた際にはマリコに協力したり、彼女が犯人に襲われた時には応急処置をして彼女の命を救った。事件解決後はマリコにプロポーズするが、あっさりと断られてしまった。
劇場版では、同じ大学に勤務する斎藤朗准教授が転落した現場を目撃し、ショックで失神してしまう。斎藤准教授が転落死する直前に自分に向かって「助けて」と言っていたのに助けられなかったことを思い出し、原因究明のために自分に解剖させて欲しいと懇願する。なお、マリコのことはいまだに諦めきれない様子である。
江藤壱（えとう はじめ）
演 - 中川大志（S17第1話・第17話〈回想〉・最終話）
テーマカラー：パープル
関西科学鑑定所の鑑定員。民間の鑑定員だがS17第1話の事件で京都府警を訪れ、佐伯本部長の意向により事件解決まで科捜研で一緒に鑑定をすることになる。実は前年の物理研究員の欠員募集の際に江藤も応募しており、橋口呂太と共に最終選考まで残っていたが、呂太に敗れたことが明かされた。クールな性格で愛想がなく呂太とは対照的である。仕事はスピード重視で合理的に優先順位を決めてから取り組むべきという持論の持ち主で、呂太がやっていた手間と時間の掛かる鑑定は無駄だと切り捨て、自分の鑑定こそ優先すべきと主張し、日野所長やマリコに窘められた。非常に頭の切れる優秀な人物だが、何日もの徹夜を辞さない職人気質な科捜研の働き方に疑問を持ち、「非効率的に仕事をして毎晩徹夜なんて間違ってます」「寝食を忘れるほどの使命感ですか…。異常ですね。人間的じゃない」と発言した。事件は呂太の無駄と言われてもやり続けた地道な鑑定により解決したが、帰り際に日野所長から「君の優秀さは認めるよ。（中略）でも、君はここには合わないよ」と言われてしまい、結局最後まで自らの考えを改めることなく科捜研を後にした。
S17最終話で日野所長に依頼されて再び科捜研に協力する。実は、第17話の事件で呂太の引継ぎをした人物は江藤の先輩であり、引継ぎ自体は問題なかったものの、一番肝心な使命感を引き継げなかったことを悔やんでいたと聞かされる。これを機に使命感というものに興味を持ったと話し、今度は友好的に仕事を進めて科捜研を去っていった。
森聡美（もり さとみ）
演 - 鶴田真由 （S19第6話・第33話）
資産家を血中から検出されにくいエチレングリコールを使用して不審死に見せかけて莫大な遺産を相続した悪女妻。敵意をむき出しにする性格で、自身を「男尊女卑」と指摘したマリコにも「あなたはブスね」と反論しており、マスコミからは「令和の毒婦」と呼ばれている。第6話にてエチレングリコールを使用したことをマリコはつかむが、証拠不十分のため逮捕されなかった。後に神奈川での不審死に関して神奈川県警に再捜査される事になり、取り調べの後は行方知らずとなっていたが、第33話でニューヨークで死亡した本多嘉壱の遺言公正証書を作らせていた。その際に起きた殺人事件で自ら京都府警に無実だと出頭する。結果は死体遺棄、証拠隠滅の罪で殺人については無罪となったが、凶器に付着したネイルにエチレングリコールの成分が見つかり、本多の口にエチレングリコールを注射した後が見つかった。その結果、京都府警とニューヨーク市警の合同捜査となったため、殺人についての取り調べを受ける事になった。取り調べを終えた土門からは「人生を犠牲にして大金を得て、生きている実感を得ている化け物」と評される。
宮越優真（みやごし ゆま）
演 - 美村里江（S21第8話・最終話）
経歴：京都中央大学 理学部 情報科学科
→ 京都中央AIセンター
京都AIセンターの主任で、管理システムのAI「UMA-II」開発者。第8話にてマリコは自身のAI「UMA-II」でフェイクニュースを流して殺人を操っていたのではないかと疑惑を持っていたが、確かな確証はなく追い詰めることはできなかった。
15年前、京都中央大学時代に自身が作成したAI「UMA」を同じ研究室にいた山神の不手際でコンピューターウイルスに感染されて壊されてしまい、さらに機械に対して軽はずみな発言をした事から山神に対して怨みを持つようになる。最終話にて山神の殺害と同時にマリコに「UMA-II」を侮辱したような発言から殺害と同時にマリコを陥れようと考える。だが、マリコら科捜研メンバーや土門、蒲原の協力で殺害の証拠を見つけ、殺人容疑で逮捕された。連行される前、自身の手で「UMA-II」を終了させた。
奥居秀俊
演 - 福士誠治（S22第3話・最終話）
科学者専門のブローカー。10年前京陵大学 兼平研究室 研究員。

### 特別出演
信者
演 - 柴田淳（特別出演・SP5）
教会修道女。放送当時の主題歌を柴田淳が担当していた。
宅間善人（たくま よしと）
演 - 草彅剛（S15第8話）
警視庁刑事部総合事犯対応係（仮称） 刑事。『スペシャリスト』の主役。これは、『スペシャリスト』の初回放送の番宣を兼ねた出演だが、サブタイトルも「スペシャリストたち」となっていて宅間の荷物が事件解決に役立つことになる。
次回（S15第9話以降）は、本作終了後の『スペシャリスト』へのクロスプログラムで共演する。
時矢暦彦（ときや れきひこ）
演 - 沢村一樹（SP12）
京都府警本部刑事部捜査一課13係の刑事。階級は警部補。記憶を失う前の時矢で登場する。

## ゲスト
season1 / season2 / season3 / season4 / season5 / season6 / season7 / スペシャル（2008年） / season8 / season9 / スペシャル（2010年） / season10 / スペシャル（2011年） / season11 / season12 / season13 / スペシャル（2013年） / season14 / スペシャル（2014年 - 2015年） / season15 / スペシャル（2016年） / season16 / スペシャル（2017年） / season17 / スペシャル（2018年） / season18 / スペシャル（2019年） / season19 / season20 / season21 / season22 / season23 / season24
複数話・単話登場の場合は演者名の横の括弧（）内に表記。

### 科捜研の女 season1（1999年）
第1話「声紋は語る！京都大文字の夜 謎の女が…」
- 今村恭子（達川の元妻） - 斎藤陽子
- 川村夏子（ペットセンター「ユーペッズ」店員） - 渡辺真起子
- 達川富雄（ペットセンター「ユーペッズ」店長） - 河野洋一郎
- 瀬島孝明 - 北村明男

第2話「謎の窒息死！セクハラ美人OLに潜む殺意」
- 久保正志（洛和商事 元社員） - 中西良太
- 深山（洛和商事 社員） - 山口香緒里
- 加島（洛和商事 社員） - 真琴
- 竹川節夫（洛和商事 部長） - 五十嵐義弘
- 柴崎（洛和商事 総務課長） - 峰蘭太郎

第3話「涙の不倫 嘘発見器が暴く女教師死の真実！」
- 河村聖志（黎明館大学 理工学部 助教授） - 相島一之
- 芹沢敬三（黎明館大学 理工学部 教授） - 佐々木勝彦
- 矢口真樹子（河村の助手） - 山本香織
- 海野（海野精神科クリニック 院長） - 大河内浩

第4話「哀しみの復顔！夫に話せない美人妻の過去」
- 梶田理恵（陶芸教室講師） - 大竹一重
- 西野春子（元風俗嬢・失踪中） - 有沢妃呂子
- 梶田真也（レストランオーナー・理恵の夫） - 中根徹

第5話「京都死の配達人！赤いルージュの殺意!!」
- 只野光輝（洛北大学 物理学研究所 卒業生） - 前田耕陽
- 辻本（蕎麦屋店員） - 辻本茂雄

第6話「足だけの死体の謎！学校の怪談 京都編!?」
- 一ノ瀬（城南大学附属小学校 教師・榊マリコの大学時代の後輩） - 遠山俊也
- 大橋洋司（城南大学附属小学校 守衛） - 芝本正

第7話「祇園ホステス殺人の謎！二度狙われた女!!」
- 木下勇（京都医科大学 犯罪心理学教授） - 沢向要士
- 藤井由美子（ホステス） - 江口尚

第8話「連続殺人を結ぶ美女！死を誘う光の謎!!」、最終話「美しき女医の正体！危険な誘惑の果て…」
- 牧野光（牧野歯科クリニック 院長） - 田中美奈子
- 根本裕之（京都府北山警察署 巡査部長） - 小林健（第8話のみ）
- 栗原直樹（無職・京都府洛南警察署 元巡査部長） - 鷲生功

### 科捜研の女 season2（2000年）
第1話「奇妙な連続殺人！プロファイラーを手玉に取る男」
- 夏木隆一（京都府警察 巡査長） - 高橋克実
- 教習所の教官 - チャーリー浜
- 矢崎（京西化学工業 元社員） - 西村正樹

第2話「記憶を失くした目撃者 チョコアイスが見た殺人!!」
- 園田みどり（彫金デザイナー・幸子の妹） - 田中広子
- 萩原光恵（聡の妻） - あめくみちこ
- 園田祐介（幸子の息子） - 神木隆之介
- 園田幸子（彫金デザイナー） - 中上ちか
- 雨宮国昭（幸子の元夫） - 木下浩之
- 萩原聡（宝石店「MIMI」経営） - 大城英司

第3話「監禁された女子大生！タイマー感電死まで24時間」
- 国枝忍（食品工場アルバイト） - 石堂夏央（少女期：戸田紗耶未）
- 毛利ノゾミ（女子大生・毛利の娘） - 三輪ひとみ
- 毛利（コムテム社長） - 西園寺章雄

第4話「望遠マイクが覗いた監禁現場！人質になった女刑事」
- 工藤（フリーター） - 竹下宏太郎
- 青山 - 角田英介
- 大久保 - 前田淳
- 簑島 - 本山力
- 河崎 - 中村裕一

第5話「あの子は殺ってない!? 雨の鴨川が見た真犯人！」
- 石坂公太（前科者） - 山崎裕太
- 吉野秀夫（新聞集金人） - 小峰隆司

第6話「引き取り手のない死体！届けたい母への想い」
- 矢崎佐恵子（ピアニスト） - 筒井真理子
- 真島萌（元農協職員） - 山口絵里奈（幼少期：安田美香）

第7話「罰を与えられた死体！狙われた女監察医!!」
- 恩田幸治（恩田クリーニング 経営者） - 伊藤俊人
- 後藤まゆ（デザイナー） - 林亜衣子
- 柳町理名（音楽教師） - 大谷訓子

第8話「消えた被害者！愛と欲望のひき逃げ事件!!」
- 神林達也（東亜大学 教授） - 神山繁
- 須崎亜由美（老人保健施設「博寿苑」介護福祉士） - 石橋けい
- 辻浦文子（辻浦医院 医師・伸二の妻） - 岩本千春
- 辻浦伸二（辻浦医院 院長） - 加門良
- 前原和正（空き巣常習犯） - 床尾賢一

最終話「アリバイ証明率0%の罠 髪の長い女を捜せ！」
- 島野静（大衆演劇座員） - 小林恵
- 難波菊之助（大衆演劇座長） - 井田州彦
- 伊藤悦子（菊之助のストーカー） - 朱花

### 科捜研の女 season3（2001年）
第1話「京都-日本海、150キロアリバイの謎！胃の中に残された殺人動機!!」
- 加納美咲（活魚料理「みさき」店主・栗田の元恋人） - 南野陽子
- 柏崎完二（水産会社「近畿活魚」社員） - 石橋保
- 栗田実（フリールポライター） - 高杉亘
- 田所勇作（栗田の麻雀仲間） - 空田浩志

第2話「京都陶芸界、砕け散る殺意！」
- 円城寺光斎（陶芸家） - 井田州彦
- 高槻幽斎（陶芸家） - 谷口高史
- 安西（円城寺の秘書） - 竹本聡子

第3話「出来すぎた事故！ライトアップ殺人事件!!」
- 荻野美奈（「ベルビューホテル」バンケット主任） - 若林しほ
- 園部さやか（照明デザイナー・柿崎の婚約者） - 粟田麗
- 柿崎実（「ベルビューホテル」オーナーの息子） - 七條孝夫

第4話「壊れた絆 二重足あとの殺意！」
- 真壁裕一（風景画家） - 加勢大周
- 工藤あさみ（元ホステス） - 池田真紀
- 阿部和夫（暴力団員） - 三上市朗

第5話「祇園祭の夜に消えた命！目撃者のない事故」
- 土方絹江（明美の妻） - 草村礼子
- 土方明美（都警備の警備員・元京都府警捜査一課 刑事） - 村田則男
- 河合（都警備の警備員） - 辻本一樹
- 入江（無職） - 山本道俊

第6話「VSアンビリーバボー！女子寮に潜む美しき霊の謎!!」
- 南妙子（清明女学院高等部 教師・女子寮「清心寮」舎監） - 宮村優子
- 綾川みどり（清明女学院高等部 生徒） - 加藤夏希
- 長瀬恵（清明女学院高等部 生徒） - 三輪明日美
- 窪田由紀子（清明女学院高等部 卒業生・故人） - 渡瀬美遊
- 神林（清明女学院 理事長） - 尾崎麿基
- 青木幸江 - 田中美鈴

第7話「不自然な血痕！二重偽証に壊された母子愛」
- 岸田萌（猪熊児童館の先生） - 増田未亜
- 糸川英二（町内会会長） - 久保晶
- 飯沼武弘（竹本の仲間） - 水上竜土
- 竹本英明 - 川上泳
- 岸田誠（萌の兄・故人） - 内藤和也

最終話「疑惑の銃声！胃の中から発見された銃弾!!」
- 伊塚夏子（滋賀県警琵琶湖北警察署総務課 課長・6年前は京都府警東山警察署刑事課・倉橋拓也の恋人） - 山本未來
- 小此木弘樹（京都府警察 副本部長・6年前の暴力団「神龍会」への強制捜査の最高責任者） - 中丸新将
- 加賀美俊秀（元会社員） - 林和義
- 田島直孝（フリールポライター） - 森保郁夫

### 科捜研の女 season4（2002年）
第1話「東京〜京都500キロ 深夜高速バス、殺意の瞬間！」
- 大江修司（土木作業員・京阪バスの乗客） - 本田博太郎
- 吉岡三雄（中学校教師・京阪バスの乗客） - 徳井優
- 竹村興吉（ワイン会社社員・京阪バスの乗客） - 宇梶剛士
- 斉藤瑞枝（主婦・京阪バスの乗客） - 杉山彩子
- 岸野昭雄（税理士・京阪バスの乗客） - 中根徹
- 伊吹弘（無職・京阪バスの乗客） - 浪花勇二
- 水野桂子（接客業・京阪バスの乗客） - 菅原禄弥
- 柴田弘樹（外食チェーン「ビッグベア」経理主任） - 細川純一

第2話「私は殺してない！記憶を奪われた美女の謎」
- 高須洋子（出版社編集部員） - 中山忍
- 南礼二（二条院大学病院 精神科医局 助教授） - 並樹史朗
- 柏原久美（二条院大学病院 精神科医局 医師） - 川合千春
- 藤尾隆（ミステリー作家・洋子の大学の先輩） - 森下じんせい
- 麻生（藤尾の担当編集者・洋子の同僚） - 北川肇

第3話「幽霊館の惨劇に秘められた罠」
- 星野智里（「ウェストテレビ」プロデューサー） - 星遥子
- 星野（「ウェストテレビ」編成局長・智里の夫） - 加門良
- 北野誠（「ウェストテレビ」の番組「恐怖証言アンタッチャボー」MC） - 北野誠
- 城戸章吾（タレント） - 京晋佑
- 岡谷晴彦（「ウェストテレビ」AD） - 野田晋市
- 芦屋麗元（心霊研究家） - 窪田弘和

第4話「哀しき偽装結婚！死を呼ぶ京髪飾り」
- 沖中達也（木細工職人・テレサの夫） - 唐渡亮
- 溝口（中古車販売「ジャパンオートクラブ」社員） - 飯島大介
- 沖中テレサ（フィリピンパブのホステス・失踪中） - レイシェル・シモムラ
- 朝倉由美子（フィリピンパブのママ） - 松谷令子
- 脇田（京都医科大学 法動植物研究室 教授） - 雪野博満

第5話「殺意の同窓会旅行！京都嵐山温泉が巨大密室に…」
- 菊池薫（広告代理店課長代理） - 中島ひろ子
- 佐々木冴子（フリーライター） - 大西結花
- 諏訪真美（元看護師） - 魏涼子
- 武田良江（主婦） - 冨樫真
- 中原紀久子（元タレント） - 浅野麻衣子
- 丹羽茂（まだら屋 主人） - 北見唯一
- 丹羽佳代（まだら屋 女将） - 路井恵美子

第6話「誘惑された女！腐敗しない死体の謎」
- 蒔田時子（茂の妻・別居中） - 石野真子
- 阿武隈辰子（蒔田家の家政婦） - 宮下順子
- 房間和美（房間工務店 社長・時子の幼馴染） - 川俣しのぶ
- 蒔田茂（株の投資家） - 峰蘭太郎

第7話「仕立てられた目撃者!? 美しき転落死体が語る謎」
- 粕谷亨（引きこもりの青年） - 津田寛治
- 粕谷（亨の母） - 上村香子
- 秋沢宗則（東都物産 社員・里子の恋人） - 村井克行
- 若月清美（フリーター・里子のルームメイト） - 中込佐知子
- 今林里子（会社員・「リバーサイド桃山」704号室の入居者） - 高以亜希子
- 神崎（医師） - 下元年世（S4最終話）

最終話「疑惑の誘拐 京都タワーが見える監禁場所を捜せ！手がかりは一枚の写真だけ!! 二つの転落死を結ぶ点と線！」
- 芦原仁美（芦原の娘で利菜の母） - 多岐川裕美
- 大神一輝（大神土地開発 社長） - 大杉漣
- 芦原利菜（桜谷女子学園 生徒） - 加藤夏希
- 相沢伸彦（芦原家の運転手） - 石丸謙二郎
- 芦原壮介（民友党の元幹事長・故人） - 波多野博
- 下条芳男（芦原の元第一秘書・故人） - 山田永二

### 新・科捜研の女1 season5（2004年）
第1話「長崎-京都800キロブルートレインの殺意 ひとしずくの透明な水に隠された赤い秘密 消えた殺人サイトの女を追え！」
- 槙村有紀（細田運送 事務員） - 有森也実
- 瀬尾美咲（小池商事 社員・小説家） - さとう珠緒
- 加納雅史（笹山金属工業 元従業員） - 永澤俊矢
- 喜多嶋真人 - 東根作寿英
- 笹山（笹山金属工業 社長） - 浜田幸一
- 石田（細田運送 社員・笹山金属工業 元従業員） - 井之上チャル
- 三沢響子 - 遠山景織子
- 安藤達雄（延岡中央福祉事務所 職員） - 河原さぶ

第2話「ダイエットケーキに秘められた甘い殺意」
- 遠山喜和子（菓子店「TOHYAMA」オーナー） - 丘みつ子
- 早乙女麻雄（評論家） - 米山善吉
- 沢木美沙（パティシエール） - 林美穂
- 辻（出版社社員） - 蟷螂襲

第3話「殺しのスーツ！ねじれた死亡推定時刻」
- 石津隆（「テーラー貫井」テーラー） - 秋野太作
- 貫井洋二郎（「テーラー貫井」オーナー） - 大林丈史
- 貫井しげ子（洋二郎の妻） - ひろみどり

第4話「この声は！涙の声紋分析!!」、第5話「二度絞め殺された女 -解決編-」
- 木村彩（劇団「蒼天」女優・本名「松山寿子」） - 渡辺典子
- 長山照子（ホステス） - 川上麻衣子
- 進藤茂行（京都府警察 鑑識員） - 山本圭
- 安西巧（照子の内縁の夫） - 野村祐人
- 三沢順子（劇団「蒼天」事務員） - 小林千晴
- 浅田隆三（元金融業者・故人） - 玉生司朗
- 井上亘（浅田の遠縁・5年前失踪） - 奥深山新
- 吉田一彦（パチンコ「スイス」店員） - 西村匡生（第5話のみ）

第6話「京都殺人迷路の女・消えた指紋の秘密！」
- 村岡葉子（京都府警東山警察署交通課 婦警） - 菊池麻衣子
- 飯島純一（美容師） - 斉藤陽一郎
- 古谷要一（京都府議会議員） - 伊庭剛
- 箱崎敏也（業界紙記者） - 柴田善行

第7話「時効直前！妻が見たDNA銃弾の謎！」
- 菅勝（菅建築事務所 社長・久美子の夫） - 渡辺裕之
- 吉沢明夫（前科者） - 徳井優
- 伊勢本隆（スーパー「LIFE」野菜売場主任） - 大森ヒロシ
- 菅久美子（元スーパー「LIFE」パート・故人） - 三浦早苗

第8話「VS連続放火魔！もうひとつの発火トリック！」
- 鮫島茂行（京都市中央消防署の消防士） - 勝村政信
- 影山隆一（無職） - 近藤公園

最終話「まさかの検死ミス！もうひとりのマリコの完全犯罪」
- 楠木里香（洛北医科大学 助教授） - 戸田恵子
- 戸根貝数子（進一の別居中の妻） - 梅沢昌代
- 戸根貝進一（洛北医科大学 法医学部 教授） - 笹木俊志

### 新・科捜研の女2 season6（2005年）
第1話「疑惑の女刑事！誤射それとも殺人？それは18年前の夏の夜に起こった！京都〜信楽高原を結ぶ殺意の点と線」
- 久崎英子（北嵯峨警察署生活安全課 巡査部長） - 鈴木杏樹（少女期：高橋香波）
- 角田道弘（京都府警組織犯罪対策部 警部） - 大浦龍宇一
- 薬師寺実（禁止薬物の売人） - 大沢樹生
- 荻野辰巳（京都府警察 監察官） - 飯田基祐
- 今井ユリア（メイド喫茶店員） - 加賀美早紀
- 川添公太（薬師寺の仲間） - 平井力
- 加藤（宗陶苑の管理人） - 西園寺章雄
- 鷹羽重房（薬師寺の取引相手） - 本山力
- 加藤尊則（加藤の息子・失踪中） - 奥深山新

第2話「VS文化財 Gメンの女！二つの凶器に潜む血の涙の秘密」
- 麻生早紀江（文化財保護管理委員） - 田中美里
- 岩槻弥（岩槻の息子） - 山崎裕太
- 岩槻（雁徳寺 住職） - 玉生司朗

第3話「奇妙な遺言状！猫屋敷DNA殺人事件」
- 匂坂美代子（フラワーアレンジメント教室経営） - 北原佐和子
- 匂坂隆文（会社員・美代子の兄） - 太川陽介
- 鈴木（主婦・絹代の近隣住民） - 円城寺あや
- 加茂内（絹代の亡夫の友人） - 浜田晃
- 麻生（主婦・絹代の近隣住民） - 棟里佳
- 宇佐美芳江（京都市警察病院 整形外科医） - 山口詩史
- 勾坂絹代（美代子と隆文の母） - 路井恵美子

第4話「VS謎の美人気象予報士！ずらされた死亡時刻」
- 五十川純子（気象予報士） - 三浦理恵子
- 圷洋二（「テレビ京都」プロデューサー） - 大高洋夫
- 脇田文則（「テレビ京都」ディレクター） - 三上市朗
- 平久保（猪熊証券 社員） - 樋渡真司
- 熊谷亜紀（気象予報士） - 山口あゆみ
- 畑登美男（高良岳気象観測所 調査官） - 網野あきら
- 渕上（山岳管理事務所 職員） - 逆木圭一郎
- 辻義春（投資家） - 岡田和範

第5話「魅惑の殺人マジック！密室の転落死体」
- 英亜呂真（マジシャン） - 高橋ひとみ
- ピンキー桃山（亜呂真の師匠・本名「桃山一男」） - 森山周一郎
- 只野（亜呂真のマネージャー） - 伊藤正之
- 増村幹子（亜呂真の助手） - 小泉エリ

第6話「動き出した15年前の誘拐犯！双子姉妹のDNA鑑定」
- 神戸佳子（美菜と美玖の母） - 真行寺君枝
- 勝俣英俊（勝俣病院 院長） - 中山仁
- 神戸美菜（美玖の妹） - 尾高杏奈
- 中川舞（私立滋賀女学院高等学校 生徒・本名「神戸美玖」） - 尾高杏奈（二役）
- 中川加奈子（舞の養母） - 宮田圭子

第7話「秘密のキスマーク！祇園祭に渦巻く殺意」
- 枝川小春（お茶屋「福に志」女将） - 山本陽子
- 神無月（舞妓） - 木南晴夏
- 葉月（芸妓） - 竹本聡子
- 織部崖清（日本画家） - 河野洋一郎
- 東原和美（スナック「小里」店主） - 鈴川法子

第8話「15年前の鑑定ミス!? マリコの父が殺人犯」
- 小山内加世（公夫の妻・仲居） - 左時枝
- 小山内公夫（二条院大学 考古学研究所 元教授・故人） - 小倉一郎
- 須川庄一（須川建設 社長） - 伊藤洋三郎
- 須川ゆり子（須川建設 社員・庄一の妻） - 辻沢杏子
- 犬養勉（篆刻家） - 高橋弘志

第9話「どうするマリコ！灼熱50度の監禁状態」
- 楠見純一（京北鉄工所 元社長） - 小日向文世
- 桐島英司（借金の取り立て屋） - 柴田善行
- 楠見奈々（純一の妻） - 園英子

最終話「謎の記憶喪失男が嵐山に現る!!」
- 柴田高明（記憶喪失の男） - 東幹久
- 柴田麻美（派遣社員・高明の元妻） - 遠野凪子
- 塚本一義（京洛マグネチック 販売員・偽名「柴田高明」） - 米山善吉
- 鈴村辰雄 - 辻野正人

### 新・科捜研の女3 season7（2006年）
第1話「京都の祭りに人が死ぬ!! 祇園祭りを襲う二つの事件！致死率100%の細菌テロ!! マリコが刺された！山鉾町の連続殺人!!」
- 曽根崎裕子（京都感染症研究所の研究員） - とよた真帆
- 三浦正太郎（み浦呉服店 店主） - 寺田農
- 三浦拓海（ウェブデザイナー・正太郎とゆかりの息子） - 姜暢雄
- 楢崎誠（蕪山保存会 会長・豆腐屋「楢崎屋」店主） - 鶴田忍
- 作本静雄（蕪山保存会 副会長） - 津村鷹志
- 三浦ゆかり（正太郎の妻） - 栗田よう子
- 赤井逸郎（医師） - 蟷螂襲

第2話「捜査日誌の罠！覆面パトカー空白の30分」
- 嶋倉夕紀（京都府警捜査三課 刑事） - 国分佐智子
- 味谷進（京都府警薬物対策課 刑事） - 菅田俊
- 中津川幹夫（京都府警捜査三課 課長） - 河西健司
- 小田切圭（京都府警総務） - 谷口高史
- 火岡洋二（居酒屋「すわ」板長） - 西村匡生
- 梅村秀雄（泥酔者） - 三浦憲世

第3話「不自然な溺死！“京の水”殺人事件!!」
- 水城清香（レストラン「ベッキオ」オーナーシェフ） - かとうかず子
- 瓜生美知（リサイクルショップ「シチ京」社長） - 石井苗子
- 川之江（レストラン「ベッキオ」支配人） - 大村波彦
- 山寺（リサイクルショップ「シチ京」社員） - 関秀人

第4話「悪女の初恋！多すぎる殺人容疑者!!」
- 矢田桜子（ホステス・満の愛人） - 黒坂真美
- 波多江純平（グリーンウェイ運送 社員） - 平泉成
- 高瀬広樹（洛南化学工業 社員） - 甲本雅裕
- 能都和之（日本酒バー「夕顔」店長） - 山田辰夫
- 笹山みずえ（満の別居中の妻） - 原久美子
- 古賀健児（前科者） - 米山善吉
- 笹山満（バー「ELLIS」マスター） - 小瀬川理太

第5話「偽りの血痕！殺意と競演した女」
- 三条ともえ（劇団「古都座」主宰者兼主演女優） - 川島なお美
- 佐野（劇場関係者） - ベンガル
- 栗矢晴彦（舞台監督） - 有薗芳記
- 太刀川肇（フリー演出家兼プロデューサー） - 青山勝
- 桂（舞台監督助手） - 小泉敏生

第6話「vs警察犬ハリー！第三の銃撃犯を追え」
- 真山勝男（徹の父） - 石丸謙二郎
- 宮越要（銃の密売人・前科者） - 柴田善行
- 佐々部義人（銃の密売人） - 入江毅
- 真山久美子（徹の母） - まつむら眞弓
- 真山徹（銃の密売人） - 辻村綾二

第7話「人質になったマリコ 京都〜淡路島、高速バス爆破予告！」
- 小田芽衣子（イベント会社「アプロシェ」社長秘書） - 宮本真希（少女期：中島瞳）
- 名越昌代（「アプロシェ」社長） - 中村久美
- 奥寺由起子（奥寺クリニック 院長） - 中村綾（少女期：太田唯）
- 橋口礼美（音楽教室校長） - 春木みさよ
- 中原唯（健康美容アドバイザー） - 猫背椿
- 須永勝（前科者） - 湯江健幸

第8話「疑惑の捜索願！母親の遺体を拒否する娘」
- 井田聖子（由美の叔母） - 朝加真由美
- 日下部由美（京都桜花短期大学 学生） - 高橋真唯
- 五木（京洛フーズ東山工場 工場長） - 田窪一世
- 日下部志穂（由美の母・3年前失踪） - 中井佳代

最終話「完全犯罪に利用されたマリコ!!」
- 香月誠一（香月法律事務所の弁護士） - 風間トオル
- 山崎冬美（香月法律事務所の弁護士） - 一戸奈美
- 香月小枝子（誠一の妻） - 園英子
- 高松毅一（検事） - 佐藤浩

### 新・科捜研の女 スペシャル（2008年）
スペシャル1「真夜中の大爆発！狙われた京都サミット!! SPがSPを射殺!? 疑惑のテロリスト銃撃戦…監禁されたマリコ」
- 久保望（京都府警警備第四課 警備隊員） - 黒谷友香
- 小田島裕也（京都府警警備第四課 警備隊長） - 鶴見辰吾
- 南純一（京都府警警備第四課 警備隊員） - 載寧龍二
- 鵜飼直道（京都府警警備第四課 警備隊員） - 横山一敏
- 火岡徹（「京都イースタンホテル」従業員） - 赤塚篤紀
- 青柳裕二（銃・爆弾の売人） - 吉田輝生
- 風見陽子（クラブホステス） - 渋谷めぐみ

### 新・科捜研の女4 season8（2008年）
第1話「盗聴された殺人現場！危険な声紋鑑定!!」
- 新谷正明（「ホテルセントノーム京都」マネージャー） - 四方堂亘
- 丸川厚子（「ホテルセントノーム京都」宿泊客） - 佐藤仁美
- 辰巳勝（盗聴犯） - 加藤虎ノ介
- 岸哲弘（「ホテルセントノーム京都」ボーイ） - 柴田善行

第2話「消えた現金輸送車！空白の2分40秒の謎!!」
- 藤田恒夫（三宅警備保障 警備員） - 高橋長英
- 三宅輝義（三宅警備保障 社長） - 田山涼成
- 山本達也（三宅警備保障 警備員） - 菊池隆則
- 木内猛（暴力団準構成員） - 奥深山新

第3話「科学捜査VS心理捜査！第三の犯行の秘密!!」
- 田淵一樹（警察庁犯罪情報分析官） - 相島一之
- 新井信子（稜安女子学園 生物教師） - 原千晶
- 椎名康晴（「近畿コピーリース」テクニカルエンジニア） - 小沢日出晴
- 森村遥（アルバイト店員） - 田口寛子
- 佐藤瞳（会社員） - 藤岡麻美
- 椎名麻沙子（康晴の妻・主婦） - 三田あいり

第4話「脳指紋は語る！7年前に見た殺人現場!!」
- 星野亮輔（7年間昏睡状態の男・京朋電機 元社員） - 柏原収史
- 柴本夏美（京朋電機 社員・星野の元婚約者） - 遊井亮子
- 永井由紀枝（ブティック「TORNADO MART WORLD」元店員・失踪中） - 金子さやか
- 中川智子（「TORNADO MART WORLD」店員） - 松井涼子
- 寺山ひとみ（主婦） - 岡田理江
- 小松香織（「TORNADO MART WORLD」店員） - 入野佳子
- 永井民子（由紀枝の母） - 前川恵美子

第5話「7年前の白骨死体！結婚指輪が語る過去!!」
- 牧原幸一（前科者） - 山中聡
- 八木修（無職） - 柴田裕司（S15第8話にも回想で出演）
- 武田恵子（「エミーシステム」元社員・故人） - 潮田由香里

第6話「狙われたマリコ！忍び寄る爆弾魔の影!!」
- 青木昌良（無職） - 水橋研二
- 上条温子（主婦） - 浜丘麻矢
- 水島玲子（主婦） - 吉岡麻由子

第7話「もう一つのDNA鑑定！誘拐犯VS警察犬」
- 青枝智子（白川事務機 社員・インスリノーマ患者） - 井村空美
- 青枝由紀子（智子の母） - 東山明美
- 塚本渡（フリーター） - 高野八誠
- 藤島直希（白川事務機 社員） - 白井圭太
- 青枝高志（智子の父・故人） - 西山清孝

第8話「執念の繊維鑑定！遺品に隠された母子愛!!」
- 折口昭子（謙人の母） - 角替和枝
- 沢渡やすえ（独居老女） - 吉村実子
- 折口謙人（派遣社員） - 笠原秀幸
- 今岡仁志（京洛電機 社長） - 石田登星
- 戸松伸彦（ネットカフェ店長） - 六角慎司
- 藤森亘（ネットカフェ店員） - 佐藤佑介
- 松岡直也（西陣病院 医師） - 浅田祐二

最終話「マリコ殉職!? 葬られた弾道鑑定!! マリコ、科学者の誇りをかけた最後の鑑定!!」
- 鳴海亮（京都府警薬物対策課 巡査部長） - 保阪尚希
- 原秀実（京都府警薬物対策課 課長） - 大高洋夫
- 安堂由紀夫（京都府警薬物対策課 刑事） - 戸次重幸
- 杉崎幸太（京都府警察 刑事） - 井之上チャル
- 松田和久（麻薬の売人） - 柳沼周平
- 山内裕也（ラーメン屋「開花」住み込み店員） - 本山力
- 鈴木政夫（ラーメン屋「開花」店主） - 木村康志
- 鈴木良子（政夫の妻） - 牧田和子
- 渡辺（前科者） - 金子栄章

### 科捜研の女 season9（2009年）
第1話「20年目の殺人連鎖！なぜ私たちが狙われる 姿なき脅迫者!! 椎茸菌DNAの謎!? 最新の科学鑑定、逆転の結末」
- 月館純（京都菌学研究所の研究員） - 京野ことみ（中学生：吉岡茉祐）
- 吾孫子隆（京都菌学研究所の研究員） - 篠井英介
- 玉木良一（共進出版 大阪本社社長） - 坂上忍（高校生：林聖也）
- 八木下直希（共進出版 大阪本社財務部長） - 吉見一豊
- 番勝好（共進出版 名古屋支店長） - 三谷六九
- 猿渡裕二（KS探偵事務所の調査員・元大阪府警捜査一課 刑事） - 金井良信
- 藤井百合子（共進出版 東京支店長） - 羽田圭子
- 五代仁（共進出版 神戸支店長） - 浅田祐二
- 緑川篤志（共進出版 京都支店長） - 藤枝政巳
- 福山（「京洛ホテル」フロント） - いわすとおる
- 笹見麻衣（共進出版 京都支店社員） - 平井三智栄

第2話「欠けた指紋！飛沫血痕に隠された秘密!!」
- 枝島多美子（洋菓子店「パティスリー ドゥ タミー」オーナー） - 秋本奈緒美
- 水野義彦（会社員） - 長谷川朝晴
- 野上保（暴力団「菅沼組」構成員） - 入江毅
- 水野悠（義彦の息子） - 仲野孝輝

第3話「非情の鑑定結果！殺人犯になった親友」
- 本多誠（ネクスト電工二条支店 元社員・乾健児の小学校時代の友人） - 松田悟志（小学生：米澤侑志）
- 田島雄司（木材工場「京都田島」経営者） - 伊嵜充則
- 片山則彦（ネクスト電工二条支店 社員） - 福井博章
- 本多節子（誠の母） - ひろみどり
- 磯辺明子（振り込め詐欺被害者） - 和泉敬子
- 桐谷保（振り込め詐欺犯） - 南誉士広

第4話「告発された司法解剖！追いつめられた女医」
- 城戸崎勝（元区役所職員） - 勝野洋
- 城戸崎剛（勝と明子の息子・元派遣社員） - 内野謙太
- 城戸崎明子（勝の妻） - 森畑結美子
- 児玉明雄（洛北医科大学・医学部長） - 西園寺章雄

第5話「二度狙われた少女！W誘拐に隠された謎」
- 中村光一（木幡運輸 運転手・琴音の父） - 浅野和之
- 宇津木貴史（宇津木法律事務所の弁護士） - 飯田基祐
- 宇津木瞳（貴史の妻） - 舟木幸
- 樽見渉（無職・誘拐犯） - 恒松勇輝
- 宇津木莉子（子役タレント・貴史と瞳の娘） - 桝岡明
- 中村琴音（バレリーナ志望・故人） - 福井美都

第6話「骨董品殺人！京都〜東京、不在証明の罠」
- 鳴澤栄一（古美術「京洛堂」主人） - 竜雷太
- 和泉理子（鳴澤の弟子） - いとうあいこ
- 藤木徳太郎（骨董の収集家） - 笹木俊志
- 中島（鳴澤の客） - 田井克幸
- 木元（銀座歴史美術館 館長） - 峰蘭太郎
- 下田良三（銀座歴史美術館 学芸員） - 伊庭剛

第7話「疑惑の被害者！四つの名前を持つ男の謎」
- 森川和弘（ホームレス） - 田村亮
- 森川慧（FLOWER SHOP「ヴェール」店員） - 黒川芽以
- テツ（ホームレス） - 佐藤正宏
- 大助（ホームレス） - ジジ・ぶぅ
- 小野寺（スポーツジム「スポーツプラザエース」受付） - 大石彩未
- 高山信夫 - 西山清孝
- 五十嵐健二（ヤマコシデパート 従業員〈チーズ売り場担当〉） - 床尾賢一
- 滝沢（市岡書房 雑誌編集長・佐久間誠の友人） - 細川純一
- 野崎（ホテルベストアーバン 従業員） - 山本辰彦
- 瀬田義明（ヤマコシデパート 従業員〈エスニック料理「サパロット」担当〉） - 山本道俊
- 吉岡良平（FLOWER SHOP「ヴェール」店主・慧の婚約者） - 鎌森良平

第8話「もう一人の容疑者！呪われた映画の秘密」
- 橋本悦子（ギフトショップ「honey」店員/元子役・南條すず） - 前田愛
- 小宮山健吾（西京撮影所 照明係） - 六平直政
- 磯村康平（映画監督） - 石田太郎
- 荻原佳代子（芸能プロダクション「オフィス荻原」社長・南条すずの元マネージャー） - 筒井真理子
- 青山ユリエ（女優） - 吉井怜
- 時任由美（女優） - 三津谷葉子
- 後藤勝臣（映画プロデューサー） - 谷口高史
- 水原さつき（女優） - 藤井ゆきよ
- 斉藤和代（ギフトショップ「honey」店長） - 紅萬子
- 久保真（映画助監督） - 岡嶋秀昭
- 南条すず（18年前の子役） - 古和咲紀
- 橋本里奈（悦子の娘） - 古和咲紀（二役）

第9話「立て籠り事件の死角！銃を奪われた警察官」
- 東貴昭（京都府警察 機動隊員） - 井坂俊哉
- 門倉修三（「三井ガーデンホテル」401号室の宿泊客） - 立川三貴
- 山下徹（京都府警察 機動隊長） - 日野陽仁
- 三好裕子（門倉の内縁の女性） - 松永京子
- 久野学（金竜会系二見組構成員） - 奥深山新
- 長谷川進（警察官） - 空田浩志
- 神田（久野が立てこもった家の住人） - 三浦憲世
- 神田（久野が立てこもった家の住人） - 小畠徳子
- 東弘美（貴昭の妹） - 酒井美紀

最終話「泣いた死体!? 目の中に残されたDNA」
- 川瀬春奈（劇団「東山小劇場」女優） - 野波麻帆
- 坂東雄一（劇団「東山小劇場」スポンサー） - 土屋裕一
- 藤吉友美（派遣社員） - 岡あゆみ
- 保坂志保（みやこ物産 社員） - 多田実喜

### 科捜研の女 スペシャル（2010年）
スペシャル2「恐怖の200メートル狙撃 疑惑の体内弾道!? 矛盾する発射タイミング!! 京都〜小豆島、逃げる女VS迫る狙撃者の謎」
- 橘沙希江（大洋明和銀行システム課 行員） - 清水美沙
- 笹本祐二（元自衛隊員） - 金子賢
- 梶間ゆき（梶間法律事務所の弁護士） - 黒田福美
- 浅尾孝則（京都府警捜査一課 巡査） - 須田邦裕
- 前田勉（不動産会社社員） - 辻村綾二
- 市川治 - 鎌森良平
- 白井亜由美（沙希江の娘） - 中澤美佳
- 相原辰巳（二条院大学 文書鑑定士・科警研に研修中の日野和正の代役） - 西村雅彦

### 科捜研の女 season10（2010年）
第1話「狙われた科捜研！残された指紋 容疑者にされた研究員 DNAの罠！仕組まれた誤認逮捕!! 接点なき二つの殺人」
- 尾形絵利（京都日報京都府警記者クラブの記者） - 岩崎ひろみ（10歳：田中千遥）
- 脇田則人（元科捜研試験受験者） - 浅利陽介
- 館山明夫（ダフ屋・前科者） - 大柴隼人
- 木下麗奈（館山の愛人） - 山内明日
- 斎藤敬司（京南銀行洛西支店 行員・山瀬の元部下） - 西園寺章雄
- 平木文江（スーパーの社員） - 園英子
- 山瀬敏弘（京南銀行洛西支店 元行員） - 細川純一
- 山瀬典子（敏弘の妻） - 前川恵美子
- 山瀬秀雄（敏弘と典子の息子） - 鎌森良平
- 植村三枝子（治信の妻） - 髙野由味子
- 植村治信（京南銀行洛西支店 元行員・故人） - 山根誠示
- 堀内轍也（故人） - 木村昌栄

第2話「多すぎる殺人容疑者 口唇紋と指紋の秘密」
- 福元政子（団地の町会役員） - 藤田弓子
- 植田栄子（パチンコ店パート兼スナックのホステス・シングルマザー・団地の町会役員） - 高橋かおり
- 吉野美鈴（主婦・団地の町会役員） - 長谷川真弓
- 潮谷友佳（タップ英会話教室 生徒） - 真瀬樹里
- 岩井良樹（タップ英会話教室 講師） - 八幡朋昭
- 広川理奈（主婦・団地の町会役員） - 竹中里美
- 田中 - 下元年世
- 植田玲央（栄子の息子） - 後藤聡

第3話「部分指紋の告発！京都〜若狭湾、空白の2時間30分!!」
- 藤倉亘（清水焼「藤倉窯」主人・朋美の再婚相手） - 清水昭博
- 鈴木若菜（「CLUB KANON」キャバクラ嬢・本名「岸田優子」） - 秋山奈々（10歳：吉田葵依）
- 宮下恭祐（宮下不動産 社長） - 柴田善行
- 小松大洋（清水焼「小松工房」主人） - 宇仁菅真
- 岸田朋美（優子の母・故人） - 茂中瑛子
- 佐々木（佐々木酒造 社長） - 川鶴晃裕
- 安井晃（たこ焼工房「Sea&Sun」主人） - 岸本康太
- 原西政隆（「CLUB KANON」店長） - 山本道俊
- 舞（「CLUB KANON」キャバクラ嬢） - 石田美希
- 明日香（「CLUB KANON」キャバクラ嬢・若菜のルームメイト） - 加藤千果

第4話「刑事の闇！歩行分析が暴いた殺意の謎!?」
- 沢郁夫（京都府警捜査一課 巡査部長・1か月後に定年） - 古谷一行
- 武田凛子（武田修一の娘） - 小島可奈子
- 三河紀子（真治の妻） - 押谷かおり
- 塚原勲（広域暴力団「勢田沼興行」社員・前科者） - 木下通博
- 三河真治（無職） - 山田永二

第5話「過去から来た殺人者 残されたDNAの謎」
- 日下部真治（京都国際大学 学生） - 森廉
- 直島司（京都国際大学 学生） - 小谷幸弘
- 松岡裕太（京都国際大学 2年生・レストラン経営者の息子） - 岡田翔太
- 芹沢奈央（白河女子大学 3年生） - 田中良子
- 小原哲也（元高校教師・故人） - 野々村仁
- 日下部和子（真治の母） - 鈴川法子
- 島崎拓海（模倣犯） - 東山龍平
- 吹田守（評論家） - 西村匡生
- 茨木美咲（ジャーナリスト） - 石井亜可理
- 今村尚之（小原殺害の容疑者〈当時高校生〉） - 柄本時生

第6話「疑惑の遺体解剖！遺された皮膚片の秘密」
- 本間茂則（洛北医科大学 教授・風丘早月の恩師） - 平田満
- 須藤玲子（オムニ食品 主任研究員・歩美の母） - 未來貴子
- 小山内佳奈（初芝リース 社員） - 山田麻衣子
- 今井健人（歩美の同棲相手） - 波岡一喜
- 須藤歩美（初芝リース 社員） - 池田愛
- 楠田治子（マンションのオーナー） - 山口詩史
- 峯田良雄（本間の助手） - 堀田貴裕
- 杉村（初芝リース 課長） - 西山清孝

第7話「科捜研vs絵画修復家 消された微細証拠!!」
- 橘一夫（たちばな修復工房 主人・関西美術大学 卒業生） - 杉本哲太
- 安芸津治（画家・関西美術大学 卒業生） - 今井朋彦
- 安芸津紗江子（治の妻） - 久世星佳
- 飯田真紀（橘と安芸津治の同級生・20年前失踪） - 林樹璃
- 高橋（吉川写真舘 店主） - 櫻井忍

第8話「もうひとつの殺人！残り香を探す女の謎」
- 永田昭典（草木染「永田工房」主人） - 升毅
- 永田佳和（「永田工房」職人・昭典の息子） - 三浦力
- 魚住笙子（美術大学の聴講生・京都洛愛総合病院 元入院患者） - 遠野あすか
- 寺尾隆文（寺尾香木 店主） - 瑞木健太郎
- 工藤仁（京都洛愛総合病院 眼科医） - 峰蘭太郎
- 望月譲（不良グループ「アスタリスク」元リーダー・故人） - 原田孝司

第9話「生物学者vsマリコ！幻の花に潜む殺意!!」
- 西尾晴彦（生物学者） - 佐野史郎
- 大和田芳正（洛南コーポレーション 常務） - 松澤一之
- 黒沢庄一（農家） - 芝本正
- 三田村健（上賀茂植物公園 職員） - 国木田かっぱ
- 竹地国男（洛南コーポレーション 社長） - 伊庭剛
- 飯倉武（雑誌記者） - 床尾賢一
- 小林（洛南コーポレーション 幹部） - 下元佳好
- 山口翼（上賀茂植物公園生き物教室の少年） - 大八木凱斗

最終話「予告された連続殺人 刑務所の中からの告発 無実の人間が殺される 京都の街を殺意で結ぶ五本線の罠」
- 大橋明成（大津刑務所の服役囚・ビストロオオハシ 元社長） - 三田村邦彦
- 御木本郁夫（御木本法律事務所の弁護士） - 尾美としのり
- 浅羽史明（事務機器「ウエダ」社員・大橋と美恵の息子） - 矢崎広（中学生：原昂希）
- 浅羽奈美（史明の妹） - 森カンナ（幼少期：野田琴乃）
- 汐田富弘（内装業・故人） - 太田雅之
- 倉持広美（事務機器「ウエダ」派遣社員・史明の元交際相手） - 坂本真衣
- 湯沢敏也（コンビニ店員） - 恒松勇輝
- 浅羽美恵（大橋の元妻） - 烏丸せつこ

### 科捜研の女 スペシャル（2011年）
スペシャル3「狙われた大型客船！姿なきテロリストの罠奇妙な航路、不規則な数字の謎!? 音カメラが暴く迷走路」
- 有村啓子（修司の娘） - 田畑智子
- 今井守（船戸土建 主任） - 窪塚俊介
- 美濃部悟（船戸土建 所長） - 斎藤洋介
- 岡武敏（帯河島建設 部長） - 中西良太
- 水田信二（帯河島建設 部長） - 阿南健治
- 岸田康弘（船戸土建 発破技師） - 酒井敏也
- 井上省三（津ヶ崎市役所 都市整備局長） - 藤田宗久
- 早乙女悦子（生花店「Le Garcon」店員・啓子の友人） - 平井三智栄
- 三田早苗 - 潮田由香里
- 有村修司（津ヶ崎市役所 都市整備局 元職員・故人） - 稲田龍雄

### 科捜研の女 season11（2011年 - 2012年）
第1話「法務省から来た女！疑惑の検事！隠された銃弾の秘密!! 京都〜奈良を結ぶ冤罪の罠!?」
- 梅原真樹（法務省刑事局の検事） - 菊川怜
- 迫田肇（大石酒造 期間従業員） - 田中要次
- 宮内美津保（勉の妹） - 木下あゆ美
- 宮内勉（元奈良県警組織犯罪対策第一課 刑事） - 神野崇
- 辻村美香（元女子高生・故人） - 西尾瑠衣
- 沼尻洋二（元奈良県警 巡査部長・故人） - 幸世
- 林幸一（元暴力団構成員・死刑囚） - 城明男
- 東明美（アズマ美容外科 院長） - 沙月梨乃
- 吉村佳織（アズマ美容外科 看護師） - 加藤千果

第2話「山肌に残された香り！奇妙な転落死体の謎!!」
- 畑山孝明（辰巳の第一秘書） - 本田博太郎
- 辰巳哲夫（国会議員） - 春田純一
- 畑山隆二（孝明の息子） - 森田直幸
- 河村登（辰巳の第二秘書） - 伊庭剛
- 窪田昭信（フリージャーナリスト） - 小西康久

第3話「疑惑の騎馬警官！京都〜パリを結ぶ殺意」
- 瀬田歩美（京都府警察 平安騎馬隊隊員） - 佐藤藍子
- 宮内（京都府警察 平安騎馬隊隊長） - 笹野高史
- 山岸史朗（フリースクール青葉 主催者） - 志村東吾
- 多田大樹（装蹄師・大倉の弟子） - 鈴之助
- 大倉諒（敬と智子の息子） - 中島広稀
- 大倉智子（敬の妻） - 久野麻子
- 大倉敬（装蹄師・故人） - 西内荘
- 武豊（騎手） - 武豊（本人役）

第4話「能舞台に潜む殺意！白骨の傷に隠された破門の秘密!!」
- 久瀬荘俊（能楽「久瀬流」宗家） - 夏八木勲
- 久瀬荘治郎（荘俊の養子） - 平岳大
- 山根晴江（荘俊の元妻） - 銀粉蝶
- 久瀬荘一（荘俊と晴江の息子・8年前失踪） - タモト清嵐
- 高崎宏沖（古着店「Dude Ranch」店主） - 駿河太郎

第5話「試された絆！疑惑の狙撃者、矛盾する弾道の秘密!!」
- 井坂亮（京都府警組織犯罪対策課 刑事） - 海東健
- 田村香織（「Eventail」店員・圭吾の妻） - 東風万智子
- 吉岡和也（レストラン「Eventail」オーナー） - 小須田康人
- 田村圭吾（元暴力団「一澤会」組員） - 青木伸輔
- 田村玲奈（圭吾と香織の娘） - 荒田悠良

第6話「VS仏像修復師！偽装された傷痕、消えた凶器の秘密!!」
- 片岡匠栄（仏像修復師） - 佐藤B作
- 坂巻小春（昭次の妻） - 中原果南
- 磯村康男（片岡の弟子） - 遠藤要
- 金山修（金山骨董店 店主） - や乃えいじ
- 坂巻昭次（片岡の元弟子・故人） - 城土井大智

第7話「13年目の鑑定対決！科警研vs科捜研、偽造紙幣の死角」
- 五十畑収吾（科学警察研究所 法科学第四部情報科学第二研究室 室長） - 羽場裕一
- 前田貴史（博多塗料商品開発部 社員） - 上杉祥三
- 柴崎修（科学警察研究所 法科学第四部 研究員） - 眞島秀和
- 飯沼佐喜夫（無職・二条和紙の元紙漉き職人） - 笹木俊志
- 渡部智治（特殊印刷技師） - 石川栄二
- 安藤紀子（阪南科学 社員） - 中村彩実

第8話「隠された発火装置！連続放火、消された指紋の秘密!!」
- 高松由尊（弁護士） - 斉木しげる
- 高松史生（由尊の息子・英京大学 元学生） - 石垣佑磨
- 原口衿果（京都府警察 鑑識員・英京大学 元学生） - 鈴木亜美
- 東田誠人（ミュージシャン・ライブハウス店長・原口の従兄弟） - 浜口望海

第9話「警察犬vsDNA鑑定 アリバイ崩しの誤算」
- 神林彩（嘱託警察犬指導員・嘱託警察犬「ハナ」担当） - 森田彩華
- 梓麻衣（大輔の婚約者） - 小野真弓
- 金田陽一（「京営急便」アルバイト） - 松尾諭
- 岩谷修司（「ホテル五条苑」皿洗いアルバイト） - 宮崎吐夢
- 沢村美智子（大輔の母） - 和泉敬子
- 沢村大輔（麻衣の婚約者） - 真鍋拓

第10話「10年目の殺人脅迫状復讐の葬儀！暴かれた最期の罠!!」
- 麻生慶一（洛南工科大学 元准教授） - 村田雄浩
- 神崎早季子（英雄の妻） - 笛木優子
- 倉田保則（英雄の第一助手） - 木内義一
- 葉山恵（英雄の第二助手） - 宮嶋麻衣
- 神崎英雄（洛南工科大学 工学部高機能ガラス研究科 教授） - 入江毅

第11話「連続殺人鬼、空白の10年の謎！禁じられた科学鑑定」
- 倉石信貴（関西理科大学 高分子素材研究センター 主任研究員） - 梨本謙次郎
- 山平隆志（特撮装美製作所 元社員） - 滝藤賢一
- 西窪幸雄（東陽新聞社の記者） - 西村匡生
- 奥原幹彦（住宅総合メーカー課長） - 山田永二

第12話「消えた死体！ポリグラフ検査の罠!! DNA鑑定の死角」
- 竹井静子（運送会社事務員・シェアハウス「下鴨ハウス」入居者） - 北川弘美
- 富永加代（ドレスデザイナー・「下鴨ハウス」入居者） - 佐藤めぐみ
- 鳥谷亜沙子（「下鴨ハウス」元入居者） - 吉田羊
- 鳥谷壮太（亜沙子の元夫） - 伊東貴明
- 押田珠美（劇団員・「下鴨ハウス」入居者） - 岡田茉奈
- 加藤達郎（文具店「ペンギャラリーカトウ」店主・珠美の実父） - 南条好輝
- 上原美帆（「下鴨ハウス」入居者） - 井上和香

第13話「流された遺体！疑惑の音楽家、楽譜の筆跡が暴く愛憎」
- 辻沢紘一（ヴァイオリニスト・アメリカヤ楽器店 店主） - 鈴木一真
- 滝井咲子（美月の養母） - いとうまい子
- 滝井毅（洋菓子店「パティスリー クロッシュ」店主・美月の養父） - 冨家規政
- 久保由加里（近畿東刑務所の元刑務官） - 川俣しのぶ
- 小島涼子（美月の実母・咲子の妹・故人） - 松本蘭
- 滝井美月（辻沢の音楽教室の生徒・上院中学校 生徒） - 村田可梨

第14話「京都老舗殺人事件！味の鑑定…和菓子職人vs科捜研!!」
- 村上洋治（老舗和菓子店「懐中屋」専務） - 岡田義徳
- 笹井幸造（懐中屋 社長） - 栗塚旭
- 東尾（茶道家元） - 瀬川菊之丞
- 笹井ゆり子（幸造の娘） - 珠子

第15話「マリコ最後の事件へ VS過去から来た爆弾魔 海から遠い海水成分」、最終話「マリコ最後の鑑定！利用された誘拐事件!! 捨てられた発信機…身代金の罠!!」
- 崎本菜津美（善彦の娘） - 谷村美月（幼少期：坂口苺〈最終話のみ〉）
- 茅野孝英（カヤノフードコーポレーション 社長） - 橋爪淳
- 堀江誠一（無職・京南大学理学部中退） - 石井真司（第15話のみ）
- 茅野瑞子（英京大学 学生・孝英の娘） - 早織（最終話のみ）（幼少期：米田理智）
- 諸角博人（カヤノフードコーポレーション 元社員） - 橋田雄一郎（最終話のみ）
- 崎本善彦（崎本ファーム 元社長・故人） - 浅田祐二（最終話のみ）

### 科捜研の女 season12（2013年）
第1話「疑惑の銃撃戦！立てこもり事件の謎!? 矛盾する弾道、接点なき共犯者の罠！顔＋歩容認証が暴く真実!! エリート管理官に潜む闇…」
- 鷲頭新（京都府警銃器対策部隊 第一小隊長） - 蟹江一平
- 郷田一蔵（京都府警警備部長） - 高杉亘
- 東勇司（京阪メンテナンス 社員） - 柳下大
- 小島弥生（スマート出版 編集者） - 松尾れい子
- 吉井孝子（ゾーン調査事務所 代表） - 大寶智子
- 松井徳太郎（オールブレイン債権回収代理人・弁護士） - エド山口
- 藤井信弘（京都府警銃器対策部隊 隊員） - 辻本一樹
- 鶴巻治（京都府警銃器対策部隊 隊員） - 圷真樹
- 伊藤省吾（京阪メンテナンス 社員） - 青木崚
- 湯川達明（オールブレイン 社長） - 柴田善行
- 芦田直人（オールブレイン 前社長） - 関秀人

第2話「枯山水殺人！作られた密室、描き直した紋様の秘密…」
- 布施秋霜（小説家・壁谷の幼馴染） - 長谷川初範
- 布施美凪（秋霜の妻） - 渡辺梓
- 壁谷多聞（壁谷造園作庭家） - 伊藤洋三郎
- 牧本圭一（こうにち出版 編集者・秋霜の担当者） - 草野康太
- 有田弘道（壁谷の弟子） - 阿部薫
- 布施友卯子（秋霜と美凪の娘・故人） - 西口莉乙加

第3話「夜祭の凶弾！疑惑のともし火、母娘に隠された罠…」
- 島谷智美（島谷行灯職人・裕人の妻） - 三浦理恵子
- 島谷栄子（裕人の母） - 左時枝
- 磯貝信二（違法拳銃改造犯） - 渋谷謙人
- 島谷裕人（「スプレー路上暴行事件」被害者・故人） - 増田広司
- 森雄太（「スプレー路上暴行事件」加害者） - 康誠孝
- 高山篤（「スプレー路上暴行事件」加害者） - 伊藤尚輝
- 木村一樹（「スプレー路上暴行事件」加害者） - 吉田龍一

第4話「疑惑の白骨死体！残された押収拳銃の謎」、第5話「殉職刑事が残した謎 血液指紋の告発…」
- 江原幸三（京都府警左京西警察署刑事課 課長） - 隆大介
- 成尾優也（洛北メンテナンス 社員・元京都府警左京西警察署刑事課組織犯罪対策係・権藤克利の警察学校の同期） - 田中幸太朗
- 成尾蒼（優也の妹） - 山谷花純
- 北野佳恵（児童養護施設「心風園」園長） - 高林由紀子
- 荻村武史（洛北メンテナンス 社長） - 東根作寿英
- 千倉仁（洛北メンテナンス マイクロバス運転手） - 横山一敏
- 吉岡繁信（洛北メンテナンス 清掃員・4年前失踪） - 上野秀年
- 園原正之（指定暴力団「黒洋連合会」会長） - 小峰隆司（第5話のみ）
- 石岡慎一（警視庁刑事部長） - 北村明男（第5話のみ）

第6話「謎の転落死体！不可解な落下地点!! 疑惑の花嫁、偽りの家族愛」
- 川崎京子（生花店店員） - 遠藤久美子（少女期：原本歌月）
- 川崎雄二（金属加工工場従業員・京子の弟） - 倉貫匡弘（少年期：伊賀亮）
- 葉山明日美（みやこブライダル 従業員） - 藤田瞳子
- 菅原昭彦（リストランテ美郷 店主・京子の元交際相手） - 天野浩成
- 田端康弘（呉服店店主・京子の婚約者） - 木内義一

第7話「警察犬の死角！消えたロック歌手、途切れた臭いの罠」
- 関口楓（京都府警鑑識課の警察犬「ラッシュ」を担当・元少年課の警察官） - 吉井怜
- 沢村恭一（ロックバンド「Forte」ヴォーカル） - 伊藤陽佑
- 永崎未紗（「Forte」ギター） - 松本若菜
- 星野徹（「Forte」ドラム） - 柴木丈瑠
- 高橋英哉（「Forte」ベース） - 伊藤毅
- 阿部晴彦（ライヴハウス「Vajra Kyoto」店長） - 本山力
- 小野寺武（「Forte」のファン・フリーター） - 吉野智貴

第8話「疑惑の女たち！奇妙な溺死体、不可思議な海水の秘密」
- 深堀夏子（京都水族館のドルフィントレーナー） - 杉本有美（8歳：花田鼓）
- 葛西美里（保彦の妻） - 菊池麻衣子
- 安藤円佳（京都理科大学 水産学科 准教授） - 春木みさよ
- 野村譲（京都理科大学 水産学科 研究員） - 橋爪遼
- 葛西保彦（洛南証券東山支店 営業部社員） - 比留間由哲
- 葛西優奈（保彦と美里の娘） - 荒田悠良
- 浜田（小料理「京・浜ふく」店主） - 江藤漢斉
- 深堀（夏子の母・故人） - 今野麻美
- 深堀（夏子の父） - 浜口望海
- 坂本（京都水族館のドルフィントレーナー） - 大久保ともゆき

最終話「罠に堕ちた管理官！色彩認証が暴く殺意」
- 野添亮司（真由美の父） - 矢崎滋
- 近藤雅史（真由美の上司） - 奥田達士
- 前原修（二条院大学附属病院 医師） - 阪田マサノブ
- 群侍利信（警視庁上野毛警察署刑事課 巡査部長） - 小西康久（S12第5話）
- 野添真由美（「上野毛ストーカー殺人事件」被害者・故人） - 中村彩実（S12第5話）
- 野添静（真由美の母） - 前川恵美子

### 科捜研の女 season13（2013年 - 2014年）
第1話「殺人者からの挑戦状告発された鑑定ミス！鑑識課長に潜む闇…」、第2話「20年目の罠！誘拐された真犯人!! 爆死まで5秒、起爆装置の謎」
- 鷹城京介（鷹城科学鑑定ラボラトリー 代表） - 宅麻伸（S13第7話）
- 篠塚秀実（フラワーガーデンしのづか 経営者・元奈良県警科学捜査研究所 法医研究員） - 手塚理美
- 川寺治彦（レストラン経営者・本名「綿瀬修」） - 木下ほうか（S13第7話にも回想で出演）
- 石橋孝作（奈良県警察本部 刑事） - 渋谷哲平
- 梁瀬幹夫（弁護士・郁子の夫） - 関秀人（第1話のみ）
- 甲野弘之（前科者） - 山本康平
- 川寺秋江（治彦の妻） - 園英子
- 梁瀬郁子（秀実の妹） - 井上紀子（第1話のみ）
- 森脇治美（鷹城科学鑑定ラボラトリー 研究員） - 朱花（S13第7話）
- 宮口景子（20年前の強盗殺人事件被害者・故人） - 松島紫代（第2話のみ）

第3話「狙われた観光名所！科捜研vsサイバー犯罪 疑惑の合成写真!!」
- 園田大（京都府警察サイバー犯罪対策課 捜査員） - 神尾佑
- 畠中泰彦（京都ジョークニュース 創刊者・京極大学 写真サークルOB） - 辻本祐樹
- 笠木修介（京極大学 写真サークル部員） - 吉村卓也
- 山瀬真男（京極大学 写真サークル部員） - 西洋亮
- 西森成章（京都日報社会部の記者） - 西村匡生

第4話「京版画殺人！破門された男vs恋人を捨てた女!! 連続殺人を結ぶ雲母の秘密！」
- 長宮茜（京版画版元「藝榮堂」八代目当主） - 映美くらら
- 倉貫稔（京版画彫師） - 岡田浩暉
- 三輪圭祐（衣料品店「TROIS CERCLES」オーナー・藝榮堂七代目当主の息子） - 湯江健幸
- 水川悟一（「藝榮堂」経理担当） - 市川勇
- 小沢美咲（「TROIS CERCLES」店員・三輪の婚約者） - かでなれおん
- 高石真美子（三輪の姉） - 押谷かおり

第5話「矛盾する鑑定！法医学vs化学!! 空白の15分 死亡時刻に潜む殺意」
- 飯村望（二条院大学病院 看護師・長治郎と房子の娘） - 平田薫
- 飯村房子（里の宮中学校 ボランティア教員・長治郎の妻） - 萩尾みどり
- 飯村長治郎（心臓疾患患者） - 倉石功
- 原美智子（二条院大学病院 看護師・長治郎の訪問看護担当） - 舟木幸
- 戸村渉（二条院大学病院 医師・長治郎の主治医） - 浅田祐二
- 婦警 - 潮田由香里

第6話「白骨を奪い合う女！妻vs愛人、復讐殺人の罠!! 殺された男が仕組んだ事故!?」
- 冴島理佐（京都洛北医科大学 再生医学研究室 教授） - いしのようこ
- 菅原雪奈（絵画教室講師・昌憲の妻） - 遊井亮子
- 三好晴彦（三好ボクシングジムのオーナー） - 本城丸裕
- 菅原昌憲（三好ボクシングジム所属のプロボクサー・失踪中） - 吉田晃太郎
- 蓮見章（三好ボクシングジム所属のプロボクサー） - 夛留見啓助

第7話「過去から来たテロリスト！獄中の鑑定対決 マリコvs殺人科学者」
- 海沼茂和（IT企業「テクノコメット」社長） - 戸井勝海
- 谷津勝成（尾藤の息子） - 戸谷公人
- 尾藤充（大阪理科大学理学部 元助手・故人） - 奥深山新

第8話「身勝手な証言者！放火犯を擁護する男の罠 25年目の真実！壊れた石地蔵の謎」
- 速水伸也（洛中ハウジング 社長） - 高橋和也（少年期：泉翔太）
- 泉川祥英（元慶山善遍寺 住職） - 佐川満男（S14第7話）
- 蔵前元宏（桜庭町住民の会 代表） - 佐藤蛾次郎（S14第7話）
- 村園サトル（大文字高等学校 陸上部部員） - 吉川史樹
- 岩本和歌子（桜庭町住民） - 紅萬子
- 三ノ輪裕二（桜庭町住民） - 谷口高史（S14第7話）
- 曽根光彦（大文字高等学校 陸上部顧問） - ドヰタイジ

第9話「転落死の闇！禁じられた検証実験!! 捜査情報を絶たれたマリコ」
- 飯塚忠則（京都府庁施設建造部 部長） - 春海四方
- 飯塚遥子（忠則の妻） - 宮内知美
- 山際嗣治（京都府庁施設建造部 職員） - 大久保ともゆき
- 野呂瀬公和（京都府議会議員） - いわすとおる

第10話「襲われた女医！盗まれた解剖遺体!! 奪われた二つの臓器の秘密」
- 寺田幸人（綾峰会検診センター 臨床検査技師） - 近藤公園
- 真壁聡美（ホステス） - 加藤千果
- 真壁（聡美の父） - 東康平
- 真壁（聡美の母） - まつむら眞弓
- ジュエリー・レゾン社長 - 奥井隆一

第11話「殺意のバイオリン！止められた演奏、見えない証拠!! 黄砂が暴く存在証明！」
- 伊東冴子（ヴァイオリニスト） - 黒坂真美
- 品田栄子（冴子のマネージャー） - 瀬奈じゅん（15歳：亀井理沙）
- 吉成匡彦（伊東夫妻の所属芸能事務所社長） - 斉藤陽一郎
- 伊東知也（作曲家・冴子の夫） - 加藤重樹
- 空き巣犯 - 井上久男
- 泉田圭舗（通り魔事件被告人） - 大久保幸治

第12話「フードライター殺人 残された乳酸菌の秘密 疑惑の数字、15437382が暴く殺意」
- 錦織綾音（フードライター） - 原田佳奈（高校生：中島瞳）
- 水沢香澄（すぐき農家・綾音の高校時代の同級生） - 小野真弓（高校生：大野風花）
- 亀谷操（京都ソイアカフェのオーナー・綾音の高校時代の同級生） - 白羽ゆり（高校生：大串有希）
- 星野恵美（星野味噌蔵 従業員・綾音の高校時代の同級生） - 久保田磨希（高校生：村山夏星）
- 水沢登代子（香澄の義母） - 三星登史子
- 水沢輝行（香澄の夫・綾音の元交際相手） - 安永稔
- 星野康正（恵美の夫） - 山中正樹

第13話「美人すぎる仲居殺人 残された灰の謎!? 広報警官の闇！漏洩した捜査情報!!」
- 紀沢武明（旅館「紀澤屋」社長） - 池内万作
- 篠原睦美（練香店「薫宝堂」店主） - 池津祥子
- 竹本勇（「紀澤屋」男衆） - 大河内浩
- 真嶋沙織（「紀澤屋」仲居） - 吉川まりあ
- 高西喜久子（「紀澤屋」仲居） - 林英世
- 真嶋（沙織の父） - 桑原良二

第14話「うどん屋爆発！矛盾する爆風、不自然な飛沫血痕!! 疑惑の自首、女店主の罠」
- 八木照子（うどん店「手打ちうどん 花」店主） - 田根楽子
- 向井真哉（鶴亀質店 社員） - 金井勇太
- 新川尚人（朱雀酒店 店主・鶴亀質店の客） - 村杉蝉之介
- 篠原貞春（鶴亀質店の客） - 結城市朗
- 青田宏志（鶴亀質店 副社長） - 山本道俊
- 保富章（鶴亀質店 社長） - 稲田龍雄
- 大槻（鶴亀質店 社員） - 野々村仁
- 八木健太（照子の息子・故人） - 長尾武龍

第15話「最終章〜偽装された火災!? 疑惑の焼死体…乱れた弾性繊維の秘密 禁じられた遺体解剖」、最終話「逆転の新事実！火災+転落死、偽装工作の罠!! ポリグラフ検査が負ける時…」
- 倉林宗次朗（「百合根荘」入居者） - 綿引勝彦
- 掘祐子（「百合根荘」オーナー） - 大河内奈々子
- 山路肇（「百合根荘」入居者） - 森下哲夫
- 石川鱒乃（「百合根荘」入居者） - 長内美那子
- 三島ツゲ子（「百合根荘」入居者） - 中里ひろみ
- 佐々本清子（「百合根荘」入居者） - 宮本毬子
- 阿部新司（京都府警千本警察署刑事課 刑事） - 山根誠示（第15話のみ）
- 南玲奈（京都府警千本警察署西陣倉辻交番 警察官・木島修平の同期） - 島居香奈（第15話のみ）

### 科捜研の女 スペシャル（2013年）
クリスマススペシャル（スペシャル4）「疑惑の観光タクシー…予告された転落事故！奇妙なタイヤ痕、飛沫血痕の罠!! 冤罪を生んだ鑑定ミス!? 父親に尋問されるマリコ！辞職を要求する元管理官！」
- 島地沙希（俊輔の妻） - 山崎直子
- 小松原幸雄（「小松原タクシー」社長） - 赤塚真人
- 岩井穂乃香（満の恋人・「タクシー転落事件」被害者） - 三津谷葉子
- 羽間琴音（満の妹） - 水崎綾女
- 羽間満（お好み焼「羽間屋」店主・「タクシー転落事件」被害者） - 永田彬
- 島地俊輔（「小松原タクシー」運転手・穂乃香の元交際相手） - 柴田善行
- 河野道子（「小松原タクシー」事務員） - 大林菜穂子
- 今西（交通課の警察官） - 平岡秀幸
- 小林洋行（「小松原タクシー」運転手） - 床尾賢一

### 科捜研の女 season14（2014年）
第1話「カリスマ奪還計画」、第2話「惨劇の法廷」
- 渋沢冬水（嵯峨根田の弁護人） - 田中美里（少女期：守殿愛生〈第2話のみ〉）
- 嵯峨根田輝（サガネダシステム 代表・本名「徳本弘之」） - 中村育二
- 野間春樹（サガネダシステム会員） - 木ノ本嶺浩（少年期：高橋幸聖）
- 成田幸也（サガネダシステム 上級幹部） - 本宮泰風
- 矢長克也（京都北拘置所 看守） - 諏訪太朗
- 石場秀夫（成田の部下） - 山本道俊
- 中室孝治（成田の部下） - 奥深山新
- 広瀬則文（化学製品工場の元社員・成田の闇金融時代の元部下） - 櫻井忍

第3話「祇園日本髪殺人事件」
- 田宮柚子（田宮美容室の美容師・元舞妓） - 宮本真希
- 田宮佐智（田宮美容室 店主・慶介の母） - 二宮さよ子
- 田宮慶介（京土建設 土木作業員・柚子の夫・自転車事故加害者） - 須賀貴匡
- 岸本伸司（ラーメン「きしもと」店主） - 六角慎司
- 畠山美晴（ビーズアクセサリー教室講師・自転車事故被害者） - 西村亜矢子

第4話「殺人ゴミ屋敷」
- 長岡雅（洛南市社会福祉協議会CSW） - 安達祐実
- 荻島重夫（荻島畳店 店主） - 有薗芳記
- 早川涼子（ゴミ屋敷住人） - 末永遥
- 島村光子（ミネの娘） - 春やすこ
- 柏木章江（長屋の近隣住民） - 町野あかり
- 秦野真治（長岡の上司） - 浅田祐二
- 滝田育代（長屋大家） - 朝井千景
- 島村ミネ（特異行方不明者） - 稲垣陽子

第5話「国会議員と警察犬」
- 長谷部伸弥（衆議院議員） - 河相我聞
- 塚原治（土地の仲介業者） - 河相我聞
- 沼田幸三（長谷部の秘書） - 大谷亮介
- 内村正（京都市役所 土木局局長） - 小宮孝泰
- 谷口健一（全島建設滋賀事業所 所長） - 入江毅

第6話「天才科学者に挑戦」
- 新村辰希（京都総合大学工学部 高崎研究室 准教授・相馬涼の大学時代の同期） - 忍成修吾
- 高崎悦郎（京都総合大学工学部 高崎研究室 教授） - 井上高志
- 野添千尋（京都総合大学工学部 高崎研究室 博士研究員） - 大家由祐子
- 浦西修一（洛南テクノロジー 研究員） - や乃えいじ

第7話「失われた一週間」
- 矢口秀一郎（会社員・解離性遁走発症者） - 賀集利樹
- 森原俊夫（秀一郎と朋子の元アルバイト仲間） - 浜田学
- 久世寿美子（善遍寺 檀家） - 山田スミ子
- 矢口朋子（秀一郎の妻） - 桜田聖子
- マサ（ホームレス） - 本山力
- 矢口翔太（秀一郎と朋子の息子） - 小久保颯吾

第8話「疑惑の解剖ドクター」、最終話「白昼の殺人雨」
- 真木洋介（京都医科歯科大学 移植医療研究班 研究員） - 松田洋治
- 戸塚明良（京都日報社会部の記者） - 井上久男（第8話のみ。S14第5話）
- 土浦裕子（シアン中毒者・二条院大学 理学部環境学科 准教授） - まつむら眞弓（第8話のみ）
- 宮野静江（シアン中毒者・主婦） - 中谷由香（第8話のみ）
- 村野幸作（心臓疾患患者・無職） - 小峰隆司（第8話のみ）
- 大田玲二（シアン中毒者・会社員） - 井上剛（第8話のみ）
- 川島香音（シアン中毒者・心臓疾患患者・アルバイト） - 平野詩穂（第8話のみ）
- 松本幸利（事件リポーター） - 藤本幸利（第8話のみ）
- 日下部隆（真木の研究協力者・キメラ保有者） - 篠田光亮（最終話のみ）
- 美竹粧子（美容整形外科「美竹クリニック」院長） - 辻葉子（最終話のみ）
- 野上加奈（シアン中毒者・出張風俗嬢） - 小林茉利江（最終話のみ）
- 天野玲子（シアン中毒者・主婦） - 髙野由味子（最終話のみ）
- 中野麻美（シアン中毒者・オフィス従業員） - 高橋知代（最終話のみ）
- 今井弘樹（シアン中毒者・会社員） - 内藤和也（最終話のみ）

### 科捜研の女 スペシャル（2014年 - 2015年）
年末スペシャル（スペシャル5）「白骨死体は30年前に夜逃げした親友!? 涙と執念のDNA型鑑定！東京〜大阪1100キロの大捜査！繁華街の大爆破 迫る女探偵の罠〜マリコの過去が明白に!!」
- 三原（川喜多）京子（ガラス工芸作家・榊マリコの中学時代の親友） - 荻野目慶子（14歳の京子：小林里乃）
- 川喜多修一（京子の父・川喜多ガラス 元経営者） - 下條アトム
- 佐藤学（京子のいとこ） - 八十田勇一
- 姫川みずき（姫川探偵事務所 探偵） - 有沢比呂子
- 田所勉（ガラス職人・川喜多ガラス 元従業員） - 大出俊
- 磯島信介（忍の父） - 大高洋夫
- 三原さやか（京子の娘） - 小林里乃（二役）
- 磯島忍（京子の友人・特異行方不明者） - 五十嵐令子
- 須磨二朗（川喜多ガラス跡地所有者） - 三谷六九
- 伊藤絵美（榊マリコの友人） - 押谷かおり
- 三原和則（京子の夫・工芸品販売会社経営） - 加藤重樹

新春スペシャル（スペシャル6）「科学捜査vs祟りの村恐竜の化石発掘現場から出現した白骨死体！京都〜日本海を結ぶ奇妙な手紙！わらべ唄通りに連続殺人が!! 鑑定が告げる壮絶な真実」
- 三条冴子（大菜村役場 職員） - 洞口依子
- 白石麻由（大菜村役場 職員・隆太郎の養女） - 真野恵里菜（5歳：古野本二葉）
- 剣持史也（古生物学者・京都理科大学 理学部古生物学専攻 准教授） - 矢島健一
- 中里育生（中里診療所 医師） - 堀内正美
- 常盤紀文（製材所 社長） - 深水三章
- 鳥谷和樹（福井北警察署刑事課 刑事） - 井田國彦
- 角沢恭二（大菜村駐在所 巡査） - 波岡一喜
- 辰巳通彦（フリーライター） - 濱口秀二
- 盾村孝一（20年前失踪した古生物学者） - 佐渡山順久
- 草間治義（盾村の異母弟・20年前の強盗殺人事件の重要参考人） - 西村匡生
- 山森翼（恐竜博物館 学芸員） - 内藤邦秋
- 白石隆太郎（大菜村 村長） - 小野寺昭

### 科捜研の女 season15（2015年 - 2016年）
第1話「煉瓦の家」
- 庄野香歩（京都福祉大学 人文学部心理学科 准教授・臨床心理士） - 高橋ひとみ
- 栄村郁子（「スーパーひなの」パート従業員・治彦の妻） - 大路恵美
- 大宅温人（香歩の教え子） - 入江甚儀
- 樋口康成（黒洋興業 若頭） - 山口祥行
- 萩井佳則（情報屋・「らーめん京来軒」店員） - 森下能幸
- 栄村治彦（栄村法律事務所の弁護士） - 伊東孝明
- 芳尾優弥（高校生） - 萩原利久
- 垣本武文（大宅の仲間） - や乃えいじ
- 竹崎永次（大宅の仲間） - 堀田貴裕
- 北野礼子（大宅の仲間） - 村崎真彩
- 宮脇敏雄（フリーター） - 本山力
- 芳尾公子（優弥の母） - 井上紀子
- 岡島（黒洋興業 組員） - 吉田輝生
- 桑野（黒洋興業 組員） - 湯浅崇
- 香澄（高校生） - 紀井彩花

第2話「見えすぎた女」
- 司麗香（四色型色覚者として有名な画家） - 笛木優子
- 久保美也子（四色型色覚の主婦） - 柊瑠美
- 佐藤志穂（白河美術大学附属美術館 学芸員） - 小橋めぐみ
- 磯村忠志（麗香のマネージャー） - 尾崎右宗
- 金山杉子（健三の妻） - 町野あかり
- 金山健三（八百屋） - 岡大介
- 久保良行（美也子の夫） - 内藤邦秋
- レポーター - たかはしあいこ
- 仙川京一郎（白河美術大学 学長） - 北見敏之

第3話「死神の正義」
- 松木正（空調設備会社「マツタダ空調」社長） - 川野直輝
- 今西舞（松木の恋人） - 渋谷飛鳥
- 岩清水悦子（修の母） - 円城寺あや
- 岩清水修（無職・4年前に薬物輸入で逮捕） - 高木万平

第4話「イケメン書道家殺人事件」
- 椿千代子（奈良墨の老舗「椿乃堂」十六代目当主・義本の幼馴染） - 中島ひろ子（幼少期：中島ひな）
- 義本青流（書道家・本名「義本清人」） - 合田雅吏（幼少期：南出凌嘉）
- 水越涼香（書道家・義本の弟子） - 佐藤寛子
- 城島美野里（城島ギャラリー 経営者） - 大島蓉子
- 蔵間武生（蔵間牧場 経営者） - 出合正幸
- 城島連（美野里の息子・義本の弟子） - 西尾塁

第5話「致死率100%の密室」
- 尾原美涼（京都疾病予防管理センター 研究員） - 馬渕英俚可
- 志賀清二（京都疾病予防管理センター 所長） - 中丸新将
- 徳村尚文（京都疾病予防管理センター 副所長） - 樋口隆則
- 周藤勝則（京都疾病予防管理センター 広報局長） - 宮川一朗太
- 栗橋彰（京都疾病予防管理センター 警備員） - 白井哲也
- 山片隆彦（旧京都伝染病研究所 助手） - 木内義一
- 高幡知之（旧京都伝染病研究所 主任研究員・故人） - 下元佳好
- ホテル「京洛イン」フロント係 - 梅野一史

第6話「連作きもの殺人事件」
- 串本敏正（着物工房「工房 串本」主人） - 国広富之
- 桐野朝子（連作着物所有者） - 野村真美
- 磯貝徹（ジュエリー会社「スパルナジュエリー」社長・陽尚会の元幹部） - 四方堂亘
- 瀬川千明（「スパルナジュエリー」従業員） - 藤村知可
- 桐野若菜（雄一と朝子の娘） - はねゆり
- 稲垣昌彦（「工房 串本」職人） - 渋江譲二
- 橋本学（「スパルナジュエリー」従業員） - 櫻井忍
- 加納美樹（「工房 串本」元職人・故人） - 松島紫代
- 桐野雄一（朝子の夫） - 山根誠示

第7話「どっきり殺人レシピ」
- 宇田川綾子（料理評論家） - 久世星佳
- 宇田川岳人（白楽天高等学校 山岳部員・博と綾子の息子） - 平岡拓真
- 百瀬伸也（「シグマテレビ」編成制作局プロデューサー） - 近江谷太朗
- なだぎ武（TV番組「綾子の名食探訪」「いきなりどっきりバトル」司会者） - なだぎ武（本人役）
- 大曲昭久（レストラン「グラン・ポワソン」オーナーシェフ） - 遠山俊也
- 宇田川博（綾子の夫） - 朝倉伸二
- 料亭「月葉亭」板前 - 井上久男
- 神戸香波（TV番組「サイエンスキングダム」リポーター） - 大脇あかね

第8話「スペシャリストたち」
- 国本成彦（警備会社「ラクト警備保障」総務課 社員） - 阿南健治
- 保坂逸郎（「ラクト警備保障」から「ジュエリー輝京堂」に派遣された警備員） - 渋谷哲平
- 進藤君和（宝石強盗の実行犯・無職） - 大久保幸治
- 谷村（洛北医科大学病院 医師） - ノモガクジ
- 保坂麻衣（逸郎の娘・風丘亜矢の友人） - ついひじ杏奈
- 宇部充（「ラクト警備保障」から「ジュエリー輝京堂」に派遣された警備員） - カン・ソンヒョ

第9話「ニセ妊婦殺人事件」
- 橘静香（「手作り服の店 橘」店主・妊婦の振りをした女性） - 須藤理彩
- 秋山可奈子（悩める女性の集う家「マザーズテラス」代表・助産師） - 山村紅葉
- 坂下海（「マザーズテラス」入所者） - 入来茉里
- ゆり子（「マザーズテラス」入所者・本名「増田裕子」） - 赤澤ムック
- 橘京子（静香の義母・慎太郎の母） - ひろみどり
- 橘慎太郎（静香の夫） - 濱口秀二
- 坂下大輔（食事処「さかした」主人・海の夫） - 鈴木信二
- ユキ（「マザーズテラス」入所者） - 中谷由香
- サクラ（「マザーズテラス」入所者） - 周防ゆう

第10話「悪の枝」
- 瀬戸内光彦（園芸店「広樹園」店主・元保護観察官） - 田村亮
- 水橋奈々子（ストーカー被害者） - 大塚千弘
- 後藤佑馬（奈々子の元恋人・ストーカー加害者） - 鈴木裕樹（幼少期：南岐佐）
- 織田将太（京都府二条警察署栗宮交番 巡査） - 内野謙太
- 下川由紀哉（「丹波橋ストーカー殺人事件」加害者） - 花戸祐介
- 瀬戸内頼子（光彦の妻） - 高間智子
- 陶芸家（窯元「宗陶苑」工芸士） - 峰蘭太郎
- 居酒屋店主 - 及川達郎
- 高峰彩乃（下川の元恋人・「丹波橋ストーカー殺人事件」被害者） - 松代沙織
- 後藤（佑馬の父） - 奥深山新
- 後藤（佑馬の母） - 宇谷玲

第11話「終活ミステリーツアー」
- 佐藤ふみ子（料亭「ひわ亭」女将・翠の任意後見人） - 音無美紀子（若き日：大橋梓）
- 高梨翠（「高梨そろばん教室」元経営者） - 根岸季衣
- 高梨茂之（翠の弟） - 松澤一之
- 三嶋悠馬（ホストクラブ「アリス」No.1ホスト） - 川原一馬
- 愛川維新（カメラマン） - 大河内浩
- 佐藤敦夫（ふみ子の夫・故人） - 司裕介（若き日：中山義紘）
- 桑島修司（「新京極終活セミナー」講師） - やのぱん
- 遠藤香織（「ハーモニー終活セミナー」講師） - 渋谷めぐみ

第12話「殺しのナンバー」
- 並木安光（司法浪人生・警備会社アルバイト・阪黎高速バスの乗客） - 淵上泰史
- 海老原邦夫（指名手配犯・阪黎高速バスの乗客） - 金山一彦
- 古河章江（主婦・阪黎高速バスの乗客） - 吉村涼
- 滝井昭二（阪黎高速バス 運転士） - 緋田康人
- 榎本紀人（嵐山食品経理課 社員・阪黎高速バスの乗客） - 井上純一
- 青野昌弘（バーテンダー・阪黎高速バスの乗客） - 西興一朗
- 原口龍也（北山警察署 刑事） - 新井康弘
- バーテンダー - ドヰタイジ
- 古河勝房（古河勝房会計事務所 所長・章江の夫） - 下元佳好
- 阪黎高速バス 事務員 - 大林菜穂子
- 中江義久（古河勝房会計事務所 スタッフ） - 浜口望海
- 阪黎高速バス 運転士 - 鎌森良平

第13話「耳撃者」
- 片岡裕二（京都市水道局職員・土門薫の高校の同級生） - 永島敏行（高校生：大野瑞生）
- 大文字智美（小説家） - 根本りつ子
- 友坂梨香（大文字智美事務所 社長・智美の姪） - 野村佑香
- 川添卓弥（えびす屋 車夫） - 岩永洋昭
- 菊丸（智美のファン・本名「関田陽子」） - 竹内都子
- 岩瀬厚一郎（石神出版 編集者） - ヨシダ朝
- 西村優一（京都市水道局職員） - 内藤邦秋
- 佐藤（京都府警 刑事） - 山根誠示
- えびす屋 車夫 - 野々村仁

第14話「絶対に捕まらない男」、最終話「絶対に捕まえる女」
- 工藤貴志（フリーライター） - 岡田義徳
- 望月陽子（達也の母） - 田中綾子
- 渡（刑事） - 吉見一豊（第14話のみ）
- 佐田実（刑事・巡査部長） - いわすとおる（第14話のみ）
- 望月達也（会社員・第一の事件の被害者） - 東山龍平
- 原千夏（大学生・第二の事件の被害者） - 大善沙紀
- 作業員 - 高橋孝輔（最終話のみ）
- 荒木恭平（工藤に取材を受けた旅人） - 山本辰彦（第14話のみ）
- 鈴木暁道（工藤に取材を受けた旅人） - 三浦憲世（第14話のみ）
- 松井真奈美（達也の婚約者） - 福田沙紀

### 科捜研の女 スペシャル（2016年）
正月スペシャル（スペシャル7）「国際空港大パニック〜関空発・死を呼ぶ危険ドラッグが京都を襲う！防犯カメラに写らない女VS最新3D鑑定！追跡を阻む山荘爆破の罠…絶体絶命のマリコをハチの大群が救う!?」
- 川田勝（薬物の密売人） - 伊武雅刀
- 堀之内華（麻薬及び向精神薬取締法違反の前歴者） - 小沢真珠
- 川田修斗（無職・勝の息子・旧薬事法違反の前歴者） - 石垣佑磨
- 石原拓哉（専門学校生・改造モデルガンマニア） - 高橋龍輝
- 長友翔（拓哉の友人・改造モデルガンマニア・銃刀法違反の前歴者） - 川村亮介
- 水原健太（修斗の仲間） - 藤間宇宙
- 須崎宏美（ハーブ店「フェネル」店主） - 朱花
- 井上玲央（修斗の仲間・窃盗の前歴者） - 村中龍人
- 稲村芳樹（通信会社社員） - 山本辰彦
- アルバ モレーノ（薬物の運び屋） - ビオレッタ ゴンザレス
- 石原（「横大路団地」住人・拓哉の母） - 髙野由味子
- 蜂谷治（二条院大学農学部生命資源環境学科教授） - 平泉成

春スペシャル（スペシャル8）「謎の美人四姉妹の周りで次々と殺人が！犯人は…“魔女"!? 誘拐！殺人！詐欺！止まらぬ凶行はマリコをも襲い…!? 完全犯罪トリックを科捜研が暴くノンストップ2時間SP!!」
- 梅乃宮紅子（梅乃宮家次女・霊能力者） - 富田靖子（幼少期：上野彩）
- 梅乃宮青以（梅乃宮家三女・腹違いの姉妹） - 高橋かおり（幼少期：中野芽愛）
- 梅乃宮紫織（梅乃宮家四女） - 三倉茉奈
- 梅乃宮緑（梅乃宮家長女） - 筒井真理子（少女期：梅野友杏）
- 飯島春樹（ネット配信番組プロデューサー） - 深沢敦
- エリザ・デュポン（健康飲料水販売「マスール」社長） - 中井ノエミ
- 日吉吾朗（飯島の運転手・日吉探偵事務所の探偵） - 土佐和成
- 竹山利一（洛王警備保障 警備員） - 谷口高史
- 廣田作三（梅乃宮家 使用人） - 上村厚文
- 廣田多喜（作三の妻・認知症患者） - 湖条千秋
- 梅乃宮凛（紫織の娘） - 小南希良梨
- 秦宏司（刑事） - 西村匡生
- 梅乃宮（四姉妹の母・故人） - 辻葉子
- 梅乃宮清信（四姉妹の父・7年前死亡） - 浅田祐二
- 醍醐成美（福助の娘・元保育士・5年前病死） - 小林茉利江
- 醍醐福助（村の駐在警官） - 梨本謙次郎

### 科捜研の女 season16（2016年 - 2017年）
第1話「仮面の男」、第2話「顔のない男」
- 矢萩修武（英洛大学 人間環境学部人間科学科 准教授・微表情の研究者） - 尾美としのり（S19第4話にも回想で出演）
- 桂井萌衣（英洛大学 人間環境学部人間科学科 矢萩ゼミの学生） - 岡本玲
- 岸岡享二（ルポライター） - 山崎銀之丞
- 小嶺仁史（英洛大学事務長） - 上杉祥三
- 楢橋高行（英洛大学 人間環境学部人間科学科 元講師） - 長谷川公彦
- 桂井誠治（蛍田神社の宮司・萌衣の養父） - 浅田祐二（第1話のみ）
- 桂井文恵（萌衣の養母・誠治の妻） - 園英子（第1話のみ）
- 江沢（文央社「週刊リード」編集部員） - 阪東浩考（第1話のみ）
- 原内郁也（焼き鳥屋・篠田の元舎弟） - 吉田輝生（第2話のみ）
- 篠田道信（平安経済総研 主宰・20年前失踪） - 藤田功次郎（第2話のみ）
- 小杉明彦（22年前の英洛大学事務長） - 東康平

第3話「夫婦愛修復ミステリー」
- 城ケ崎渚（城ヶ崎渚夫婦問題研究所 所長） - あめくみちこ
- 城ケ崎充生（城ヶ崎渚夫婦問題研究所 職員・渚の夫） - 橋爪淳
- 下川真帆（城ヶ崎渚夫婦問題研究所 職員） - 魏涼子
- 須田華枝（「夫婦愛修復セミナー」受講者） - 川俣しのぶ
- 竹越邦和（竹越邦和離婚相談所 所長） - 山中聡
- 村重律子（「夫婦愛修復セミナー」受講者） - 林英世
- 下川崇彦（真帆の夫） - いわすとおる
- 須田弘基（華枝の夫） - 山根誠示
- 城ヶ崎（渚の母・故人） - 湖条千秋

第4話「猫の時間」
- 飯村直人（おばんざい屋「まめ京 木屋町店」アルバイト・大学生・「シェアハウス和住」入居者） - 山田裕貴
- 片瀬明日香（「まめ京 木屋町店」アルバイト・二条院大学 国際学部2年生・直人の交際相手） - 奥仲麻琴
- 笹井明憲（「まめ京 木屋町店」店長） - 森岡豊
- 岡村（ホームレス） - 大堀こういち
- 安藤（京都府警二条警察署 刑事） - 菊池均也
- バイトリーダー（「まめ京 木屋町店」アルバイト） - 吉田ウーロン太
- 町田翼（「シェアハウス和住」入居者） - 平野潤也
- ヒデ（ホームレス） - 内藤和也

第5話「掃除の達人」
- 安積素子（ハウスクリーニング会社「エメラルドハウスクリーニング」従業員・礼司の元妻） - 熊谷真実
- 川越礼司（土木作業員・簡易宿所「朽原荘」入居者・強盗未遂の前科者） - ダンカン
- 伊達貴彬（「エメラルドハウスクリーニング」社長） - 天宮良
- 安積礼菜（栄養士の専門学校生・川越と素子の娘） - 秋月三佳（幼少期：松本結菜）
- 古田靖（「朽原荘」入居者） - 青木崚
- 高森豊（自動車工場バイト・礼菜の交際相手） - 柳祐輔

第6話「咲かない菊の謎」
- 樋口みさき（スナックホステス・秋生の妻） - 青山倫子
- 樋口敬子（秋生の母） - 鷲尾真知子
- 五十嵐浩介（レストランシェフ・秋生の幼馴染） - 草野康太
- 本間俊彦（京野菜農家・秋生の幼馴染） - 須田邦裕
- 山際晃（観葉植物店従業員） - 木下政治
- 寺川沙織（プリムスダイニング 企画課長） - 幸田尚子
- 樋口秋生（京和傘工房「傘の下」主人） - 山本道俊
- 橋本明美（スナックのママ） - 大林菜穂子
- 樋口奈々（秋生とみさきの娘・3年前事故死） - 西口実玲

第7話「爆弾配達人」、第8話「最後のターゲット」
- 芳賀和香子（衆議院議員・元法務大臣） - 大島さと子
- 箕輪宏成（刑務官・元京都府警爆発物処理班第11分班サブリーダー） - 松田賢二
- 芳賀理菜（北白川美術大学 2年生・和香子の娘） - 松浦雅（10歳：長田莉乃朱〈第8話のみ〉）
- 芝木寅彦（公益社団法人「京都府治安推進協会」専務理事・元京都府警本部警備部長） - 白井滋郎
- 徳武彰彦（元京都府警爆発物処理班第11分班 班長・10年前殉職） - 加藤重樹
- 尾野崎慎也（過激派「血の旅団」メンバー） - 上西雄大（第8話のみ）
- 漆原育郎（「モモンガ宅配便」従業員） - 奥井隆一
- 館山荘司（館山採石 社長） - 床尾賢一

第9話「解剖を拒む女」
- 和田絵美子（内科医・茂の妻） - 濱田マリ
- 和田茂（資産家・糖尿病） - 小倉一郎
- 森隼人（京都府北山警察署高野東交番 巡査） - 細山田隆人
- 和田香保里（茂と絵美子の娘） - 森日菜美
- 大学生（洛中大学 陸上部員） - 石黒光、山形匠、中尾聡

第10話「偽りの鏡」
- 牧京子（児童文学作家） - 黒田福美
- 幸田みちる（読者モデル） - 宮地真緒
- 幸田輝人（会社員・みちるの夫） - 久保田悠来
- 綿貫誠（京子のマネージャー） - 小須田康人
- 平塚沙耶（読者モデル） - 広澤草
- 久保桜子（ファッション雑誌「エトゥール」編集長） - かとうあつき
- 菊池（「エトゥール」編集部員） - 西川浩介

第11話「おもてなし殺人!?」
- 羽田野公也（フランス料理店「Bordeaux」メートル・ドテル） - 葛山信吾
- 辰見莉音（「Bordeaux」シェフ・ド・ラン） - 上野なつひ
- 堂本茂樹（ホテルのフロント係） - 遠藤雄弥
- 芹沢結子（祇園のホステス・マルタンの連れの女） - 真瀬樹里
- ジャン・フィリップ・マルタン（フランス人観光客・覆面調査員） - ブレイク・クロフォード
- 辰見圭介（莉音の父・羽田野の先輩・故人） - 宇仁菅真
- 牧忍（「Bordeaux」シェフ・ド・ラン） - 大脇あかね

第12話「京都花街殺人事件」
- 兵藤貞弘（京都府警 刑事・土門薫の同期） - 佐野史郎（15歳：藤枝優希）
- 勝呂伊津子（スナック「かつ絢」ママ・兵藤の幼馴染） - 藤吉久美子（12歳：荒田悠良）
- 中里美智絵（お茶屋「里菜か」女将） - 芦川よしみ
- まり枝（舞妓） - 森田涼花
- 茂庭幸二（小間物「茂庭屋」社長・安住のお茶屋仲間） - 金井良信
- まり乃（芸妓） - 寿美乃
- 安住一輝（クラル医療製薬 研究開発部 部長） - 柴田善行
- 池畑文昭（洛南薬科大学 病態薬理学研究室 准教授） - 植栗芳樹

第13話「似顔絵の女」
- 八幡未知（京都府北山警察署総務・12年前は似顔絵捜査官） - 中原果南
- 舟木由美子（デイトレーダー） - 村岡希美
- 木戸沙也加（居酒屋「やく味屋」バイト・美容専門学校生） - 梶原ひかり（10歳：坂口苺）
- 佐々木一郎（事件の目撃者） - 住田隆
- 真島拓也（デイトレーダー・12年前の「資産家夫婦強盗殺人事件」犯人） - 西村匡生
- 佐藤智明（沙也加の担当医師） - 濱口秀二
- 串本浩二（「やく味屋」店長） - 本山力
- 柏田弘樹（デイトレーダー・由美子の婚約者） - 内藤邦秋
- 朝子（12年前の沙也加の保護者） - あだち理絵子
- 木戸（沙也加の父・12年前の「資産家夫婦強盗殺人事件」被害者） - 奥深山新
- 木戸ゆり子（沙也加の母・12年前の「資産家夫婦強盗殺人事件」被害者） - 宇谷玲

第14話「空海の密室!?」
- 西念義助（天剛山「泉国寺」住職） - 田山涼成
- 小柳良晴（堀川学院大学 理学部 地球科学科 教授） - 冨家規政
- 清水登志子（帝進建設 社長秘書） - 三輪ひとみ
- 保科桃子（おみやげ屋「風の館」店員・陸の同級生） - 平田舞
- 大前孝之（帝進建設 社長） - 入江毅
- 神保公次（泉国寺の清掃人） - 岡大介
- 芝みさえ（泉国寺の清掃人） - 楠見薫
- 芝敏明（泉国寺の清掃人） - 吉田輝生
- 小柳陸（良晴の息子・1年半前事故死〈当時高校生〉） - 南部綜汰

第15話「七枚の迷宮」
- 野宮枝織（結婚式場「ブライダルガーデン京都」ブライダルアシスタント） - 小松彩夏
- 山崎紗代子（モデル兼タレント・枝織の同級生） - 内田慈
- 木村武文（警備員・元陸上自衛官・ハンドルネーム「MP5」） - 加治将樹
- 八代澄夫（広告代理店職員・ハンドルネーム「アサルト」） - 安村典久
- 萩野優介（「ブライダルガーデン京都」ブライダルプランナー・枝織の上司で恋人） - 大迫一平
- 東野圭（京都中央病院 看護師） - K

第16話「地獄のバスツアー」
- 辻村奏（バスジャック犯・染め物工房従業員） - 林泰文
- 武部可奈子（洛央バス「8時15分 西桂駅発 河原町行き」の乗客・クリーニング店パート従業員） - 小川菜摘
- 江上昌史（洛央バス「8時15分 西桂駅発 河原町行き」の乗客・事務機器メーカー営業マン） - 少路勇介
- 倉森健人（洛央バス「8時15分 西桂駅発 河原町行き」の乗客・ラーメン屋「たんたん軒」店長） - 鈴木貴之
- 相原由真（洛央バス「8時15分 西桂駅発 河原町行き」の乗客・洋服屋「ハートマックス」店員） - 矢野優花
- 松尾慎介（洛央バス「8時15分 西桂駅発 河原町行き」のバス運転手） - 甲斐将馬
- 深瀬麻未（ファッションブランド「ピュアトゥモロー」デザイナー・元モデル） - 篠原真衣
- 深瀬公彦（ミステリー作家・麻未の夫） - 井之上チャル
- 西脇（京都府警捜査一課 刑事） - 木村康志
- 辻村弦一郎（染め物工房店主・奏の父） - 細川純一

最終話「完璧防犯システムの家」
- 小田山浩乃（航志郎の妻・航志郎は2度目の夫で前夫は結婚から半年後に浩乃が就寝中に浴室で溺死） - 佐藤仁美
- 秋月裕作（ゼルクホームセキュリティー 社長） - 石橋保
- 矢野幹子（小田山家の元家政婦） - 大寶智子
- 矢野亘（幹子の息子） - 土屋シオン
- 小田山航志郎（資産家・浩乃と半年前に結婚） - 平岡秀幸
- 秋月美央（裕作の娘） - 平山咲彩

### 科捜研の女 スペシャル（2017年）
正月スペシャル（スペシャル9）「24年前の未解決事件が、再び動き出す！赤ちゃん誘拐発生！手口は24年前の事件と同じで…被害者はその時の容疑者だった!? 時を超えた事件を最新科学捜査で追う2時間SP」
- 石井和夫（無職・24年前誘拐された石井健太の父・京都府木津川市在住で24年前は滋賀県大津市在住） - 鶴見辰吾
- 間山悟（バイク便会社「マヤマスピード便」社長・24年前は「間山モーターズ」社長・誘拐された間山蓮の父） - 羽場裕一
- 間山圭子（間山蓮の母・悟の妻） - 森尾由美
- 間山蓮（間山夫妻の子供・1歳） - 新庄尊流
- 矢野正司（滋賀県警大津東警察署北峰交番相談員・24年前は滋賀県警捜査一課 刑事） - 寺田農
- 奥沢純一（真紀の息子・本名「石井健太」） - 小澤亮太
- 飯尾真人（身代金を奪ったバイクの運転手・滋賀県甲賀市在住） - 斉藤慶太
- 脇村肇（誘拐専門の特殊犯係） - 青山勝
- 樫恵美（誘拐専門の特殊犯係） - 渋谷めぐみ
- 奥沢真紀（身代金を受け取ったバイクの持ち主・2カ月前病死） - 西村亜矢子
- 石井陽子（和夫の妻・健太が誘拐された1年後に捜査本部が縮小されたショックで自殺） - 松島紫代
- 岩内剛（滋賀県警捜査一課 刑事） - 六平直政

スペシャル10「決死の大追跡！猛毒を運ぶ逃亡犯VS最新鋭ドローン!! 土門を襲う暴走列車…マリコ、涙の検視！衝撃ラスト」
- 那須田哲昭（ナスダ工業 副社長・土門美貴の元患者） - 黄川田将也
- 牧野佳代子（烏丸通商 社長） - 遊井亮子
- 渋川進（列車運転士） - モロ師岡
- 食料品店店主 - 大方斐紗子
- 那須田章（ナスダ工業 社長） - 上村厚文
- ナスダ工業 社員 - 関秀人
- 高田幸輔（京都地検 次席検事） - 高谷恭平

### 科捜研の女 season17（2017年 - 2018年）
第1話「グルメサイト殺人」
- 館川里美（「熟成肉のお店 肉のたてかわ」社長） - 櫻井淳子
- 後藤隆（レストラーゼ 広報部 社員） - 草野イニ
- 時田拓海（レストラーゼ システム部 社員） - 聡太郎
- 渡辺蒼太（日本明和銀行 京都支店 行員） - 吉田友一
- 二瀬渉（日本明和銀行 西新宿支店 行員） - 坂口涼太郎

第2話「刺繍する女」
- 平松喜久恵（日本刺繍の作家） - 山口美也子（20歳：橘ゆい）
- 湊川龍登（来栖屋ホテル 社長） - 窪塚俊介
- 湊川美加（龍登の妻） - 吉井怜
- 和田花梨（喜久恵の弟子） - 菊地美香
- 茂手木浪子（インテリアコーディネーター） - 月船さらら
- ガラス職人 - 蟷螂襲

第3話「折り鶴が見た殺人」
- 武井美代子（和紙専門店「浮舟」経営者・節子の幼馴染） - 吉行和子（少女期：平山咲彩）
- 結城節子（結城テクノロジー 名誉顧問） - 草村礼子（少女期：森田花音）
- 水野昌江（節子の住み込みのお手伝い） - 広岡由里子
- 勝又晋（結城テクノロジー 社長） - 山田明郷
- 松岡秋好（勝又の秘書） - 相馬一貴

第4話「殺人交響曲」
- 野々宮樹（柊一郎のマネージャー・写譜師） - 水橋研二
- 海東莉華子（柊一郎の妻） - 佐藤乃莉
- 本間航太（オーガニックカフェ「Sfra」店長） - 山本匠馬
- 越智晴人（コントラバス奏者） - 坂田直貴
- 真柴淳弥（雑貨店オーナー） - 佐渡山順久
- 根岸智津子（莉華子の母） - まつむら眞弓
- 海東柊一郎（作曲家） - 長谷川初範

第5話「寄生する女」
- 渚佐麻由（京都理科大学理学部 応用生物化学研究室 助手・博文の恋人） - 黒川智花（6歳：かわさき鈴乃）
- 笹原バグ（お笑い芸人・本名「笹原博文」） - 牧田哲也
- 八坂重和（弁護士・八坂重和法律事務所 代表） - 寺井文孝
- 甲野安人（ラーメン店「西龍亭」店員・博文の元相方） - 加藤歩
- 有村葉子（派遣社員・博文のストーカー） - 吉村泉
- 桐山蛍子（藤郎の妻） - 前川恵美子
- 桐山藤郎（京都理科大学 応用生物化学研究室 教授・麻由の恩師・3年前事故死） - 西山清孝

第6話「マリコの民泊」
- 浜野文恵（簡易宿所「ゲストハウス浜野」オーナー） - 柴田理恵
- 浜野俊子（誠司と文恵の娘） - 西尾まり
- 吉倉百合（学の妻） - ふせえり
- 吉倉学（簡易宿所「ゲストハウス吉倉」オーナー） - 伊藤正之
- 浜野海斗（雑貨屋「WINKLE」店員・俊子の息子） - 今井悠貴（少年期：井上優吏）
- ジェイソン・ミラー（アメリカ人旅行者・ゲストハウス浜野 宿泊者） - B.T.
- 浜野誠司（文恵の夫・2年前死亡） - 田井克幸
- 山西雄一（WINKLE オーナー） - 森乃阿久太
- 峰岸勇（清掃代行員） - 上西雄大

第7話「自転車泥棒」
- 堀口裕子（京都府京南警察署地域課警ら係 巡査部長） - 西原亜希（S17第12話にも回想で出演）
- 稲垣渉（京都府京南警察署地域課警ら係 係長・裕子の上司） - 新井康弘
- 三野輪忠（京都みのわ米店 店主） - 荒谷清水
- 田村美咲（カフェ「和乃雲」店長） - 野呂佳代
- 佐藤啓太（無職・自転車窃盗犯） - 北村友希

第8話「嘘つきな容疑者」
- ヒラタ / 柏木順平（記憶喪失の男・ウェブデザイナー） - 夙川アトム
- 笠井圭子（宝良岳の売店の店主） - 山下容莉枝
- 多田肇（宝良岳の売店の店員） - 井俣太良
- 村上洋二（死後2日以上経った状態で発見された身元不明の水死体） - 増田広司
- 峰岸亜香里（宇治大学山岳部 学生） - 篠原理沙
- 飯島和典（宇治大学山岳部 学生） - 榎田貴斗

第9話「晴れ着と銃弾」
- 石岡政彦（スナイパー・元自衛隊員） - 浜田学
- 柳原大造（京都みやび財団 会長・政界の”影のフィクサー”とも呼ばれている） - 品川徹
- 行長悟（大造の孫） - 髙橋來
- 本間厚則（京都洛雅苑 社長） - 清水昭博
- 光沢孝江（京都みやび財団 職員・茶会の責任者） - 松永玲子
- 武本修一（武本骨董店 店主） - 床尾賢一

第10話「メイクの達人」
- 関根えり子（「えり子メイク教室」講師・団子屋「団子のみやこ」の25年前のPRユニット「団子三姉妹」の次女） - 芳本美代子（20歳：小川あん）
- 川村ゆず（起業アドバイザー・「団子三姉妹」の三女） - 冨樫真（20歳：島居香奈）
- 中田光夫（「団子のみやこ」店員・本名「山内貴之」） - 金時むすこ（25年前：井上拓哉）
- 北島しのぶ（「団子三姉妹」の長女） - 野口準
- 宮本裕太（「団子のみやこ」店員） - 内藤邦秋
- 中田光夫（本物の中田光夫） - ノブヨシ日本代表（風穴あけるズ）

第11話「カップ一杯の殺人」
- 三島環（コーヒー店「伏見みしま珈琲」店主） - 酒井美紀
- 今村草太（本城プロダクション 所属俳優） - 松田凌
- 本城朋親（本城プロダクション 社長） - 樋渡真司
- 三島百果（高校生・環の娘） - 白本彩奈
- 高見弓子（メグの母兼マネージャー） - 楠見薫
- 高見メグ（アイドル） - 松下りおん
- 寺の住職 - 江藤漢斉

第12話「あるドクターの死」
- 有田実（洛北医科大学 准教授） - 相島一之
- 弓原郁絵（蔵幡総合病院 臨床検査技師・公彦の妻） - 古村比呂
- 弓原公彦（洛北医科大学 元講師・早月の元同僚） - 奥田達士
- 沼岸悟（「カギのことならキーマンズ」従業員・公彦のアパートの隣人） - 野仲イサオ
- 藤木由梨（洛北医科大学 助教） - IZUMI
- 庄野崎晃（洛北医科大学 講師） - 木内義一
- 田中志津子（公彦のアパートの大家） - 朝井千景

第13話「一番大きなバラ」
- 宗方俊（消費者金融「イナバファイナンス」社員） - やべきょうすけ（17歳：藤枝優希）
- 滝沢亮子（春夫の妻・債務者） - 遠藤久美子
- 滝沢春夫（亮子の夫・府立松ヶ崎高等学校 元天文部部長・2年前死亡） - 伊嵜充則（17歳：中村凜太郎）
- 滝沢昴（春夫と亮子の一人息子） - 横山歩
- 野々原宏二（野々原生花店 店主） - 松本実
- 稲葉和成（「イナバファイナンス」社長） - 山本道俊
- 三島芳江（20年前の松ヶ崎高等学校の合宿所管理人） - 山口果林

第14話「御法度殺人」
- 長久保友光（長久保友光法律事務所 弁護士・市民サークル「杉里町隊士の会」会員） - 神尾佑
- 南山鈴江（和小物「鈴京堂」店主・将人の後妻） - 山口香緒里
- 南山勇司（マツゴウ化学工業京都工場 従業員・将人と先妻の息子） - タモト清嵐
- 根岸義雄（ブランド品買取チェーン「ブランド庵」元店長） - 津村知与支
- 新庄和子（ブランド品買取チェーン「ブランド庵」社長・「杉里町隊士の会」会員） - 大林菜穂子
- 堂上克郎（スポーツインストラクター・「杉里町隊士の会」会員） - ドヰタイジ
- 南山将人（郷土史家・「杉里町隊士の会」会長・7年前転落死） - 伊庭剛

第15話「見当たり捜査の鬼」
- 桃井貞治（京都府警刑事企画課手配共助係 見当たり捜査班 刑事） - 石丸謙二郎
- 中川智哉（指名手配犯） - 波岡一喜
- 新見アキラ（智哉と陽子の息子） - 勧修寺保都
- 新見陽子（智哉の元恋人） - 田所草子
- 石塚照夫（貞治と貴美子の息子） - 大地伸永（幼少期：南岐佐）
- 小池鉄郎（進都自動車整備 従業員・10年前の窃盗犯） - 越村友一
- 太田ゆかり（智哉の元同棲相手） - たかはしあいこ
- 柿本仁史（京都府警刑事企画課手配共助係 見当たり捜査班 刑事） - 嶋尾康史
- 石塚貴美子（貞治の元妻） - 宇谷玲
- 栗林健（京都府警刑事企画課手配共助係 見当たり捜査班 刑事） - 本多力
- 村田義和（聖護院かぶの農家） - 浅田祐二
- 三宅重吉（資産家・2年前殺害） - 西園寺章雄
- 田部淳太郎（クラブのボーイ） - 堀田貴裕
- 山田隆一（指名手配犯） - 田村将之

第16話「パパのタコ」
- 山口健一（熱帯魚ショップ「ベイビーズ」店長・巴の元夫・美波の実父） - 橋本じゅん
- 武田誠（ファッションデザイナー） - 山口馬木也
- 武田美波（美大生・巴の連れ子） - 吉田まどか（6歳：中野芽愛 / 11歳：小野木聡美）
- 大河内貴代子（美波のアパートの大家） - 渡辺江里子（阿佐ヶ谷姉妹）
- 武田巴（誠の妻） - 舟木幸
- 濱田健吾（「ベイビーズ」店員） - 杉山裕之（我が家）

第17話「200の鑑定」（放送200回スペシャル）
- 八田功（京都府警本部 警務部長） - 升毅
- 南条輝明（ラーメン輝王 店主） - 深水元基
- 石川麻紀（輝明の恋人） - 松下恵
- 河原崎満（ラーメン輝王 従業員） - 宇野嘉高
- 河原崎愛（満の妻） - 足立梨花

最終話「取調室の怪人」
- 朽木政一（左翼運動の天才活動家・京都革新同盟 元議長） - 近藤正臣（28歳：本庄司）
- 高西浩平（繁森の部下） - 比留間由哲
- 水沼（京都府警察 警備部SP） - 渡邉紘平
- 岡崎（ビゴーレ綜合警備 社員・鍋谷の上司） - 藤重政孝
- 鍋谷亮次（ビゴーレ綜合警備 社員） - 三村晃弘
- ミヒャエル・マルケス（ルベルタ共和国 副大統領） - ガルシア・リカルド
- 朽木武二（京都革新同盟 幹部・政一の弟） - 原田翔平
- 繁森光之（副大統領暗殺計画の主犯・京都革新同盟 元副議長） - 西岡德馬（23歳：佐藤俊彦）
- 斎藤章介（繁森の部下） - 徳田忠彦
- 加藤（巡査） - 山本辰彦
- サトエ・マルケス（ミヒャエルの妻・本名「朽木里江子」） - かたせ梨乃（22歳：鎌田綾）

### 科捜研の女 スペシャル（2018年）
スペシャル11「マリコVS謎の誘拐犯…身代金は五重の塔!? 人質殺害まで24時間、決死の救出作戦！完全密室の盲点を透視するレーザーと海ブドウ」
- 土居垣光成（京麗設計 一級建築士・謎解きイベント「花嫁家の一族 〜そして仲人もいなくなった〜」参加者） - 宅間孝行
- 坂東大輔（元暴力団員） - 小木茂光
- 古間瑞子（謎解きイベント「花嫁家の一族 〜そして仲人もいなくなった〜」参加者） - 大島蓉子
- 久井絵里（ホテルラティオー 従業員・謎解きイベント「花嫁家の一族 〜そして仲人もいなくなった〜」責任者） - 秋山ゆずき（12歳：藤川心優）
- 保田恵道（謎解きイベント「花嫁家の一族 〜そして仲人もいなくなった〜」参加者） - 佐伯新
- 下津晴稔（京麗設計 元建築士・16年前業務上横領罪で逮捕） - 伊庭剛
- 片瀬卓治（無職・光成の中学の同級生） - 上西雄大
- 高木（京都府警察 誘拐専従班 捜査員） - 柴田善行
- 土居垣雪菜（光成の娘） - 三ヶ島沙耶
- 慎之助（謎解きイベント「花嫁家の一族 〜そして仲人もいなくなった〜」新郎役） - 竹田和哲
- 有栖川峰子（謎解きイベント「花嫁家の一族 〜そして仲人もいなくなった〜」花嫁役） - 美咲
- 近藤太一（謎解きイベント「花嫁家の一族 〜そして仲人もいなくなった〜」探偵役） - 小堺一機

### 科捜研の女 season18（2018年）
第1話「殺人音楽隊」
- 牧村圭（京都府警察音楽隊 オーボエ奏者） - マギー
- 入間祐一（京都府警察音楽隊 隊長 指揮者） - 前川泰之
- 長谷部麻衣（京都府警察音楽隊 トランペット奏者） - 東風万智子
- 西浩正（京都府警察音楽隊 チューバ奏者） - 金井勇太
- 勝間田徹（京都府警察音楽隊 ギタリスト） - 湯江タケユキ
- 前川啓太郎（京都府警 広報課長・京都府警察音楽隊 マネージャー） - ミスターちん
- 今野恵（楽器泥棒） - 田中千尋

第2話「妻たちの殺人計画」
- 西脇みのり（慶一郎の妻） - 雛形あきこ
- 小笠原史（和哉の妻） - 宮本真希
- 蓮見奈緒（ネイルサロン店 店員・DV被害者） - 阿南敦子
- 伊藤佳美（洋市の妻） - 小野真弓
- 宮下雄平（バーのマスター・詐欺の前科者） - 佐渡山順久
- 伊藤洋市（イタリアンレストラン「ベル モメント」オーナーシェフ） - 井之上チャル
- 上杉由莉奈（詐欺の前科者） - 七海薫子
- 小笠原和哉（京藤リゾート開発 元社員） - 西村匡生
- 西脇慶一郎（にしわき園芸 店主） - 奥井隆一

第3話「土門刑事の女」
- 浅香水絵（ボトルアクアリウム「エリス」経営者・15年前「クラブ・ミサキ」ダンサー） - 横山めぐみ
- 西浦瑞穂（京都府警舞鶴南警察署 署長・15年前舞鶴南警察署 刑事課長・土門の元上司） - 中丸新将（SP12にも回想で出演）
- 真崎純也（衆議院議員 立候補者） - 中林大樹
- 飯沼和郎（「クラブ・ミサキ」元バーテンダー・15年前殺人、覚醒剤取締法違反で逮捕） - 山本道俊
- 進藤正敏（15年前暴力団「六道会」若頭） - 入江毅
- 岸内潤一（地元紙 社会部記者・15年前死亡） - 東山龍平
- 岸内清香（潤一の妻） - 井上紀子

第4話「着ぐるみを殺した声」
- 宝井日美子（子供服メーカー「ヤングウェアカンパニー」販売促進部 部長） - 国生さゆり
- 名取摩耶（子供服メーカー「ヤングウェアカンパニー」販売促進部 課長） - 黒坂真美
- 渡辺和登（子供服メーカー「ヤングウェアカンパニー」販売促進部 社員） - 斉藤祥太
- 瀬戸将吾（京日印刷 社長） - 辻本祐樹
- 小西多鶴子（子供服メーカー「ヤングウェアカンパニー」ハラスメント相談室 室長・弁護士） - 辻沢杏子
- 松川恵利香（子供服メーカー「ヤングウェアカンパニー」販売促進部 主任） - 篠原真衣
- 加藤直行（子供服メーカー「ヤングウェアカンパニー」販売促進部 社員） - 浅田祐二
- 有馬芳明（子供服メーカー「ヤングウェアカンパニー」ハラスメント相談室 相談員） - 吉田悟郎
- 瀬戸の息子 - 西川諄

第5話「フリマアプリの達人」
- 逢沢希（主婦・スーパーのパート勤務） - 井上和香
- 栗山彩子（4年2組 担任） - 滝沢沙織
- 逢沢悠斗（希の息子・彩子の生徒） - 大川星哉
- 栗山陽菜（栗山と彩子の娘） - 横溝菜帆
- 栗山勝典（彩子の夫） - 隈部洋平
- 佐野亮太（4年2組 副担任） - 中山卓也
- 逢沢葵（希の娘） - 荒尾南月
- 逢沢凛（希の娘） - 山内陽葵

第6話「渡り蝶の秘密」
- 花森栄一（城南大学昆虫学研究会 教授） - 岩松了
- 宮内あすか（ブローチ店経営者・花森の元教え子） - 小池里奈
- 平良圭介（沖縄の不良グループ「バジリスク」元リーダー） - 三浦孝太（幼少期：谷川生馬）
- 磯辺礼子（城南大学 准教授・花森の同僚） - 渡辺梓
- 照屋江美子（種子島にある民宿経営者） - 山下裕子
- 石黒竜夫（沖縄の不良グループ「バジリスク」元メンバー・クラブ経営者） - 細川洪
- 田中寿和（城南大学付属病院 医師） - 関秀人

第7話「自給自足の達人」
- 沢田紹子（ブロガー・元CA） - 高橋かおり
- 恩田源次郎（天郷村 村民） - 螢雪次朗
- 三島絵美里（ブロガー・元CA） - 小沢真珠
- 星野信雄（天郷村 村長） - 桜木健一
- 赤崎省吾（天郷村 村民） - 山崎画大
- 三島航一郎（インテリア会社の若社長・絵美里の夫） - 高杉瑞穂
- 沢井（CA） - 吉村泉

最終話「悩める解剖医」
- 吉川菫（スナック「君江」のバイト・大樹の婚約者） - 田中律子（S19第16話にも回想で出演）
- 岩尾雅基（京都府警洛陽警察署 刑事） - 山本圭祐
- 矢吹真由（ジャンヌプロモーションの所属タレント・伸太郎の妻） - 沢井美優
- 矢吹伸太郎（プロゴルファー） - 柴木丈瑠
- 池島美里（真由のマネージャー） - 河本千明
- 片山直哉（ボクシングジム トレーナー） - 内藤邦秋
- 矢吹晶子（伸太郎の母） - 鈴川法子
- 仁科圭一（医師） - 藤本幸広
- 小木（京都府警洛陽警察署 刑事） - 白井哲也
- 有吉友希（番組アシスタント） - 桐生みほ

### 科捜研の女 スペシャル（2019年）
正月スペシャル（スペシャル12）「土門、最後の事件へ…マリコVS連続爆弾犯 予測不能の起爆装置とマイナス10℃の殺意！衝撃クライマックス」
- 巽省吾（京都府庁土木建築部用地認定課 職員・京都府桂川警察署 元警部補） - 宅麻伸
- 水野珠美（長岡京市にある土地の所有者・飛行機部品開発者） - 宮崎美子
- 黒部隆次（京都府警警備部機動隊 爆発物処理班） - 堀部圭亮
- 一之瀬駿（京都ゴーダ土木 発破技士・廉の弟） - 上島竜兵（ダチョウ倶楽部）
- 剛田丈彦（京都ゴーダ土木 社長） - 吉田輝生
- 一之瀬廉（京都ゴーダ土木 発破技士） - 岡大介
- 巽亜也子（巽の妻） - 宇谷玲

### 科捜研の女 season19（2019年 - 2020年）
第1話「科捜研の女VS科警研の女」
- 橘つかさ（科学警察研究所 主任研究員） - 檀れい（S19最終話〈回想〉ノンクレジット）
- 小峰（置屋「錦井」女将） - 立石涼子
- まめ房（置屋「錦井」芸妓） - 片山萌美
- 荒木田修（婦女絞殺事件の容疑者・弁護士との接見中に逃走） - 鈴木拓（ドランクドラゴン）
- 久口慎二（男衆） - 渋江譲二
- 鶴藤（置屋「錦井」芸妓） - 浦まゆ
- 美月（置屋「錦井」芸妓） - 寿美乃
- 月は奈（置屋「錦井」芸妓） - 守殿愛生

第2話「天才画家Xの計画」
- 古町雫（美術評論家） - 真飛聖
- 渡辺大介（宅配弁当「ニコニコデリバリー館」アルバイター・覆面画家 実相寺梵を名乗る） - 吉田ウーロン太
- 田中悟（宅配弁当「ニコニコデリバリー館」店員・覆面画家 実相寺梵） - 川島潤哉
- 川並亮太（フレンチレストラン ギャルソン） - 植栗芳樹
- 篠田仁美（宅配弁当「ニコニコデリバリー館」店員） - 島居香奈
- 三浦寛人（宅配弁当「ニコニコデリバリー館」店員） - 山形匠
- 運転手 - 田井克幸

第3話「カナダから来た男」
- 越田由美子（泉佐野カウンセリング 心理療法士） - 堀内敬子
- アラン・フリードマン（バーリントン科学大学 物理学研究所 主任研究員） - セイン・カミュ
- 井上英之（近畿国際空港 税関支署 税関検査官） - や乃えいじ
- 遠藤元也（バーリントン科学大学 物理学研究所 ポスドク・相馬の友人） - 小堀正博
- サイキ♥ユミ（売れっ子マイナーアイドル・自分を株式にして発行できるサイト「HUMAN STOCK」登録者） - 佐藤菜乃花

第4話「8億円の猫」
- 早乙女由子（絵本作家） - 室井滋（S20第7話〈回想〉ノンクレジット）
- 稲葉剛（ペットシッター） - 笠松将（少年時代：南岐佐）（S20第7話〈回想〉ノンクレジット）
- 滝俊介（滝銅版画工房 銅版画家・由子の元夫） - 諏訪太朗（S20第7話〈回想〉ノンクレジット）
- 水野幹夫（葉泉出版 編集者） - 小久保丈二
- 松原英恵（由子の妹） - 川俣しのぶ
- 早乙女修一郎（由子の弟） - 谷口高史
- 千堂頼嗣（弁護士） - ノモガクジ（S19第16話）
- 獣医師 - 林哲夫
- もも（由子の飼い猫） - あん
- みかん（滝の飼い猫・ももの姉妹猫） - あん（二役）

第5話「半世紀前から来た客」
- 及川さくら（土産物店「紅葉賀」店員・平松の妹・50年前の未解決事件の関係者） - 中田喜子（高校2年生：森田花音）
- 平松恭一郎（投資会社「五条パートナーズ」社長・50年前の未解決事件の関係者） - 寺田農（大学生：中尾聡）
- 後藤了胤（京野菜農家・50年前の未解決事件の関係者） - 大出俊（大学生：福島快利）
- リチャード・マクレガー（米国人観光客・さくらのペンフレンドで50年前脱走兵で寺内と名乗ることになる） - リチャード・ウィルソン（20歳：ケイレブ・ブライアント）
- 杉山義臣（平松の秘書） - 柴田善行
- 山田健斗（放火犯） - 中村凜太郎

第6話「愛される悪魔」
- 森弘子（留蔵の前妻） - 姿晴香
- 金村太（聡美の友人） - 出合正幸
- 田沼幸代（聡美の2人目の夫の緑川厚の娘） - 田所草子
- 沢村市子（110番通報者） - 町野あかり
- 猫手浩一郎（スーパーまる先 2代目社長） - 国木田かっぱ
- 森留蔵（資産家・聡美の4人目の夫） - 上村厚文
- 粟村辰三（老舗飴「坂東飴」主人） - 浅田祐二
- 三枝和明（聡美の1人目の夫の三枝昭和の息子） - 石田剛太
- 森香代子（留蔵と弘子の娘） - 峰松布美

第7話「消えたパンダの謎」、第8話「パンダの中の真実」
- 熊谷馨（和歌山県警 刑事） - 平岡祐太（中学生：宮田怜也〈第8話のみ〉）
- 新浜陽一（指名手配中の強盗傷害犯） - 小柳友（小学生：岩尾哉輝〈第8話のみ〉）
- 富田拓真（和歌山県警 捜査一課長） - 小宮孝泰
- 結城隆司（経営コンサルタント「洛南コンサル」顧問税理士） - 内野謙太（小学生：上田琳斗〈第8話のみ〉）
- 梅木悠三（和歌山県警 副本部長） - 浜田晃
- 飛内文枝（衆議院議員） - 湖条千秋
- 永井孝良（タクシー運転手） - 北口ユースケ（小学生：小村颯之介〈第8話のみ〉）
- 笠倉桃香（小学生・茂明と初子の娘） - 小南希良梨
- 金子康晴（経営コンサルタント「洛南コンサル」社長） - 川鶴晃裕
- 上山（交番巡査） - 伊能努
- 笠倉茂明（初子の夫） - 内藤邦秋
- 笠倉初子（茂明の妻） - 當島未来
- 米田庄吉（ゆうがお食堂 米田 店主・22年前自殺） - 奥井隆一（第8話のみ）
- 米田優子（庄吉の妻・22年前自殺） - 中道裕子（第8話のみ）

第9話「京都爆弾観光ツアー」
- 園崎乙弥（京都観光促進センター 企画部主任） - 松田悟志
- 尾藤奏吾（京都サウンド・ラボラトリー 代表・拡張現実のアプリ「京都サウンドAR」共同開発者） - 村上新悟
- 石橋響一（京都観光促進センター センター長） - 小林健
- 木内鳴実（尾藤の助手） - 柊子

第10話「マリコ寿司を握る」
- 入間千加子（入間寿司専門スクール 校長） - 清水美沙
- 若杉登（鮨若杉 店主） - 渡辺哲
- 鶴橋善也（入間寿司専門スクール 講師・元寿司職人） - 井田國彦
- 野田元（寿司屋「食彩hajime」店主） - 藤重政孝
- 友部夏雄（すし処ともべ 店主） - 濱口秀二
- 高見豊江（鮨若杉 パート従業員） - 大林菜穂子
- 丸福昌（丸福寿司 店主） - 高橋賢一
- 市川敬介（すし割烹 京山房 店主） - 宇野嘉高
- 横山美保（入間寿司専門スクール総務部 職員） - たかはしあいこ

第11話「殺人遊覧船ツアー」
- 久野幸子（静嵐寺 檀家） - 峯村リエ
- 和田芽衣子（淳雄の妻） - 磯山さやか
- 八乙女アキ（静嵐寺 檀家） - 松島紫代
- 岩谷雅（静嵐寺 檀家） - 山根誠示
- 志村裕子（静嵐寺 檀家） - 上田こずえ
- 水原洋（静嵐寺 檀家） - 竹下眞
- 和田淳雄（嵐徳寺 住職） - 阿部達雄
- 杉崎恭一（博多〜舞鶴〜釜山クルーズ船の旅 参加者） - 内藤和也
- 吉村健人（紀子の夫） - 森中保
- 吉村紀子（健人の妻） - 文月あや

第12話「赤い宝石」
- 春田光彦（宝石店 警備スタッフ・摂津医科大学附属病院 元臨床検査技師長） - モト冬樹
- 諸星大地（金融会社「キラキラファイナンス」社員・前科4犯） - 石垣佑磨
- 香坂めぐみ（フラワーショップ香坂 店主） - 大村彩子
- 染谷妙子（摂津医科大学附属病院 臨床検査技師長） - 原扶貴子
- 小杉富生（バーの店主・諸星の元仲間） - 木内義一
- 佐藤（血液型不適合の子供の父） - 堀田貴裕
- 平野竜也（6年前に殺害されたキャバクラオーナー） - 村角ダイチ
- 香坂マサル（めぐみの長男） - 前嶋志翔
- 香坂タケル（めぐみの次男） - 又野暁仁

第13話「お茶の達人」
- 角倉長治（緑茶カフェ「かどくら庵」主人・宇治銘茶「久住茶寮」元職人） - 松澤一之
- 久住花枝（博之の妻） - 萩尾みどり
- 橋本俊介（宇治銘茶「久住茶寮」職人） - 川野直輝
- 久住博之（宇治銘茶「久住茶寮」主人） - 藤田宗久
- 稲山雅代（緑茶カフェ「かどくら庵」出資者兼客引き） - 楠見薫
- 尾形祥吾（一善庵 主人） - 吉田輝生
- 相沢涼子（宇治茶グランプリ 司会者） - 英智佳
- 松宮智和（松宮茶園 茶農家） - 福本清三

第14話「予約された死」
- 神城峰子（神城葬儀社 代表） - 中島ひろ子
- 瀬田一郎（瀬田内科医院 元院長） - 鶴田忍
- 瀬田春子（一郎の妻） - 梅沢昌代
- 瀬田和真（浪人生・彰と弥生の息子） - 大地伸永
- 日向寺カレン（ラジオ「カレンの華麗なるお仕置き」DJ） - 三石琴乃
- 加藤佐奈（瀬田家 家政婦） - 飯島順子
- 瀬田彰（瀬田内科医院 院長・一郎の息子） - 阪東浩考
- 瀬田弥生（彰の妻） - 西村亜矢子

第15話「女神のぬか漬け」
- 森本雪絵（芸能事務所「フォレストルーツ」所属の料理研究家） - 森口瑤子
- 野村俊哉（芸能事務所「フォレストルーツ」社員・雪絵のアシスタント） - 少路勇介
- 柳原彩花（芸能事務所「フォレストルーツ」社員） - 仲村瑠璃亜
- 森本純一（芸能事務所「フォレストルーツ」社長・雪絵の夫） - 戸井勝海
- 三島忠之（芸能事務所「フォレストルーツ」専務） - 武野功雄
- 可愛ルミ（アイドル） - 坂ノ上茜
- 中野圭子（ルミのマネージャー） - 宇谷玲
- 森本蕗子（純一の母・故人） - 星野美恵子

第16話「風丘早月のメッセージ」
- 広橋翔大（京都府警特殊犯捜査係 係長） - 合田雅吏
- 古森謙一（立て籠もり犯・プリモカレンシー 元社員） - 忍成修吾
- 館林穣治（プリモカレンシー 経営者・糖尿病患者・電子計算機使用詐欺罪で保釈中） - 三浦浩一
- 横井敏美（主婦） - 氏家恵
- 原田千里（キョウトピアホテル宿泊部客室係 社員） - 小松美月
- 堀部（キョウトピアホテル 社員） - 西村匡生
- 樋口清史（渡月空調 電気工事士） - 下元佳好
- 陣野宇彦（司法浪人生） - 花田だいき
- 牧村克巳（解剖医・大阪府監察医事務所から洛北医科大学へ異動） - 森尾由美

第17話「妻と愛人の事件簿」、第18話「人質志望の女」
- 玉城詩津香（京都府警捜査一課特殊犯捜査係・被害者対策班 班長） - 浅野ゆう子
- 玉城雄一（京都府警京南警察署警務課拳銃指導担当係 巡査部長・詩津香の夫） - 山崎銀之丞
- 馬場学（京都府警捜査一課特殊犯捜査係 隊長） - 冨家規政
- 鳴海信二（銀行強盗犯・浩介の弟） - 池内万作
- 古雅ゆかり（エスマイル不動産京都営業所営業課・雄一の愛人・マリコの住むマンション「京南アーバンコート」305号室の入居者） - 篠原真衣
- 杉原修（クリンウォーターズ 営業社員・マリコの住むマンション「京南アーバンコート」405号室の入居者でマンション理事長） - 一條俊
- 鳴海浩介（銀行強盗犯・低血糖症） - 柴田善行
- 阿部健（銀行強盗犯・関西原料 調査員のアルバイト） - 藤本涼
- 杉原穂奈美（修の妻） - 大脇あかね
- 杉原卓海（小学3年生・修と穂奈美の息子） - 浅海翼
- 石渡省吾（管理官） - 関秀人
- 北山勝（京都府警京南警察署 署長） - 浅田祐二
- 伊藤敏江（明星銀行京南支店 行員） - 押谷かおり
- 赤井二三男（京都府警京南警察署警務課・雄一の上司） - 平岡秀幸
- 佃優馬（爆発物処理班） - 櫻井忍
- 山口幸雄（明星銀行京南支店 支店長） - 工藤雅彦

第19話「刑事部長の憂鬱」
- 平野頼通（京都府警上京中央警察署荒神橋交番 巡査・藤倉甚一の親友） - 菅原大吉
- 菅野芳樹（京都府警上京中央警察署鑑識係） - 小澤亮太
- 高萩幸乃（京都府警上京中央警察署荒神橋交番 巡査） - 白石糸
- 深田明良（焼き鳥屋 店員・前科者） - 永沼伊久也
- 本原邦彦（焼き鳥屋 店長・前科者） - 坪田秀雄
- 庄司研作（焼き鳥屋 店員） - 竹下健人
- 大場蕗江（平野に出屋町団地の騒音を相談する） - 稲垣陽子

第20話「納豆菌の女VS乳酸菌の女」
- 登矢奈津（納豆研究家・保男の前妻・翔の実母） - 西尾まり
- 長内花野（ヨーグルト研究家・保男の後妻） - 大路恵美
- 冨川隆吾（フードプロデューサー） - 斉藤陽一郎
- 長内保男（BAKERY OSANAI 店主） - 小川剛生
- 照屋淳平（BAKERY OSANAI 店員） - 谷口知輝
- 東野悦子（BAKERY OSANAI 店員） - 鈴川法子
- 長内翔（保男と花野の息子） - 折原海晴

第21話「ドクターKの失敗」
- 久保井俊平（おもちゃ診療所のドクターK） - 西村まさ彦
- 椎名小百合（ジュエリーショップ「Alcott Jewelry KYOTO」ジュエリー職人） - 遊井亮子
- 本城雄作（本城テック 副社長） - 尾崎右宗
- 本城郁江（雄作の妹） - 大家由祐子
- 中野詩子（おもちゃ診療所のドクターU） - 小柳友貴美
- 本城雄大（本城テック 社長・雄作と郁江の父） - 白井滋郎
- 本城遼馬（郁江の息子） - 有村春澄
- 高槻岳人（ジュエリーショップ「Alcott Jewelry KYOTO」店長） - 松木賢三
- 大谷幸男（おもちゃ診療所のドクターO） - 東康平
- 今田千穂（ジュエリーショップ「Alcott Jewelry KYOTO」ジュエリー職人） - 七海薫子
- 久保井恵里（俊平の娘・4年前事故死） - 潮田由香里
- 椎名晴（小百合の息子） - 靏井孝太
- 久保井ハル（恵里の娘・4年前事故死） - 前田茜

第22話「ミステリーの達人」
- 高柳龍之介（推理小説家） - 大和田伸也
- 古田憲一（工場勤務・9年前殺人で仮釈放中） - 今野浩喜（少年期：北口栄貴）
- 石川日菜子（龍之介の秘書） - 吉本菜穂子
- 高柳美咲（龍之介の妻） - 麻乃佳世
- 辻正孝（住職） - 佐川満男
- 窪塚信吾（吉夫の息子） - 山本道俊
- 市ヶ谷真彦（工場勤務） - 榎田貴斗
- 岩本健（工場勤務） - 辰巳飛揚
- 菊川久雄（工場勤務） - 横岡祐太
- 窪塚吉夫（窪塚織物 社長・9年前に古田に殺害） - 森山陽介
- 窪塚愛（信吾の娘） - 金田結愛
- マサハル（あおぞら探偵団の主人公） - 小倉恵大
- タケシ（あおぞら探偵団の主人公） - 松本和真

第23話「土門刑事の妻」、第24話「土門刑事の選択」
- 火浦義正（元京都府警八条中央警察署刑事課強行犯係 巡査部長・土門の同期・現在は「野本康治」名義） - 升毅
- 古河大儀（衆議院議員・元京都府警本部警備部長） - 辻萬長
- 森迫宏成（京都中央大学 法学部長・元学生サークル「ノストラダムスの会」顧問） - 大河内浩
- 広辺誠児（フリーライター） - 森下じんせい
- 楡井敏秋（京都中央大学医学部 5年・学生サークル「ノストラダムスの会」会員・20年前死亡） - 中村凜太郎
- 大西（居酒屋「れんこんや」店主・元京都府警八条中央警察署刑事課強行犯係・土門の元上司） - 西園寺章雄（第23話のみ）
- 室岡厚也（西大路プログラミング専門学校 学生・楡井と千佐子の息子） - 大八木凱斗（第24話のみ）
- 室岡千佐子（学生時代の楡井敏秋の元恋人・今年の4月に病死） - 星月七（第24話のみ）

第25話「シャンハイ捜査線」
- 張怡（投資ファンド「上海五星金融有限公司」社員・ラーメン黒川 元店員・ラーメンチェーン「高持屋 難波店」元店員） - 北香那
- 岡村美奈子（陽太の姉） - 入来茉里
- 占部文彦（フリーター・2年前ラーメンチェーン「高持屋 難波店」店長） - 諏訪雅
- 元谷剛（デイトレーダー・ラーメン黒川 元店員・ラーメンチェーン「高持屋 難波店」元店員） - 菅裕輔
- 岡村陽太（ラーメン黒川 元店員・ラーメンチェーン「高持屋 難波店」元店員） - 長南洸生
- 黒川栄子（ラーメン黒川 女将） - まつむら眞弓
- 岩井出修（高持屋フードサービス 常務） - 吉田輝生
- 高持太郎（高持屋フードサービス 社長） - いわすとおる

第26話「待ち人、来る」
- 浜内詩帆（絹宮神社 住み込みの手伝い） - 高田里穂
- 浜内通彦（道頓堀運送 トラックドライバー・詩帆の夫） - 山根和馬
- 奥山昭典（ネット捜査会社「ネットディテクティブリサーチ」運営者） - 本山力
- 根本義郎（絹宮神社 禰宜） - 内藤邦秋
- 深守兼信（絹宮神社 宮司） - 中川浩三
- 深守教子（兼信の妻） - 平井三智栄
- 安斎清士（京都府警 生活安全部長） - 高谷恭平
- 越野三枝子（絹宮神社 職員） - 髙橋知代

第27話「マリコの動画チャンネル」
- 小畑常治（老舗フレンチ「Chez OBATA」2代目社長・PyuuTuberでチャンネル名は「バタやんの三つ星料理ちゃんねる」） - 浅野和之
- 藤澤智明（良太の父・開の祖父） - 坂西良太
- 池住政司（老舗フレンチ「Chez OBATA」総料理長） - 横堀悦夫
- 八十嶋圭一（老舗フレンチ「Chez OBATA」副料理長） - 丹羽貞仁
- 小畑邦子（常治の妻） - 辻葉子
- 根崎真未（常治の秘書） - 山﨑萌香
- 藤澤開（良太の息子） - 大竹悠義
- おかかエミル（PyuuTuberでチャンネル名は「おかか姉妹のおかかチャンネル♪」） - 大松絵美
- おかかハルコ（PyuuTuberでチャンネル名は「おかか姉妹のおかかチャンネル♪」） - はるあん
- 藤澤良太（藤澤軒 店主・1年前に閉店したあと死亡） - 川添公二
- 柴野大輔（老舗フレンチ「Chez OBATA」給仕担当） - 鎌田健太郎

第28話「筋肉は嘘をつかない」
- 二宮美音（トレーニングジム「Queen-body」トレーナー） - 青山倫子
- 辻井弘明（トレーニングジム「からだゆーとぴあ」トレーナー） - 賀集利樹
- 七海真友（京都中央放送 アナウンサー・愛称「ななみー」） - 野呂佳代
- 三谷勝（トレーニングジム「Queen-body」会員） - なかやまきんに君
- 一ノ瀬響子（トレーニングジム「Queen-body」代表） - 今藤洋子
- 清水康太（京都中央放送 プロデューサー） - 森崎正弘
- 二宮琴音（美音の妹・13年前に交通事故死） - 竹本友萌

第29話「銭湯アイドルの秘密」
- 十文字政宗（スーパー銭湯アイドル・18年前に歌手デビューし、3年前にスーパー銭湯「灯神の湯」でアルバイト・本名「石川政宗」） - 柏原収史
- 堀之内希和（十文字政宗温(on)ステージ 観客・蕎麦屋「一寿庵」元店主） - 左時枝
- 月島久子（蕎麦屋「一寿庵」女将・希和の姪） - しゅはまはるみ
- 堀之内寛太郎（指定暴力団の取り立て屋・和希の息子） - 西尾塁
- 向井園枝（十文字政宗温(on)ステージ 観客） - 一木美貴子
- 西松丈夫（スーパー銭湯「灯神の湯」館長） - 森乃阿久太
- 月島紀彦（蕎麦屋「一寿庵」店主・久子の夫） - 三角園直樹

第30話「100円の殺人!?」
- 園田逸子（佐江のブログの協力者・節約の達人） - 松岡依都美（8歳：山内陽葵 / 18歳：平山咲彩）（S20第7話〈回想〉ノンクレジット）
- 山元一史（喫茶もと一 マスター・志乃の亡き夫の友人） - 日野陽仁（S20第7話〈回想〉ノンクレジット）
- 柴崎佐江（ブロガー・20年前ジュエリー「桐生宝石店」元従業員） - 菊地美香
- 柴崎雄二（佐江の夫） - 佐渡山順久
- 桐生康介（ジュエリー「桐生宝石店」店長・20年前死亡） - 西村匡生
- 園田志乃（喫茶もと一 店員・逸子の母・20年前ジュエリー「桐生宝石店」元従業員で殺人の前科1犯） - 筒井真理子（S20第7話〈回想〉ノンクレジット）

第31話「ピンク色の鑑定」
- 川上夏夫（古着ショップ「ANTINOMY」経営者） - 赤楚衛二（8歳時：南岐佐）
- 後藤紅子（秀春の妻） - 東ちづる
- 川上幸之助（カグヤマ繊維株式会社 社長・夏夫の父） - 堀内正美
- 後藤秀春（ホームレス・元草木染めの染色家・19年前に失踪） - 春田純一
- 今村達也（カグヤマ繊維株式会社 総務部 社員） - 伊庭剛
- ニーチェ（ホームレス） - 越村友一
- 安井道子（NPO所属・秀春の担当者） - 當島未来

第32話「マリコのネイルサロン」
- 篠宮佐和（ネイルサロン「ラ・シャヴァンヌ」店主・樹里とは高校時代の時の不良仲間） - 佐藤江梨子（幼少期：森田梨歩）
- 三枝佳乃（ネイルサロン「ラ・シャヴァンヌ」客） - 藤田弓子
- 真木英子（スナック「晩秋」ママ・傷害の前科2犯） - 広岡由里子
- 朝吹樹里（保険外交員・詐欺、恐喝の前科2犯・佐和とは高校時代の時の不良仲間） - 佐藤乃莉
- 北村ケンジ（フリーター・樹里の交際相手） - 植木祥平
- 三枝沙織（クリーニング南風 従業員・英子の実子で佳乃の養子） - 島居香奈
- 篠宮芳江（佐和の母・故人） - 田辺ひと心
- 三枝真央（沙織の娘） - 木村湖音
- 中島彩（ネイルサロン「ラ・シャヴァンヌ」客） - 朝井千景
- 稲垣（京都西保護観察所 所員） - 泉知奈津

第33話「ニューヨークから来た悪魔」
- 水島宗助（高槻市在住の資産家・聡美の新たな交際相手） - 不破万作
- 本多幸一（アメリカの照り焼きソース 日本支社「TeriyaKING.Japan」元社長・嘉壱の長男） - 大場泰正
- 本多光二（アメリカの照り焼きソース 日本支社「TeriyaKING.Japan」現社長・嘉壱の次男） - 井之上チャル
- 本多鏡子（アメリカの照り焼きソース 日本支社「TeriyaKING.Japan」専務・嘉壱の長女） - 美鈴響子
- 宮下保（アメリカの照り焼きソース 日本支社「TeriyaKING.Japan」販売担当重役） - 牛丸裕司
- 本多嘉壱（アメリカの照り焼きソース「TeriyaKING」創業者で会長・2週間前アメリカ ニューヨークで死亡） - 福本清三
- 朝比奈江真（警視庁捜査一課 刑事・ニューヨーク市警ブルックリン75分署で研修中） - 清水ミチコ

最終話「20年目の榊マリコ」
- 芳賀悦郎（小説家・篤文の友人・20年前の殺人の指名手配犯） - 田中要次
- 篠崎市香（祇園でクラブを経営・篤文の元妻・元女優） - 河井青葉
- 山木弾正（山科音楽ホール理事・篤文の友人・バイオリニスト） - 東根作寿英
- 江草薫子（セレブタレント・篤文の写真のモデル・元グラビアアイドル） - 宮地真緒
- 狩野篤文（写真家・20年前死亡） - 比留間由哲
- 矢部晋平（榊伊知郎の知り合い・裁判員） - 六角慎司
- 森月孝也（KYO no YEAH design office勤務・20年前篤文のアシスタント） - 岡嶋秀昭
- 高西直人（弁護士） - 谷口高史
- 根本佳枝（裁判長） - まつむら眞弓
- 城崎修（検察官） - 平野潤也
- 仙道重則（ロック喫茶 経営者・20年前死亡） - 山口竜央
- 猿渡一造（津炭山 加美鳴沢別荘地 管理人） - 多賀勝一

### 科捜研の女 season20（2020年）
第1話「榊マリコになれなかった女」
- 星名瑠璃（10年前丹波女子高等学校 現代社会担当の非常勤講師で山岳部 副顧問） - 大久保佳代子（オアシズ）
- 井ノ口聖子（10年前丹波女子高等学校 教師で山岳部 顧問） - あめくみちこ
- 野田由香（登山用品京水山荘 店員・10年前丹波女子高等学校 学生で山岳部所属） - 高田夏帆
- 渡辺順吾（西大阪第一高校 教師・10年前丹波女子高等学校 教師で河合の担任） - 池下重大
- 河合範子（丹波女子高等学校 学生で山岳部所属・10年前死亡） - 里吉うたの（BEYOOOOONDS）
- 佐々木栄子（主婦・10年前失踪） - 松島紫代

第2話「マリコのハロウィーン大作戦」
- 迫田茂夫（特技を売り買いするスキルマーケット「オハコ市場」登録者・元アパレルメーカー「Premino」社員） - 村田雄浩
- 田部井亘（特技を売り買いするスキルマーケット「オハコ市場」登録者・アパレルメーカー「Premino」営業部長） - 清水昭博
- 大竹千鶴（特技を売り買いするスキルマーケット「オハコ市場」登録者・主婦） - 宍戸美和公
- 相川洋平（アパレルメーカー「Premino」社長） - 行澤孝
- 野元杏子（アパレルメーカー「Premino」社員） - 奥田ワレタ
- 山崎梨乃（特技を売り買いするスキルマーケット「オハコ市場」登録者・保育士） - 大脇あかね
- 菱沼圭太（特技を売り買いするスキルマーケット「オハコ市場」登録者・IT企業のサラリーマン） - 笠松祐介
- 澤崎菜月（アパレルメーカー「Premino」社員） - 小出優子
- 今平（京都光葉大学都市環境研究所 職員） - 浅田祐二

第3話「世界一辛い殺人」
- 堺田茂樹（激辛料理店「激辛塾さかい」店主・「旨辛コンテスト」決勝戦 出場者） - 波岡一喜
- 長谷川希美（シングルマザーで料理ブロガー・「旨辛コンテスト」決勝戦 出場者） - 鈴木亜美
- 向山秀人（割烹料理店「割烹 向山」店主・「旨辛コンテスト」決勝戦 出場者） - 大浦龍宇一
- 富永栄吉（料理評論家・「旨辛コンテスト」決勝戦 審査員） - 伊庭剛
- 百瀬亮典（コンビニチェーン「ミソラマート」社員） - 国木田かっぱ
- 司会（「旨辛コンテスト」決勝戦 司会者） - 太田真一郎
- 佐倉鈴（ミス唐辛子・「旨辛コンテスト」決勝戦 審査員） - 英智佳
- 長谷川拓真（希美の息子） - 荒田陽向

第4話「眠り姫の秘密」
- 織江美香子（寝具会社「ねむりの蔵」社長で雄吾の母・睡眠プランナー） - 杉田かおる
- 殿村豊（京都府警南野警察署強行犯係 刑事） - 浜田学
- 藤木蕾（タレントの卵・真弥の付き人） - 松田るか
- 織江雄吾（寝具会社「ねむりの蔵」宣伝部長） - 小堀正博（幼少期：井上一輝）
- 成沢真弥（タレント・雄吾の婚約者） - 篠原真衣
- 三ツ矢比呂（俳優・真弥の元交際相手） - 西尾塁
- 志賀彰（寝具会社「ねむりの蔵」パフューマー） - 櫻井忍

第5話「牛が見た殺人」
- 三倉秀一（みくら牧場 牧場長） - 夙川アトム（小学校時代：栗田倫太郎）
- 佐川瑛美（みくら牧場直営カフェ「まきばのこかげ」雇われ店長） - 秋元才加
- 柊恵子（高級ホテルチェーン「BELLEZA HOTEL」社長・秀一とは小学校時代の同級生） - 中原果南（小学校時代：木村湖音）
- 滝川和彦（高級ホテルチェーン「BELLEZA HOTEL」副社長） - 奥井隆一
- 小田健二（みくら牧場 スタッフ） - 竹下健人
- 佐川翔太（瑛美の息子） - 中須翔真

第6話「マリコVS干物美女」
- 水沢キヨラ（ワカナジャポン所属モデル） - 矢島舞美（少女期：忽那凛音）
- 草谷ゆり子（草谷カフェ オーナー） - 長野里美
- 中川昇（京都府警組織犯罪対策課 刑事） - 須田邦裕
- 梶木譲士（写真家・通称「ジョージ梶木」） - 栄信（少年期：有村春澄）
- 若菜アユミ（ワカナジャポン 社長） - 飯島順子
- 宮園アンナ（ワカナジャポン所属モデル） - 久保葵

第7話「風丘早月、罠に堕ちる」
- 新海登志子（北大路大学薬学部 教授・風丘早月の恩師・通称「プリンセス・トシコ」） - 高橋ひとみ（第8話にも登場）（少女時代：森口幸音〈第8話のみ〉）

第8話「プリンセスの扉」
- 八木徹平（エビイモ栽培者） - 林泰文
- 宮本慎一郎（大手学習塾「明春アカデミー」社長） - 上杉祥三（青年時代：池之上頼嗣）
- 久保田英司（洛運物流センター 派遣社員） - 七瀬公
- 野口英晴（登志子の助手） - 酒井善史
- 新海雄一（登志子の父・40年前死亡） - 白井哲也
- 新海静子（登志子の母・夫の死後病死） - 田辺ひと心
- 平井正勝（大手学習塾「明春アカデミー」塾員） - 堀田貴裕

最終話「被疑者：土門薫」
- 安在志津枝（BAR「ファンティーヌ」経営者） - 南野陽子
- 中塚弘文（京都府警警務部 監察官） - 長谷川初範
- 椎木智里（株式会社リモートメディア 営業担当） - 佐藤玲
- 名村康祐（株式会社リモートメディア プログラマー） - 井俣太良
- 檀野昭伸（ニシキベンチャー 代表・12年前投資詐欺の容疑で逮捕） - ハリウッドザコシショウ
- 佐山芳正（詐欺被害者・12年前壇野の殺人未遂で逮捕され留置所で自殺） - や乃えいじ
- 坂西敏也（詐欺の前科1犯・12年前ニシキベンチャー 幹部） - 山本道俊

### 科捜研の女 season21（2021年 - 2022年）
第1話「榊マリコの選択」
- 水城和穂（数学者・京都中央大學 准教授・立岡の元妻） - 沢城みゆき
- 桑名武明（元京都府警烏丸警察署刑事課組織犯罪対策係 巡査部長） - 田邊和也
- 奥沢園美（京都職能育成センター 主宰） - 松本海希
- 立岡清純（警察庁刑事企画課 理事官・倉橋の同僚） - 東山龍平
- 島村晴哉（デリバリーサービス配達員） - 中村凜太郎

第2話「殺人を消毒する女」
- 秦美穂子（あぶくま特殊清掃 特殊清掃人・元洛北医科大学 ウイルス学研究室 助教授） - 佐津川愛美（劇場版）
- 阿武隈忠（あぶくま特殊清掃 社長） - 谷田歩
- 北村沙織（京町屋cafe甘百合 バイト店員・洋子の住むアパートの隣人） - 奥山かずさ
- 新井典子（京色塗装 所長） - 瑛蓮
- 青山美咲（京色塗装 社員） - 泉川実穂
- 佐々浦洋子（元京色塗装 社員） - 森口幸音
- 吉川恵美（京町屋cafe甘百合 店主） - 奥田ワレタ
- 坪倉隆（左官職人・洋子の住むアパートの103号室在住） - 竹下健人
- 渡辺萌々香（京色塗装 社員） - 平山咲彩
- 島健太（京色塗装 社員） - 中尾聡
- 佐々浦晴子（洋子の母） - 鈴川法子

第3話「マリコのラーメン大作戦」
- 越智弘基（アプリ開発「ミラクル製作所」社長・元IT企業「Rockle Japan」社員） - 松尾諭
- 溝口晴翔（アプリ開発「ミラクル製作所」専務） - 兵頭功海
- 佐々木絲（アプリ開発「ミラクル製作所」常務） - 智順
- 磐田誠一郎（IT企業「Rockle Japan」社長） - 西ノ園達大（少年期：神谷龍翔）
- 横澤憲（アプリ開発「ミラクル製作所」事業部長・元喫茶店「カフェ・ド・鴨川」店主） - や乃えいじ
- 水瀬悠真（アプリ開発「Cosmos Gate」開発者） - 伊島空
- 楠木良和（IT企業「Rockle Japan」副社長） - 三角園直樹
- 佐々木大智（絲の息子） - 宇治本竜ノ助

第4話「マリコの靴みがき」
- 上杉明里（靴磨き専門店「磨き家」店主・栄太の妻） - 音月桂
- 赤宮公達（靴磨き専門店「磨き家」常連客・陽介の父） - ダンカン
- 亀井淳平（金融業者「ヤブキファイナンス」社員） - 阿部亮平
- 赤宮遥（靴磨き専門店「磨き家」常連客・陽介の妻） - 村崎真彩
- 赤宮須磨子（陽介の母） - 山本志づ世
- 赤宮陽介（赤宮陽介税理士事務所 税理士） - 梅林亮太
- 矢吹国男（金融業者「ヤブキファイナンス」社長） - 吉田輝生
- 横沢征（ビリヤードバー 経営者） - 湯浅崇
- 上杉健太（栄太と明里の息子） - 栗田倫太郎
- 上杉栄太（プロ野球選手・横沢とは異父兄弟・3年前病死） - 梅原勇輝

第5話「殺しのエチュード」
- 和田優（調律師） - 崎山つばさ
- 山崎永太（第13回ザルツブルク国際ピアノコンクール 日本最終予選 参加者） - 山岸門人
- 佐光真奈美（第13回ザルツブルク国際ピアノコンクール 日本最終予選 参加者） - 渋谷飛鳥
- 戸村康介（第13回ザルツブルク国際ピアノコンクール 日本最終予選 参加者） - 川野直輝
- 佐光真造（真奈美の父） - 峰蘭太郎
- 佐光恵子（真奈美の母） - 楠見薫
- ハンナ・リーフェンシュタール（第13回ザルツブルク国際ピアノコンクール 日本最終予選 審査員長） - ミルタ
- 支配人 - まつむら眞弓
- マルク・タルコフスキー（審査員長） - ローレンス・マックラウド・マドックス

第6話「マリコVS鑑定王子」
- 一条礼司（美術鑑定士・船井郡山田村出身） - 元木聖也（少年期：南岐佐）
- 鈴森啓子（船井郡山田村 村長） - 生田智子
- 松野光雲（星辰寺 住職） - 町井祥真（少年期：木下景翔）
- 窪塚照之（船井郡山田村出身・横井とはマルチ商法の仲間） - 岩井拳士朗（少年期：折原海晴）
- 横井友哉（バー「Optare」常連客） - 松木賢三
- 石川多江子（船井郡山田村役場 職員） - 町野あかり
- 藤沢みどり（船井郡山田村役場 職員） - 中道裕子
- 戸塚幸雄（船井郡山田村役場 職員） - 桑原良二

第7話「犯人オーディション」
- 松永大我（男子アイドルグループ「TT-Nimo」オーディション合宿参加者） - 佐野岳
- 大橋剣人（男子アイドルグループ「TT-Nimo」オーディション合宿参加者） - 松島庄汰
- 佐藤貞広（男子アイドルグループ「TT-Nimo」プロデューサー・愛称「サニー」） - 斉藤陽一郎
- 西尾ユズキ（男子アイドルグループ「TT-Nimo」オーディション合宿参加者） - 川野快晴
- 豊原輝（男子アイドルグループ「TT-Nimo」オーディション合宿参加者） - 清水学
- 今井のぶ子（男子アイドルグループ「TT-Nimo」オーディション合宿の賄い担当） - 岡部尚子
- 岡山亜斗夢（男子アイドルグループ「TT-Nimo」オーディション合宿参加者） - 祐楽
- 柳紗智子（松永の元恋人） - 加藤千果
- 有村理央（男子アイドルグループ「TT-Nimo」オーディション合宿のダンス講師） - 松原由希子
- 佐野光彦（男子アイドルグループ「TT-Nimo」オーディション合宿参加者） - 西川すばる
- 井端空（男子アイドルグループ「TT-Nimo」オーディション合宿参加者） - 澤田佳波
- 柳日菜子（松永と紗智子の娘） - 小山紗愛

第8話「マリコVS殺人AI」
- 中垣淳之（京都AIセンター 元主任） - 近江谷太朗
- 梅島涼介（京都AIセンター 職員） - 小日向星一
- 高階浩也（ニュースサイト「MIZARI.WEB.COM」ライター） - 野田晋市
- 小野寺穂波（ニュースサイト「MIZARI.WEB.COM」ライター） - 田中沙依
- 中垣健太（淳之の息子・5年前自殺） - 渡辺佑登

第9話「衝撃…マリコvs科捜研!!」
- 丸山紘一（警察庁 科警研・化学課担当の講師） - 長嶋一茂
- 椎名美幸（奈良県警 科捜研 法医研究員） - 宮本真希
- 堀日菜子（兵庫県警 科捜研 化学研究員） - 小島梨里杏
- 峰岸賢（和歌山県警 捜査一課 刑事） - 松澤一之
- 長谷川公子（京都府警 鑑識員） - 大林素子
- 若林修（大阪府警 科捜研 化学研究員） - 西尾塁
- 牧英子（大阪府警 科捜研 法医研究員） - 寒川綾奈
- 野津原大（和歌山県警 科捜研 法医研究員） - 粕谷吉洋
- 磯村あおい（和歌山県警 科捜研 化学研究員） - 我妻三輪子
- 本郷地隆（強行犯担当の講師） - 西村匡生
- 加藤達也（和歌山県警 捜査一課 刑事） - 板倉チヒロ
- 橋本海斗（兵庫県警 科捜研 法医研究員） - 大八木凱斗
- 宍戸健太（奈良県警 科捜研 化学研究員） - 森乃阿久太
- 白鳥淳子（科警研 法科学第一部 生物第三研究室・法医課担当の講師） - 高嶋ちさ子（写真のみ登場）

第10話「新春かくし芸鑑定」
- 高安順二（京都府警烏丸警察署 生活安全課 係長・10年前組織犯罪対策部 刑事） - 林家正蔵
- 岩井綾香（中京区民会館「はんなり会館」館長） - 高橋かおり
- 間宮栞（サンドイッチ専門店「CAFE Number 8」オーナー・洛峰食品 株式会社 営業部 主任） - 吉住
- 才賀春樹（指定暴力団「貴船組」のフロント企業「（株）キフネ・プランニング」社員） - 小堀正博
- 串村利一（指定暴力団「貴船組」のフロント企業「（株）キフネ・プランニング」社長） - 伊庭剛
- 高安富美子（順二の妻） - 園英子
- 渋木渉（居酒屋「おきばり茶屋」店長） - 満腹満
- 高安かおり（順二と富美子の娘） - 花田優里音
- 鈴木恵（京都府警烏丸警察署 生活安全課） - 三宅唯真
- 泉真美（サンドイッチ専門店「CAFE Number 8」店員） - 寺浦麻貴

第11話「デジタル舞子殺人事件」
- 椎名美月（デジタル舞子オフィス 社長・元美容師） - 川津明日香
- 本条奈々（デジタル舞子オフィス スタッフ・元書店員） - 三澤紗千香
- 庄司直樹（IT企業「アクロスラボ」社長） - 南圭介
- 速水祐斗（デジタル舞子オフィス スタッフ） - 野島透也
- 上里篤（イベント会社「ATO企画」社長） - 佐渡山順久
- 桜井健介（居酒屋「やく味屋」店員） - 村角ダイチ
- 石岡武夫（健康器具の詐欺被害者） - 福原正義

第12話「女優コート殺人事件」
- 山本ミサ（デザイナー） - 藤真利子
- 島田茜（サブスクリプション 顧客） - 大久保桜子
- 川久保純（女優） - 桃月なしこ
- 三宅由莉（西丸百貨店 サブスクリプション責任者） - 篠原真衣
- ニーキュッパの女 - 薄幸
- 稲葉玲子（純のスタイリスト） - 奥田ワレタ
- 菊池江梨花（雑貨店 店員・サブスクリプション 顧客） - しまずい香奈
- 山本壮一郎（ファッションブランド「Misa Yamamoto」社長・ミサの弟） - 柴田善行
- 高田英恵（西丸百貨店 社員） - 當島未来
- 渡部智也（茜の彼氏） - 中尾聡

第13話「マリコのソロキャンプ」
- 黒石萬作（星ヶ丘キャンプ場利用者・グローバル企業「KUROISHI HOLDINGS」社長） - 斉木しげる
- 森末未来也（星ヶ丘キャンプ場利用者・リゾート会員権の売買仲介の営業） - 藤田富
- 野川桜子（星ヶ丘キャンプ場利用者・PyuuTuber） - 小林万里子
- 高見沢萌（星ヶ丘キャンプ場利用者・根室の彼女） - 市瀬由宇
- 南郷朋親（星ヶ丘キャンプ場利用者・プレジャーボートの販売代理店 代表） - 山西規喜
- 根室成人（星ヶ丘キャンプ場利用者・高見沢の彼氏） - 竹田和哲
- 香弥乃（芸妓） - 大脇あかね

第14話「復讐する臓器」
- 笠城覚士（詐欺の罪で仮釈放中） - 橋本じゅん
- 賀茂井恵美（デイトレーダー・大翔の母） - 遊井亮子
- 賀茂井大翔（小学4年生・恵美と健治の息子） - 潤浩
- 高平理香子（賀茂井の研究室の研究員） - 柳美稀
- 児玉慎也（投資会社「洛南ベンチャーキャピタル」営業・賀茂井の研究室の出資者） - 石田剛太
- 根本潤蔵（京都中央大学 教授） - 浅野彰一
- 賀茂井健治（京都中央大学 理学部 神経科学科 准教授・大翔の父・1ヶ月前死去） - 奥井隆一
- 中野彰一（大学院生・賀茂井の研究室の研究員） - 諏訪雅
- 石崎依江（公益社団法人 全国臓器移植サポート 関西支部 移植コーディネーター） - 折目真穂

第15話「救助犬ゾイ」
- 斯波健三（斯波救助犬訓練センター ハンドラー） - 奥野壮
- 三池寧々子（健三の助手で幼馴染） - 里々佳
- 高城光彦（高城リゾート株式会社 社長） - 平岡秀幸
- 野口栄斗（有限会社洛山林業 森林管理課 所長・6年前高城リゾート株式会社 社員） - 宇仁菅真
- 奥山桜（動画チャンネル「ゾイケンちゃんねる」制作者） - 尾本祐菜
- 斯波美苗（健三の母・6年前死去） - 辻葉子
- 中州紀子（動画チャンネル「ゾイケンちゃんねる」制作者） - 福嶋千明
- 秋田摩季（動画チャンネル「ゾイケンちゃんねる」制作者） - 宇谷玲
- ゾイ（災害救助犬） - ハンター

第16話「マリコ先生の実験教室」
- 古江美智流（爽葉学園小学校 スクールサポートスタッフ・隆一の息子） - 三浦涼介
- 勝又潤子（爽葉学園小学校 校長・6年前副校長） - 大島さと子
- 水口大吉（爽葉学園小学校 用務員） - 千原せいじ
- 清原隆一（6年前爽葉学園小学校 学校写真カメラマン・同年死去） - 石田登星
- 坂木麻里菜（爽葉学園小学校 児童） - 芹沢凜
- 山下都和（爽葉学園小学校 児童） - 吉田鼓太良
- 中島伊吹（爽葉学園小学校 児童） - 松本和真
- 吉村則人（爽葉学園小学校 教頭） - 岡嶋秀昭
- 久保英紀（爽葉学園小学校 教師） - 行澤孝
- 梅ヶ崎俊雄（6年前爽葉学園小学校 校長・同年死去） - 堂崎茂男

第17話「マリコのジビエデート」
- 椿木陽（山子町診療所 医師・法医認定医） - 藤井隆
- 堺逸希（山子町診療所 看護師） - 梶原ひかり
- 我妻浩二（猟師） - 山田明郷
- 磯島啓太郎（山子町 町長） - 野添義弘
- 澤部保（厚生労働省 医政局 地域医療計画課 医系技官） - 小松利昌
- 留福真由美（留福旅館 女将） - 安澤千草
- 伊江田俊介（京北市役所 地域振興部 部長） - 佐々木誠

最終回スペシャル「マリコ、最後の事件…衝撃ラスト!」
- 山神芳彦（社会学者） - 久保田悠来
- 深野拓実（大麻所持の前科1犯） - 柾木玲弥
- 門谷道朗（4年前京根崎町で起こった水害の被害者遺族） - 藤田宗久
- 大貫和秋（4年前京根崎町 在住） - 安永稔
- 沼田洋乃（ノギワクリーニングサービス 清掃員） - 田辺ひと心
- 尾崎徳江（4年前京根崎町 町長） - 松代沙織
- 篠原丈治（乙羽大学 学長） - 大島守人

### 科捜研の女 2022 season22（2022年）
第1話「新生・科捜研、衝撃スタート… 予測不能の連続人体自然発火!!」
- 才川隆文（京都環境生態研究センター 環境DNA研究室・機械工学専門） - 正名僕蔵
- 設楽勉（京都環境生態研究センター 環境DNA研究室・電子工学専門） - 水橋研二
- 奥崎譲（京都環境生態研究センター・センター長） - 小宮孝泰
- 大沢朱音（京都環境生態研究センター・事務員） - 大脇あかね

第2話「AIで蘇った悪魔」
- 兵働耕春（プログラマー・25年前不正アクセス事件で逃亡し、柿原伸緒として生活） - 森崎ウィン
- 末政彰義（京洛大学 学長） - 少路勇介
- 海老沼肇（海老沼ユーティリティーズ株式会社 社長・25年前の兵働の助手） - 岡嶋秀昭
- 末政厚美（京洛大学 有機化学研究室 研究員・彰義の娘） - 尾本祐菜
- 猪川弘人（京洛大学 総務部長） - 三角園直樹

第3話「完全密室殺人実験」
- 兼平政則（京陵大学 理工学部 学部長） - 山崎銀之丞
- 三浦葵（京陵大学 理工学部生物工学科 准教授） - 鳴海唯
- 野上怜奈（京陵大学 兼平研究室 研究員） - 宮嶋麻衣
- 橋本優斗（京陵大学 兼平研究室 研究員） - 佐々木誠
- 中田晃（京陵大学 兼平研究室 研究員） - 小堀正博
- 真村篤子（まむらファーム 農家） - まつむら眞弓

第4話「人体白骨化20日法」
- 連城源（連城水産株式会社 従業員・友孝の甥） - 濱田龍臣
- 布川伸恵（農家・美里の母） - 阿南敦子
- 布川美里（源の高校時代の同級生・高校時代に自殺） - 矢吹奈子
- 連城友孝（連城水産株式会社 社長） - 谷口高史
- 連城哲子（連城水産株式会社 従業員・友孝の妻） - 飯島順子
- 時田幸平（宮鶴市役所 環境保全課 職員・源の高校時代の同級生） - 堺翔太
- 板橋秀介（金庫破りの逃亡犯・源の高校時代の同級生） - 中尾聡
- 木村珠美（宮鶴市立病院 看護師） - 福井美都

第5話「天才科学者VSサル」
- 岩城達夫（京都理科大学 音響物理学 大学院生） - 西銘駿
- 園山隆（京都理科大学 生命理工学部 助教） - 佐伯新
- 和斉信治（京都理科大学 動物心理学 教授） - 中川浩三
- Xin Wang（前科2犯） - 村角ダイチ
- 新谷真澄美（京都理科大学 生物学 准教授） - 西村亜矢子
- 神川加奈（京都理科大学 動物生態学 ポスドク研究員） - 三宅唯真
- 蒔田美紀（京都理科大学 生物学 大学院生） - 森口幸音

第6話「犯人予測システム」
- 漆原修次（京都府警本部 総務部長） - 風見しんご
- 梶谷亮一（システム開発会社「Boule Systems」社長） - 鈴之助
- 漆原海斗（高校3年生・修次と絵美の息子） - 三谷麟太郎
- 大橋敦夫（システム開発会社「Boule Systems」社員） - 佐渡山順久
- 漆原絵美（修次の妻） - 虹園春美
- 堀野達也（京都民経新聞社 記者） - 板倉チヒロ

第7話「ウマと話す方法」
- 生駒遥夏（京都文理大学 動物行動学 准教授） - 石井杏奈
- 猪原明良（潮田のマネージャー） - 住田隆
- 潮田純哉（俳優） - 富樫慧士
- 香西浩徳（香西乗馬ファーム 経営者） - 山口竜央
- 藪谷伸彦（京都洛西撮影所 所長） - 山田太一
- 吉川耕造（香西乗馬ファーム 馬主） - 吉田輝生
- 高畠政生（香西乗馬ファーム 厩務員） - 櫻井忍
- ウィンター（吉川が所有する馬） - ソウタ

第8話「紅葉が見た殺人」
- 曽根くるみ（樹木医） - 真飛聖（18歳：松浪瞳）
- 佐久間千佳（物流センターのパート従業員） - 入来茉里（6歳：このか）
- 船井文治（写真家） - 尾崎右宗
- 山際仙二郎（千佳の隣人） - 浅田祐二
- 佐久間功夫（植木職人・千佳の父） - 峰蘭太郎
- 戸塚昌（中華料理店の店主） - 山浦徹
- 玉橋類（TT-Nimoのメインボーカル） - 大倉裕真
- 佐久間ルナ（千佳の娘） - このか（二役）

最終話「-50℃冷凍マリコ!! 最終決戦ついに完結」
- 牧村美優（科学者専門のブローカー） - 篠原真衣
- 水川真由美（電力企業「ニッカデン京都支社」部長） - 加藤英美里
- 渡辺集（柿満電気工業 ニッカデン孫請け工場 従業員） - や乃えいじ
- 原隆明（柿満電気工業 ニッカデン孫請け工場 従業員） - 高島和男
- 狩野（京南グランドホテル 支配人） - 松島紫代

### 科捜研の女 season23（2023年）
第1話「新生マリコVS姿なき爆弾犯!! 目撃者は猫!? ロンドン〜天橋立1万キロ遠隔殺人を暴く最新科学と謎の綿あめ」
- 阿久津誠也（京都府警下鴨中央警察署 刑事・2年前京都府警捜査二課 刑事） - 徳重聡
- 本並圭子（康介の妻） - 小橋めぐみ
- 芦田勉（フリーター） - 森田甘路
- 伊藤剛一（2年前の警察官かたり詐欺事件の犯人） - 篠原悠伸
- 青木隆（コンサルタント業・さゆりの夫） - 行澤孝
- 本並康介（本並ブランド 社長・圭子の夫） - 伊庭剛
- 細川英二（メッキ工場の家主） - 吉田輝生
- 青木さゆり（隆の妻） - 大石彩未
- 阿久津敏子（誠也の母） - 市毛良枝

第2話「鳥と話す殺人犯!?」
- 宝居茅子（香道「宝居流」家元） - 浅野ゆう子
- 宝居雅臣（茅子の長男・麗華の伯父） - 庄野﨑謙
- 宝居麗華（西洞院大学1年生・茅子の孫） - 中尾百合音
- 水原佐恵（宝居家の家政婦） - 小林きな子
- 篠川靖（香道「宝居流」事務長） - 谷口高史
- 吉田龍司（京都府警捜査一課 刑事） - 上川周作
- 南雲郁也（麗華の元家庭教師） - 大塚宣幸
- 野村美夕（麗華の従姉妹） - 浅野琳

第3話「取調べ室の怪人」
- 郡司武士（京都府警捜査一課 巡査部長） - 長谷川初範
- 栗城明良（カフェ「ベルナグ」経営者） - 玉城裕規
- 木立麻実（京都府警捜査一課 巡査長） - 三戸なつめ
- 郡司早苗（武士の妻） - 水沢有美
- 奥谷香澄（中京区にある文具メーカー勤務） - 井土依吹
- 安井美穂（主婦・6年前通り魔事件の被害者） - 寺浦麻貴
- 郡司和哉（武士と早苗の息子・6年前交通事故死） - 細田龍之介

第4話「京都グルメ王殺人」
- 矢田部誠治（イベント会社「矢田部プランニング」社長） - 越村友一
- 根津吉次（窃盗の常習犯） - 吉岡睦雄
- 御子柴正斎（料亭「奈可倉」料理長） - 河屋秀俊
- 武石直之（武石出版 編集長） - 野田晋市
- 松橋昭文（料亭「奈可倉」マネージャー） - 森乃阿久太
- 江草晴雅（おばんざい屋「京おばんざい えぐさ」店主） - 螢雪次朗

第5話「殺人を告白する話」
- 佐向祥太（二条院大学 植物園 職員） - 小越勇輝
- 菅原香奈枝（二条院大学 植物学研究室 准教授） - 朝夏まなと
- 井手誠人（心理カウンセラー） - 小松和重
- 土橋春樹（二条院大学 元学生） - 小南光司
- 矢部聡（二条院大学 植物学研究室 研究員） - 板倉チヒロ
- 土橋由美（真司の妻・春樹の母） - まつむら眞弓
- 土橋真司（弁当屋・春樹の父） - 浅田祐二
- 箱崎順二（二条院大学 植物園 園長） - いわすとおる
- 釜本聖子（二条院大学 植物園 職員） - 中村彩実

第6話「サバイバル72時間」
- 徳永衛（防災アドバイザー・大倉とは中学時代の同級生・避難体験の主催者） - 前野朋哉（中学生：浅海翼）
- 大倉大輔（総合商社「鶴梶商事」資材部 部長・避難体験の参加者） - 弓削智久（中学生：山本悠央）
- 石岡健太（大倉とは中学時代の同級生・避難体験の参加者） - 宮下雄也
- 関口麻子（大倉とは中学時代の同級生・避難体験の参加者） - 杉本有美（中学生：椎平瑠月）
- 小谷恵理子（京タウン不動産 社員・ログハウスの管理者） - 中道裕子
- 早瀬透（総合商社「鶴梶商事」社員） - 堀田貴裕
- 南菜月（莉子の通う葵川児童館の職員） - 松浪瞳
- 細川亮一（徳永の動画撮影のスタッフ） - 中村凜太郎
- 稲垣順子（大倉とは中学時代の同級生） - 大脇あかね
- 本条あゆみ（徳永の幼馴染・故人） - 穴見結椛

第7話「解剖されたい男」
- 伊東暁代（レストラン「菜紡庵」店主） - 野波麻帆
- 香取孝史郎（プリンターメーカー「テラスプリンター」営業部 主任） - 吉田ウーロン太
- 馬場泰蔵（ベンチャー企業「ミートノーブ食品」代表） - 満腹満
- 徳山昌平（ハンバーガー屋 店主） - 山本道俊
- 守村元子（ベンチャー企業「ミートノーブ食品」研究員） - 三田みらの
- 島根照海（ハンバーガー屋 店員） - 竹下健人

最終話「最後のメッセージ」
- 芦名瑞希（滋賀県警 科捜研 法医研究員） - 羽瀬川なぎ
- 八木下大輔（滋賀県警 警部補） - 須賀健太
- 板東亮太（セキュリティー企業「京滋セキュリティ」エンジニア） - 金井勇太
- 葉賀岬（滋賀県警 刑事） - 柴田善行
- 葛木陽一（滋賀県で起きた強盗殺人事件の被疑者） - まえかつと
- 村井邦和（レストラン「アロイロット」店主） - 高島和男
- 津田明（養殖会社「清咲フーズ」職員） - 竹田和哲
- 芦名真知子（瑞希の母） - 中田喜子

### 科捜研の女 season24（2024年）
第1話「新生科捜研に衝撃！マリコVS死を呼ぶキス… 姿なき犯人の空飛ぶ1000の分身と猫の謎」
- 大月裕子（ビジネスホテル「サンクホテル京洛の湯」支配人） - 大塚寧々
- 清水篤（ビジネスホテル「サンクホテル京洛の湯」レストランの料理人） - 増田修一朗
- 佐藤光輝（ビジネスホテル「サンクホテル京洛の湯」スタッフ・元京都府警警察学校 学生） - 市川理矩
- 島木陽菜（烏丸設備 設備配管工） - 豊島心桜
- 伊藤真紀（ビジネスホテル「サンクホテル京洛の湯」レストランのホール係） - 真木恵未
- 峰岸渉（ビジネスホテル「サンクホテル京洛の湯」レストランのホール係） - 園山敬介
- 庄田隆（ビジネスホテル「サンクホテル京洛の湯」宿泊客） - 太田雅之
- 庄田智子（隆の妻・ビジネスホテル「サンクホテル京洛の湯」宿泊客） - 髙橋知代
- 辻（所轄刑事） - 三角園直樹
- 佐藤剛（高度救助隊隊長・光輝の父） - 津田寛治

第2話「科学が解明!! 超美味ラーメン隠し味の涙」
- 新倉初美（あかぞら食堂 店主・傷害の前科1犯） - 西尾まり
- 成瀬若葉（雑誌編集者） - 小西桜子（幼少期：河野咲良）
- 佐久本真一（らーめん さくもと 嘘のない味 先代・半年前死去） - 篠塚勝
- 佐久本航平（らーめん さくもと 嘘のない味 2代目・真一の息子） - 大下ヒロト
- 門脇卓（食品加工会社「京ノ宮フーズ」社員） - 真丸
- 石毛健介（あかぞら食堂 客） - や乃えいじ
- 杉田志織（食品加工会社「京ノ宮フーズ」社員） - 折目真穂
- 堀越まどか（若葉の先輩編集者） - 中村彩実
- タッちゃん（あかぞら食堂の常連客） - 森乃阿久太
- ショウタ（あかぞら食堂の常連客） - 鈴木康平

第3話「甘い香りの逃亡者」
- 長峰志郎（城南市長） - 尾美としのり
- 長峰千沙都（志郎の娘・城南市役所 ファシリティマネジメント課 職員） - 山田愛奈（7歳：小井圡菫玲 / 4歳：木下結愛）
- 山城麻緒（城南市役所 ファシリティマネジメント課 課長） - 原扶貴子
- 紅林治彦（城南市役所 ファシリティマネジメント課 係長） - 山本圭祐
- 佐々木孝也（城南市立東部診療所 事務長） - 柴田善行

第4話「売れない家の秘密」
- 大河原修三（隆が住んでいるアパートの大家） - 宇梶剛士
- 門倉真奈美（隆の妹） - 森脇英理子
- 渡会美咲（木屋町不動産 社員） - 倉嶋かれん
- 塚串洋次（廃屋の裏の家の住人） - 廣末哲万
- 矢野正（真奈美の元恋人） - 松本寛也
- 屋敷隆（廃屋の元住人） - ムラサトシ
- 屋敷和子（隆と真奈美の母・3年前死去） - 鈴川法子

第5話「密室と甘い焼き芋」
- 奥寺幸太郎（箕丸商事 焼き芋事業部 部長） - 岩谷健司
- 三木良治（さつま芋“サチムラサキ”の栽培農家） - 小田井涼平
- 足立日向（箕丸商事 焼き芋事業部 派遣社員） - 広田亮平
- 仲村寿里（箕丸商事 焼き芋事業部 派遣社員） - 池田朱那
- 星野昴（箕丸商事 焼き芋事業部 社員） - 中尾聡
- 吉井匡（箕丸商事 焼き芋事業部 主任） - 板倉チヒロ
- 津田澄江（箕丸商事 総務） - 橘未佐子

第6話「天才少女と母の嘘」
- 猪俣奈菜（京都市立滝陵小学校1年生・放課後スパイクラブ メンバー） - 永尾柚乃
- 猪俣明日香（奈菜の母・観光ガイド） - 前田亜季
- 馬場信彦（京都市立滝陵小学校 学童指導員） - 大高洋夫
- 山川郁夫（梅小路製作所 海外事業部 社員） - 内野謙太
- 塩野正之（梅小路製作所 海外事業部 社員） - 西尾塁
- 田島佳穂（山川の住むマンションの隣人） - 武田暁
- 川島芳美（京都市立滝陵小学校6年生・放課後スパイクラブ メンバー） - 赤在沙優
- 張本翔（京都市立滝陵小学校5年生・放課後スパイクラブ メンバー） - 西川諄
- 岩本幸恵（天才犬・ソロの飼い主） - 山村紅葉

第7話「太陽になりたい男」
- 辻堂祥太（元太陽電池開発ベンチャー企業「ソリスラボ」研究者） - 池田鉄洋
- 花澤樹（太陽電池開発ベンチャー企業「ソリスラボ」CEO） - 前川泰之
- 平田まどか（太陽電池開発ベンチャー企業「ソリスラボ」研究者） - ゆいかれん
- 庄司啓介（「ソリスラボ第3回ソーラーフェス」運営の代理店勤務） - 梅林亮太
- 白崎美玖（保険会社「ノーデンス生命保険」契約社員） - 大出菜々子
- 石原拓実（保険会社「ノーデンス生命保険」社員） - いわすとおる
- 森本航大（若者） - 逢坂真

第8話「京都地下水脈の謎」
- 椛山卓司（草木染職人） - 片桐仁
- 須黒正明（洛中総合病院 事務長） - 肥後克広
- 林健一（金属加工会社「上京製作所」工場長） - 大堀こういち
- 長谷部拓海（草木染職人・椛山の弟子） - 庄司浩平
- 松井陸（金属加工会社「上京製作所」新入社員） - 羽谷勝太
- 向井浩（金属加工会社「上京製作所」社長） - 浅田祐二
- 霧島学（金属加工会社「上京製作所」従業員） - 坂口修一
- 飯村矢津士（金属加工会社「上京製作所」従業員） - 桑原良二
- 山田哲也（金属加工会社「上京製作所」従業員） - 野村昌嗣

第9話「女たちの最終決戦」
- 保岡実梨（一隆の妻） - 瀬戸さおり
- 根岸徳男（精密機械メーカー「洛陽テック」研究員） - 渋谷謙人
- 米田絹江（弘六の妻） - 小柳友貴美
- 保岡一隆（精密機械メーカー「洛陽テック」研究員） - 田村健太郎
- 浦井文久（精密機械メーカー「洛陽テック」情報管理部門 部長） - 半田周平
- 米田弘六（こども食堂「こどもビストロヨネダ」店主） - 小川隆市
- 箕輪佳彦（ネットニュース記者） - 松木賢三
- 虹野守（精密機械メーカー「洛陽テック」警備員） - ビッケブランカ

第10話「マリコ最後の鑑定」
- 福原楓（11年前傷害致死の被害者遺族・新開とは幼馴染） - 山谷花純
- 木本沙友里（吉春の妹・ビストロアルツァーレ 勤務） - 手塚真生
- 黒谷喜一（黒谷組 組長） - 谷口高史
- 木本吉春（居酒屋「吉宝屋」アルバイト・11年前傷害致死で逮捕） - 長南洸生
- 笠井桐子（居酒屋「吉宝屋」店主） - 飯島順子
- 福原泰地（楓の父・11年前死去） - 佐渡山順久
- 山本豊（黒谷組 構成員） - 山本道俊
- 酒井和樹（黒谷組 構成員） - 吉田輝生
- 藤沢健（ビストロアルツァーレ 店主） - 川崎慧
- 井手（京都府警九条署地域課南交番 巡査長） - 佐藤友祐